# Iglesia de Santa María Asunta (Venecia)
La iglesia de Santa Maria Assunta, conocida como I Gesuiti, es un edificio religioso en Venecia, en el norte de Italia. Se encuentra en el sestiere de Cannaregio, en el Campo dei Gesuiti, no lejos de las Fondamenta Nuove.

## Historia

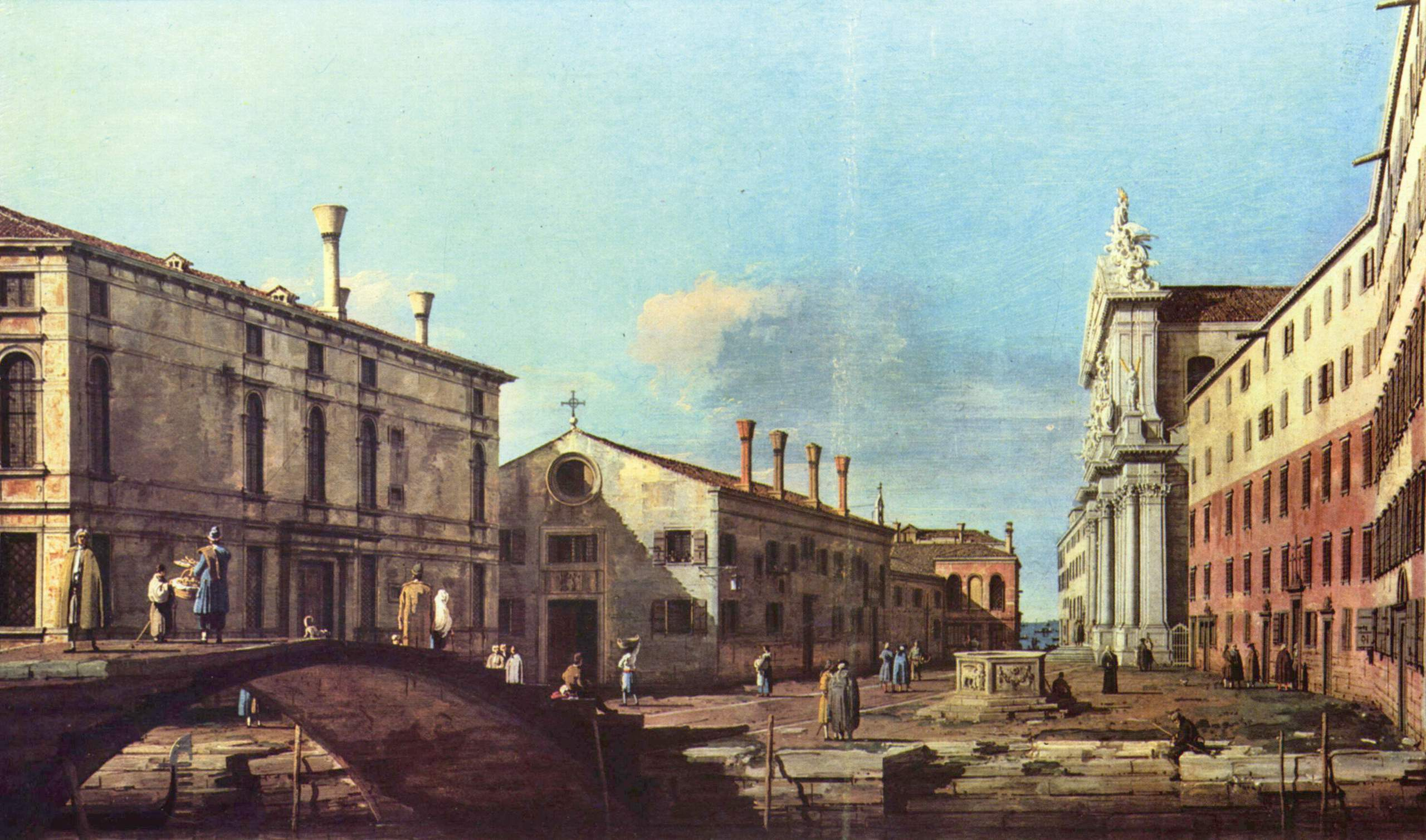
El Campo y la Iglesia, de Canaletto

Según algunas fuentes la construcción de la primitiva iglesia que hubo en el sitio fue financiada por un tal Pietro o, según el dux Andrea Dandolo, por Cleto Gussoni en 1148 y estaba rodeada de terrenos, masas de agua y humedales. En 1154, Cleto la convirtió en un hospital para pobres enfermos, tanto hombres como mujeres. Otro Gussoni, de nombre Buonavere, pariente y heredero de Cleto, acabó proporcionando viñedos y algunas de sus otras fincas en los distritos de Chioggia y Pellestrina. En el monasterio de I Gesuiti hizo sus votos un miembro de la misma familia, Marco Gussoni, curado milagrosamente por el entonces Beato, más tarde san Luis Gonzaga. Se dice que en 1601 Marco, afectado por una grave enfermedad, se curó al instante por la invocación del santo. Sin embargo, el 1 de agosto de 1631 contrajo la peste y murió en Ferrara mientras trabajaba para ayudar a las víctimas de la peste; se le conoció como «uomo di somma pietà» (hombre de suprema misericordia). En Ca' Rezzonico se expone un retrato suyo titulado Marco Gussoni che benedice gli appestati nel Lazzaretto di Ferrara (1664) [Marco Gussoni bendiciendo a los apestados en el Lazzareto de Ferrara].
San Ignacio de Loyola visitó por primera vez la ciudad de Venecia en 1523 para emprender una peregrinación a Jerusalén. Regresó a I Gesuiti en 1535 con un grupo de amigos, que ya se autodenominaban Compañía de Jesús (cuyos miembros se denominaban gesuiti, jesuitas en italiano), y aquí se ordenaron como sacerdotes. El grupo tardó sólo dos años en establecerse plenamente en la laguna de Venecia y en atraer a un gran número de seguidores. En 1537 partieron hacia Roma.
En 1606, debido a las disputas entre el papa Pablo V y Venecia, la ciudad fue puesta bajo interdicción, y como consecuencia, los jesuitas fueron exiliados hasta 1657. Durante esos años, Venecia se vio envuelta en una consumidora guerra con el Imperio otomano y el papa Alejandro VIII decidió proporcionar los servicios de los Betlemitani, una orden creada para ayudar a los Caballeros de la Cruz que estaban bajo el control del papa.
Venecia vendió entonces toda la finca a los jesuitas, incluyendo una iglesia, un hospital y un convento, por cincuenta mil ducados. Sin embargo, la iglesia de Betlemitani no era lo suficientemente grande para los jesuitas. Así que en 1715 la derribaron y construyeron su propio templo. La iglesia recibió el nombre de Santa Maria Assunta (María de la Asunción). Fue financiada por la familia Manin, una familia aristocrática friulana de 1651. La iglesia fue consagrada en 1728

## Descripción

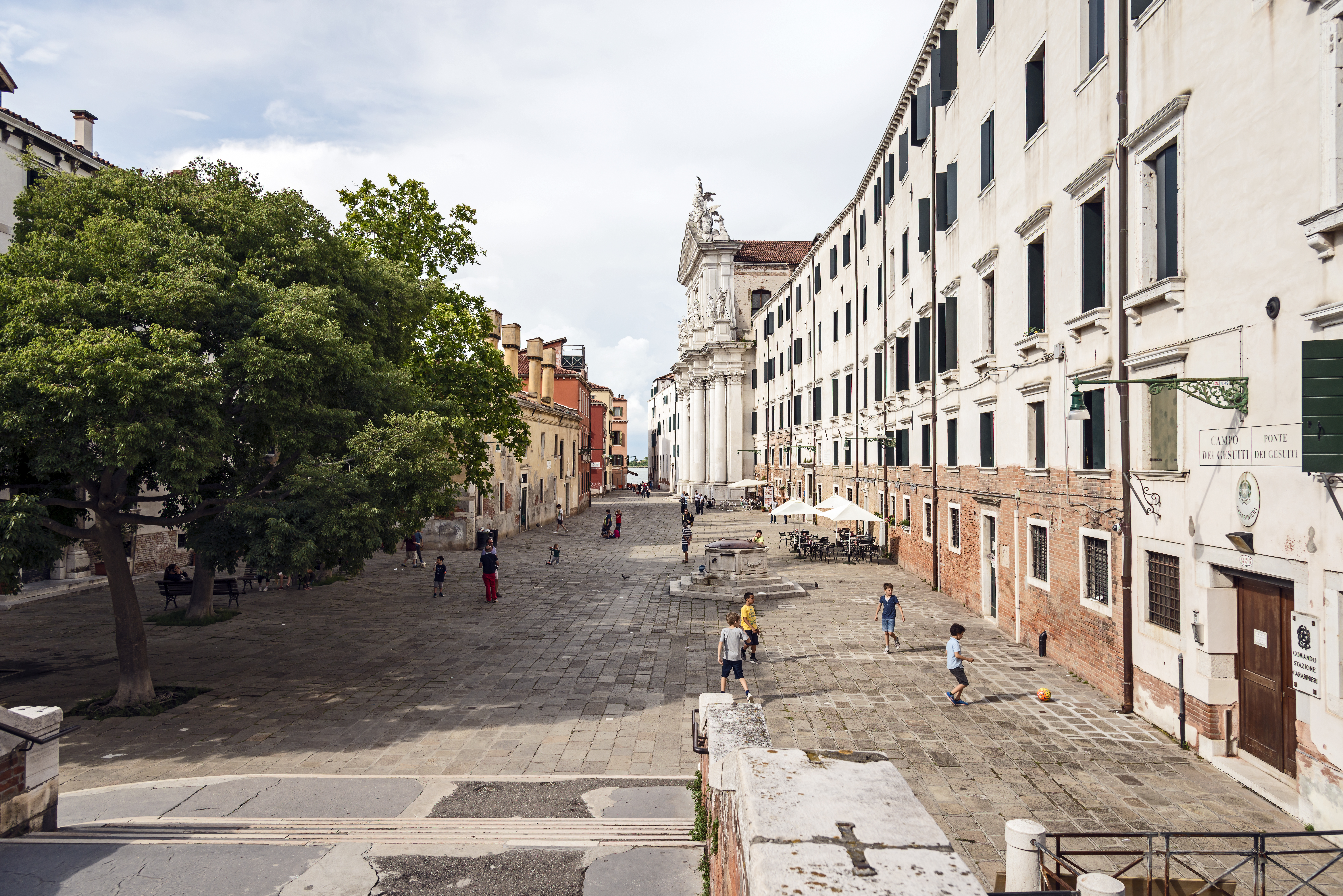
Vista del "Complejo del Gesuiti"

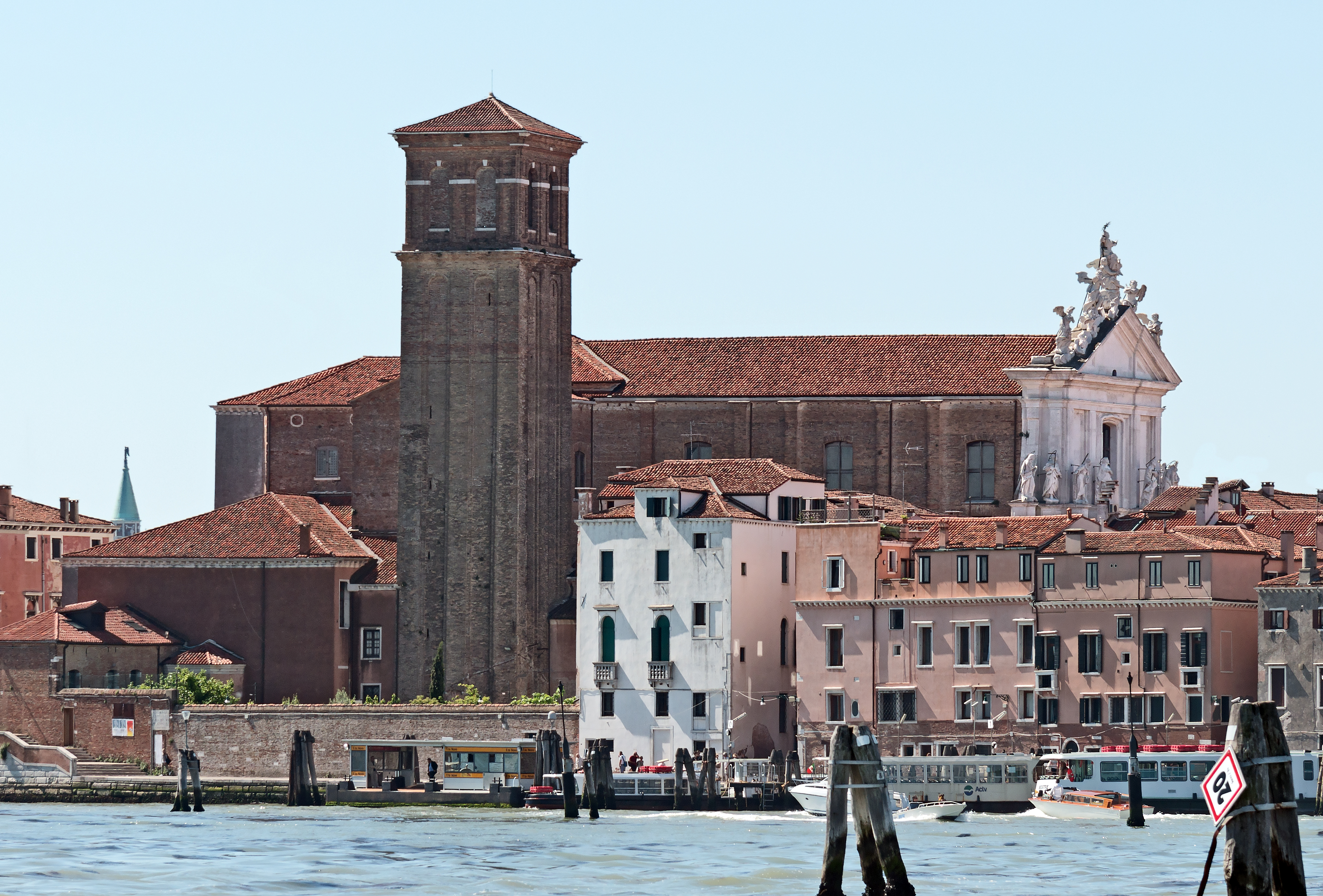
Vista desde la laguna

Los jesuitas en Venecia determinaron que Domenico Rossi, que había diseñado la iglesia de San Stae, era el arquitecto ideal para hacer el trabajo que necesitaban. No fue una tarea fácil para él, ya que tuvo que seguir planes estrictos, que habían sido definidos para los jesuitas por el Concilio de Trento .
La fachada tiene dos niveles: el inferior está formado por ocho columnas, sobre las que descansa el arquitrabe rugoso y agrietado del segundo nivel. Las columnas sostienen ocho estatuas que, junto con otras cuatro en varios nichos, representan a los "doce apóstoles". Otras cuatro estatuas situadas a los lados de la entrada principal representan a Santiago el Mayor, san Pedro, san Pablo y san Mateo Evangelista. Entre los escultores están Filippo Catasio y Giuseppe Ziminiani. Alrededor del tímpano hay estatuas de Giuseppe Torretti, que forman su obra L'Assunzione della Vergine Maria (La Asunción de la Virgen María). En los últimos tiempos se han perdido algunas obras de Francesco Bonazza. Un estandarte de mármol verde y blanco, colocado delante de la ventana central.
La disposición de la iglesia es la típica de las iglesias jesuitas, con planta de cruz latina con tres capillas en el ala más larga. El crucero y el presbiterio están junto a otras dos capillas. Las seis capillas de los lados de la nave están separadas por pequeñas salas que probablemente se utilizaban para confesarse. Entre la segunda y la tercera capilla se encuentra el notable púlpito creado por Francesco Bonazza y a lo largo de todo el pasillo hay "corretti", rejas por las que los visitantes del convento podían mirar. La nave de la iglesia palidece en comparación con el altar, dedicado a la Santísima Trinidad, debido a la presencia de cuatro pilares que sostienen la bóveda de crucería. Estos pilares fueron decorados con mármol verde y blanco entre 1725 y 1731. El campanario es casi en su totalidad el original que se levantó para la iglesia de los Betlemitani, el único añadido es la torre del siglo XVIII.
El techo está adornado con frescos. En el presbiterio, Los ángeles músicos en la gloria (1720), y en el techo abovedado El triunfo del nombre de Jesús (1732), fueron pintados por Ludovico Dorigny. En el techo de la nave, Abraham y tres ángeles y la Visión de San Juan Evangelista fueron pintados por Francesco Fontebasso en 1734. El coro está decorado con estatuas de querubines, angelitos, ángeles y arcángeles de Giuseppe Torretti. Alrededor del altar, diseñado por el padre jesuita Giuseppe Pozzo, diez columnas sostienen una cúpula verde y blanca. En una capilla de la iglesia se encuentra el monumento al Dux Cicogna, obra de Campagna.

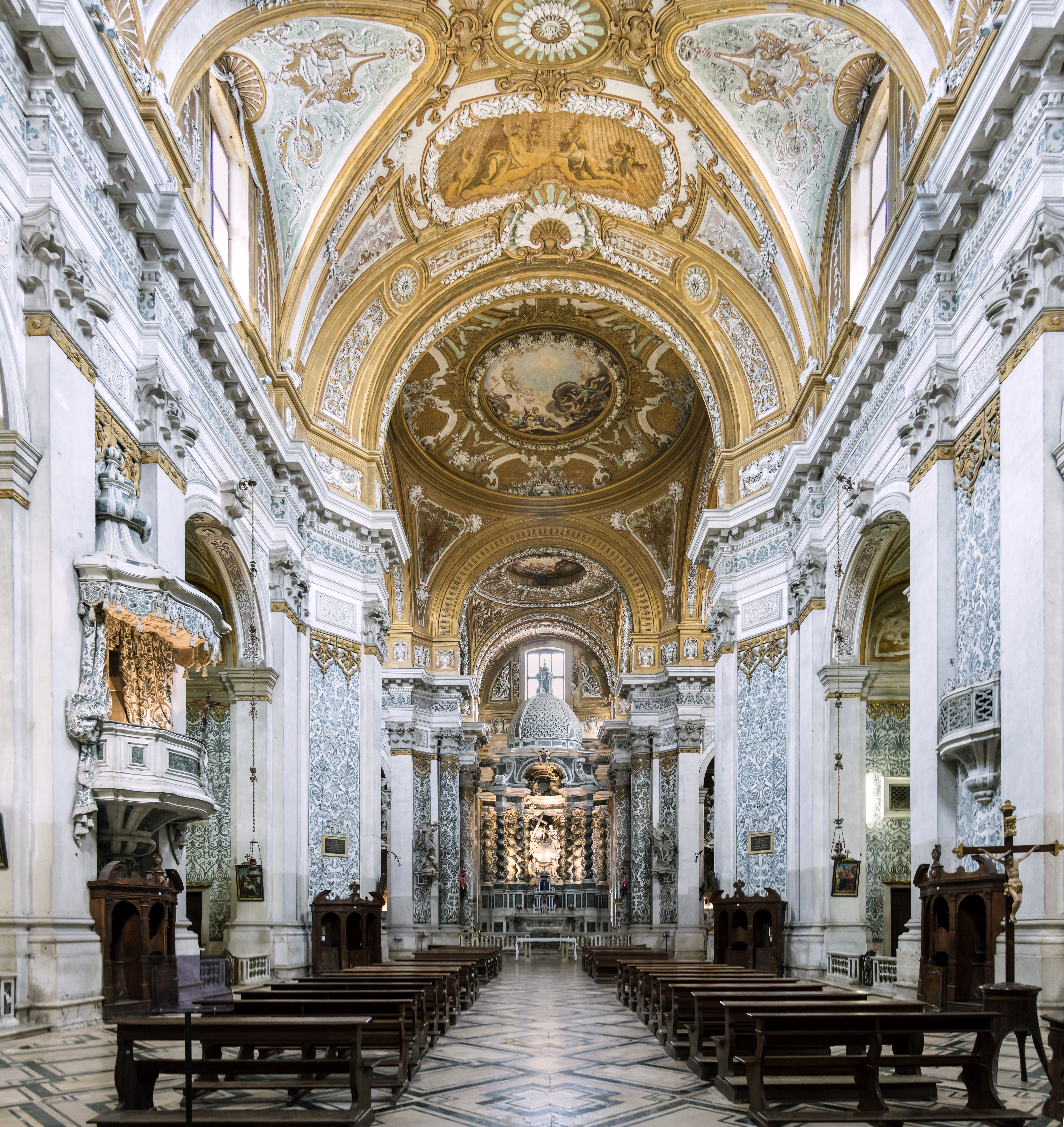
La nave
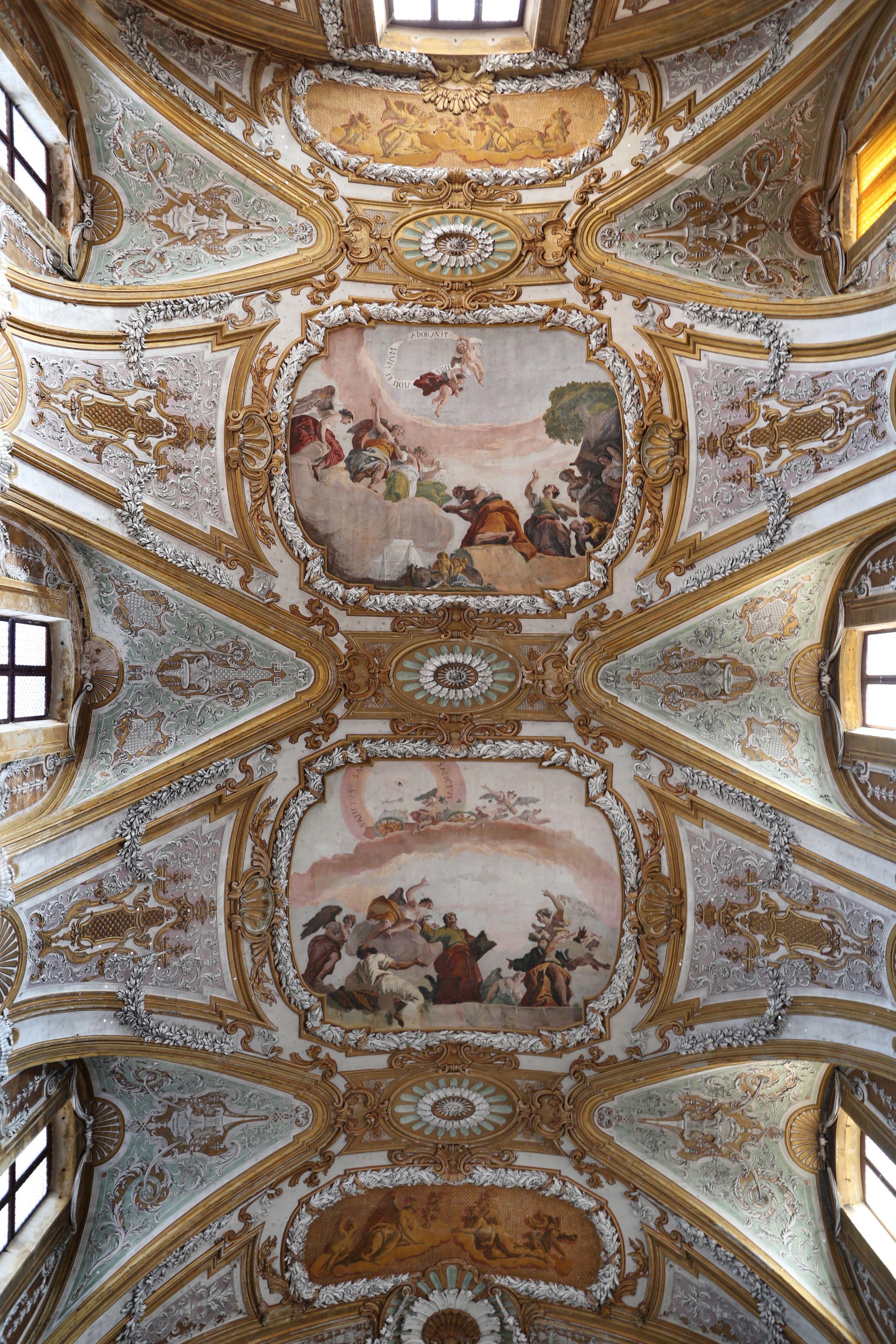
El techo
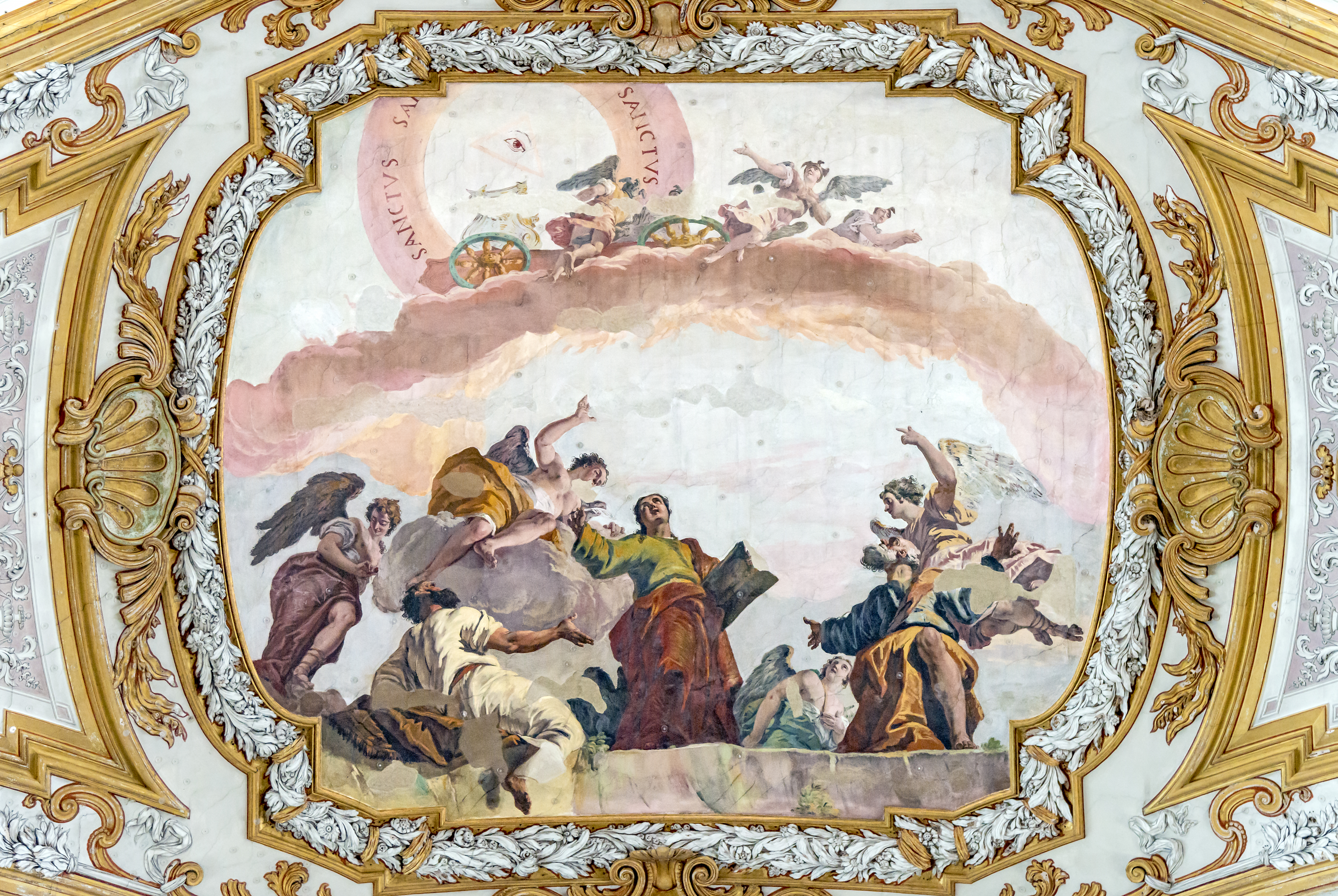
Visión de San Juan Evangelista por Francesco Fontebasso
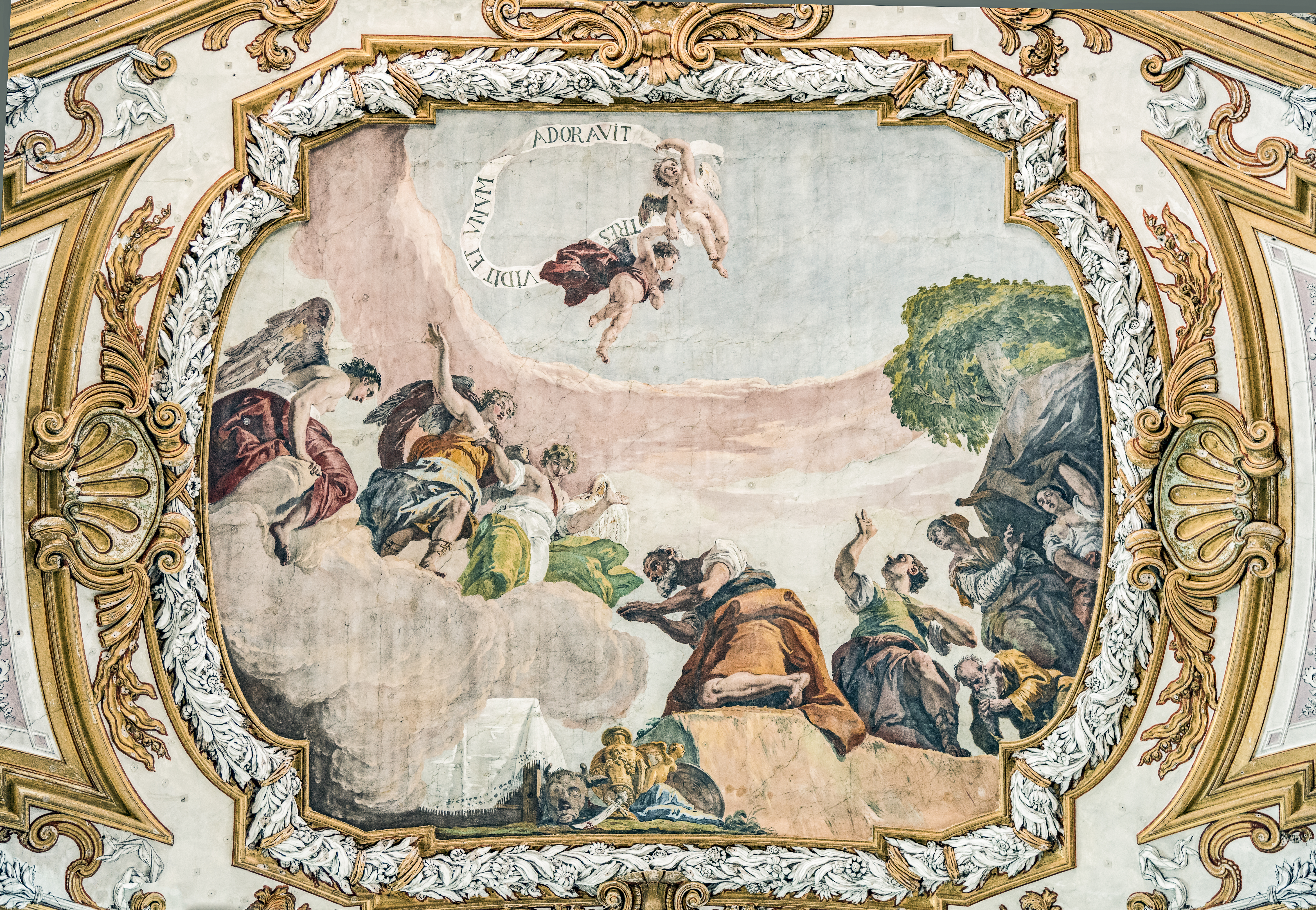
Abraham y tres ángeles de Francesco Fontebasso

### Contra-fachada
El monumento funerario de la familia Da Lezze es obra de Jacopo Sansovino (mediados del siglo XVI). Este monumento ya existía en la antigua iglesia de Crosechieri y fue reconstruido por los jesuitas en el lugar de origen. Es el resultado de dos órdenes, de respectivamente 4 y 8 columnas, sobre los bustos de los sarcófagos de: Priam De Lezze (centro, busto de Alessandro Vittoria), Andrea De Lezze (a la izquierda, Giulio del Moro) y Giovanni Da Lezze (a la derecha, también de Giulio del Moro). Es cronológicamente el primer ejemplo de monumento erigido para celebrar a una familia patricia en Venecia.

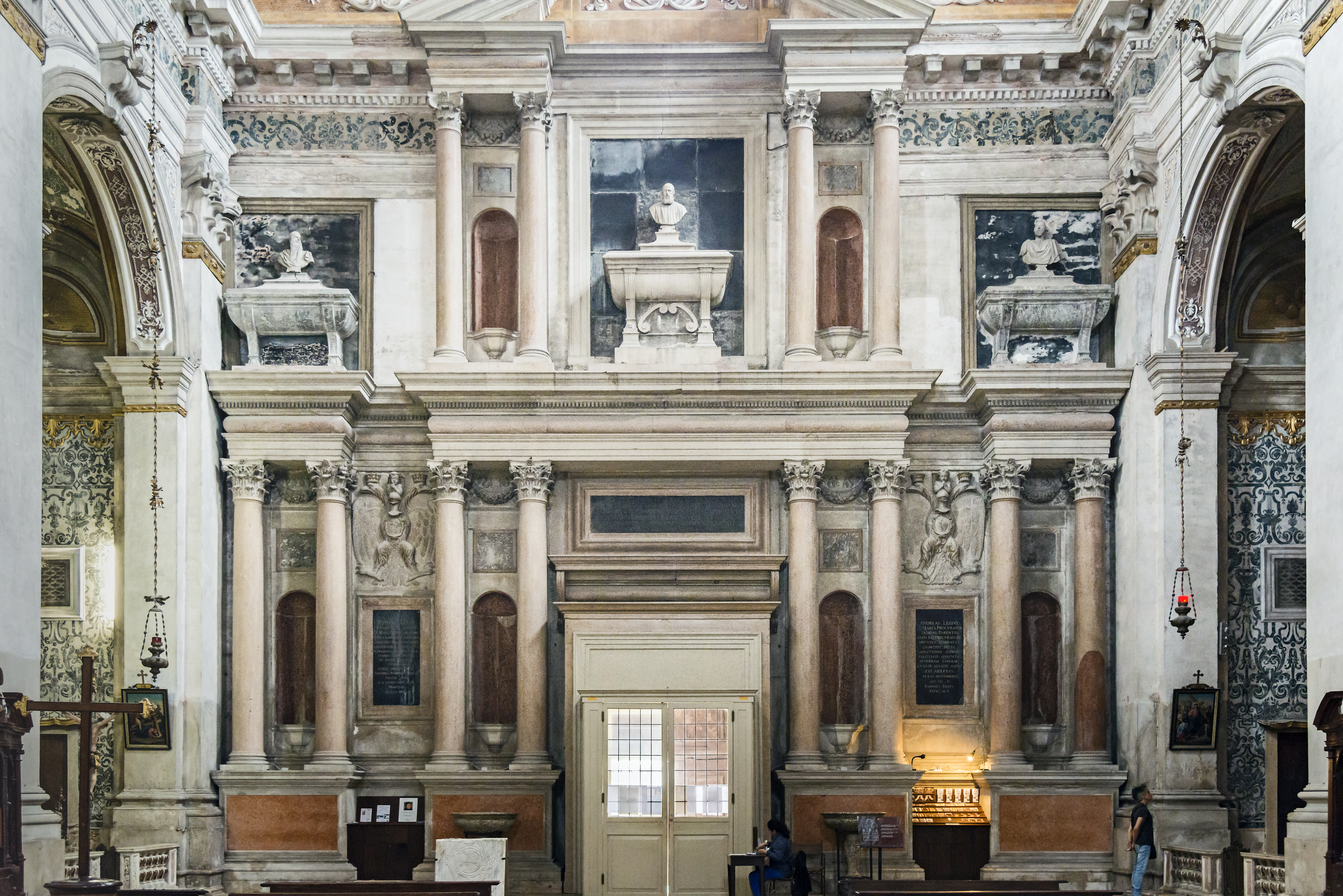
Monumento de la familia Da Lezze a Jacopo Sanvovino
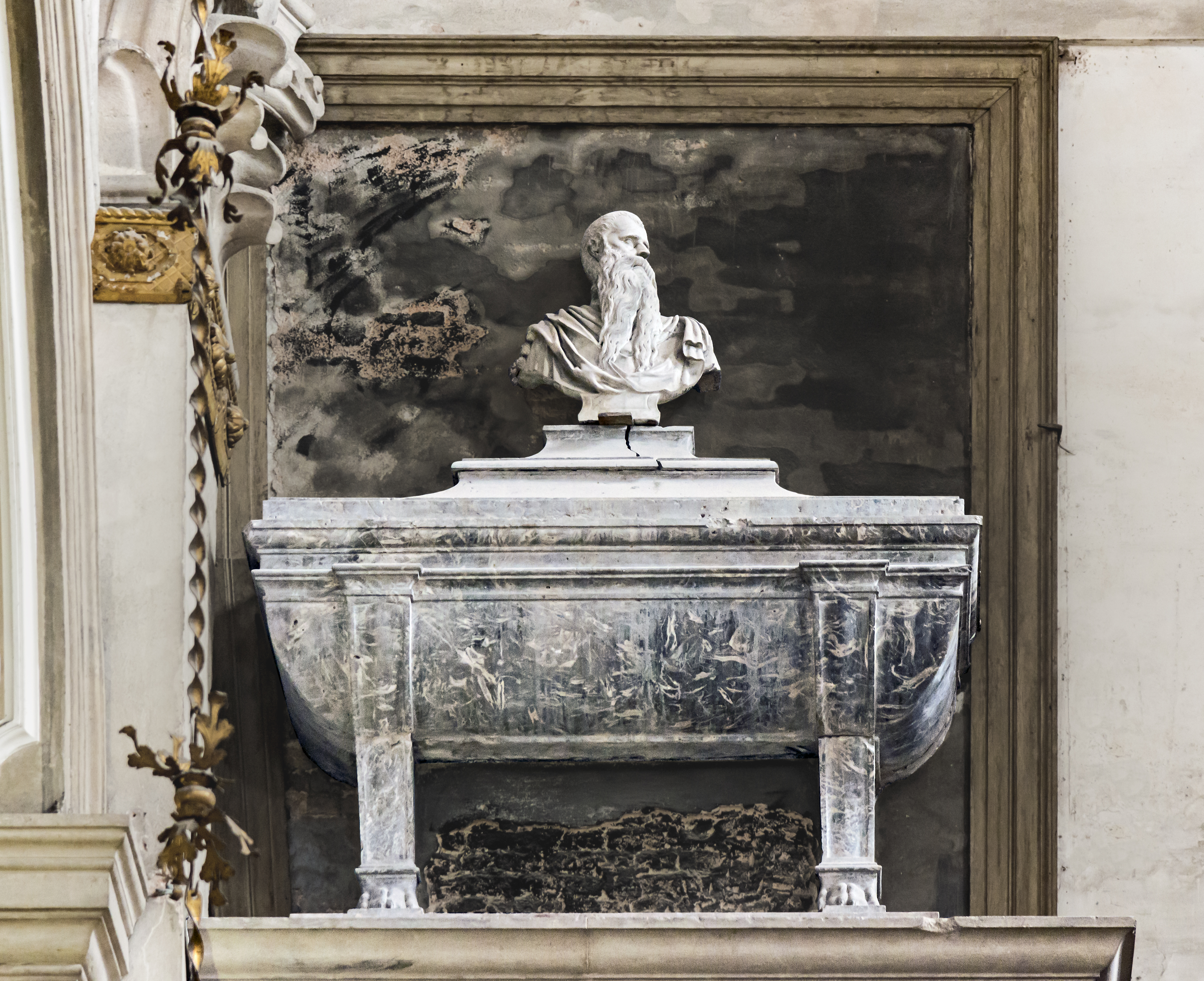
Monumento a Giovanni Da Lezze
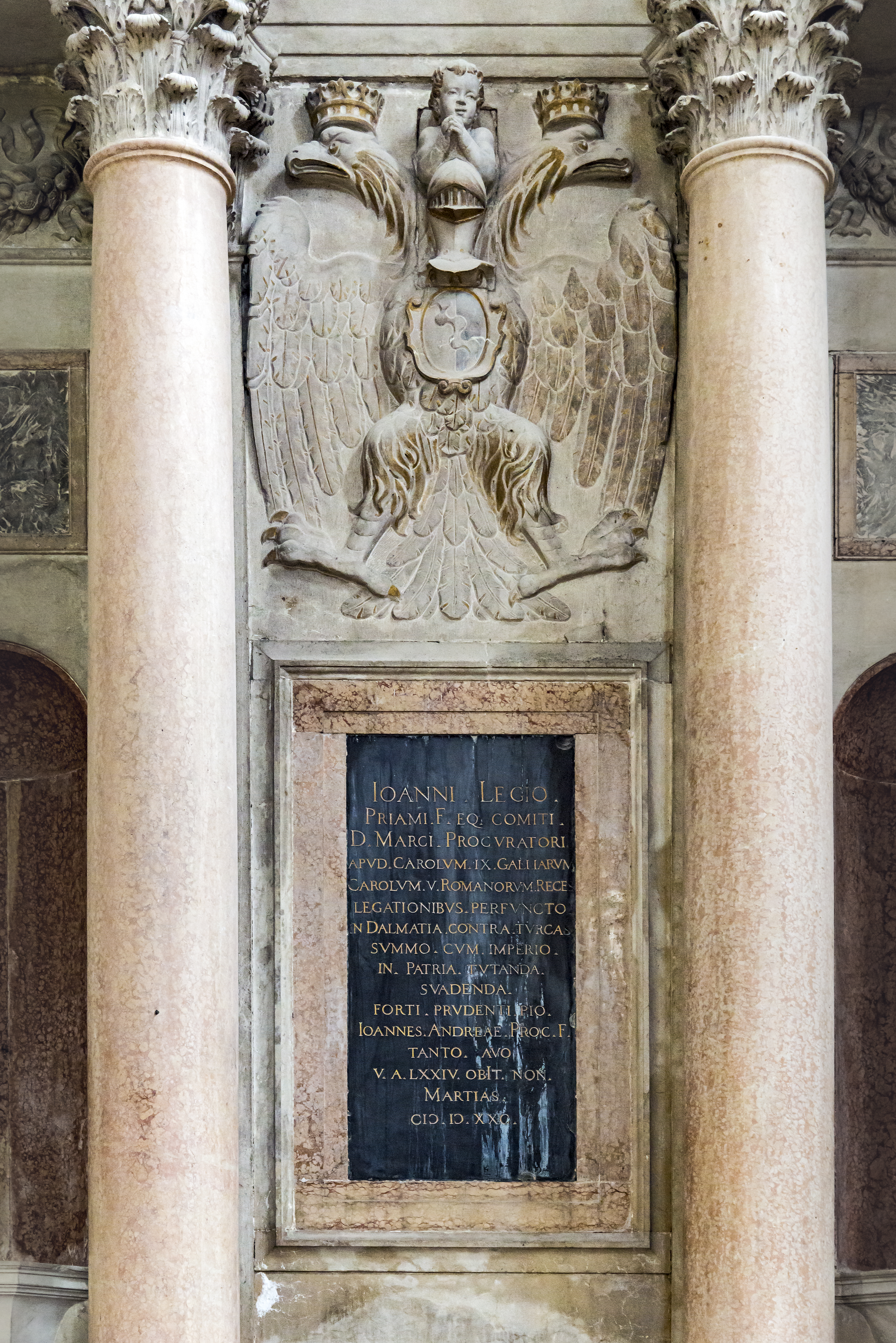
Epitafio de Giovanni Da Lezze
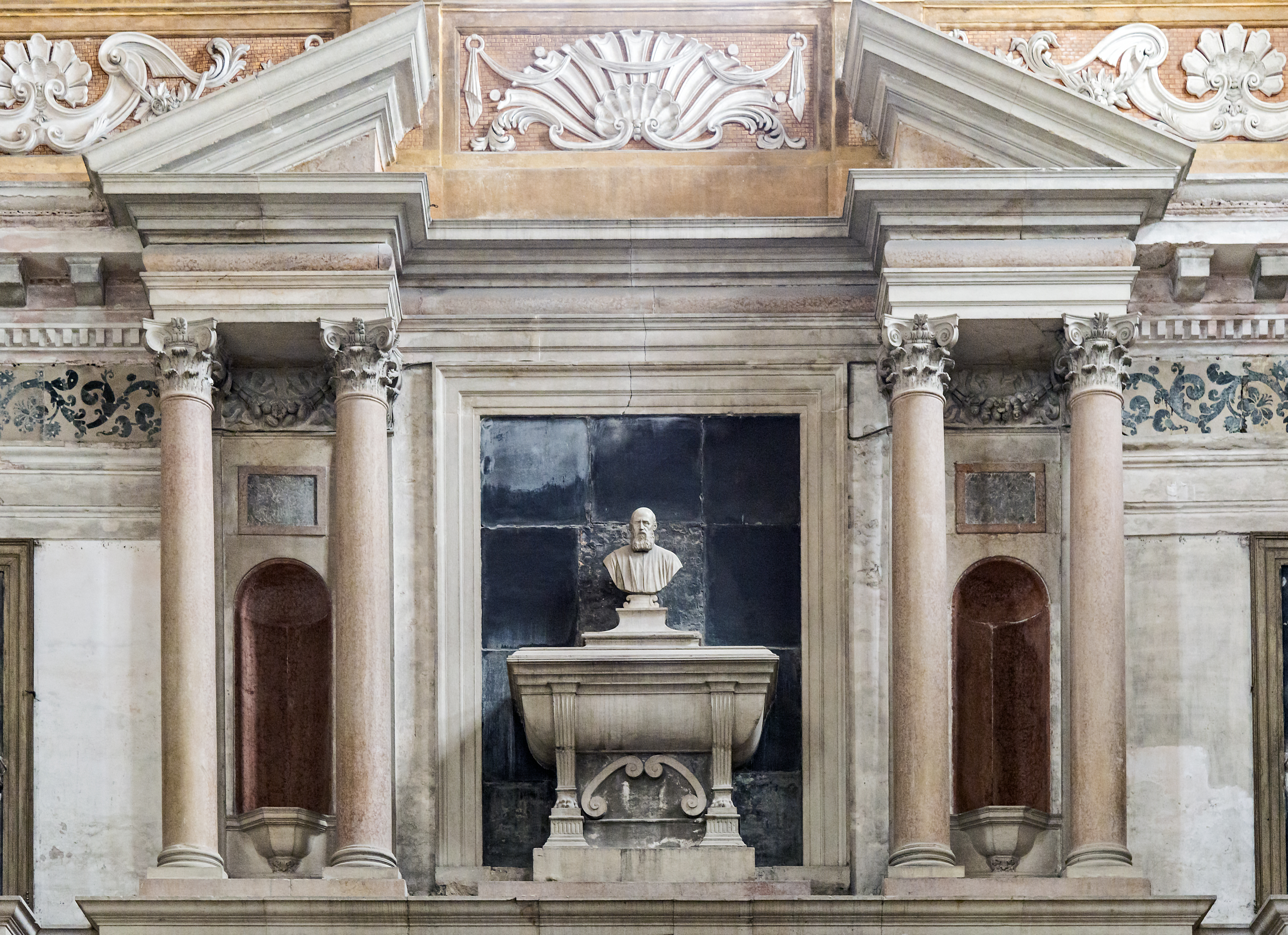
Monumento a Priamo Da Lezze
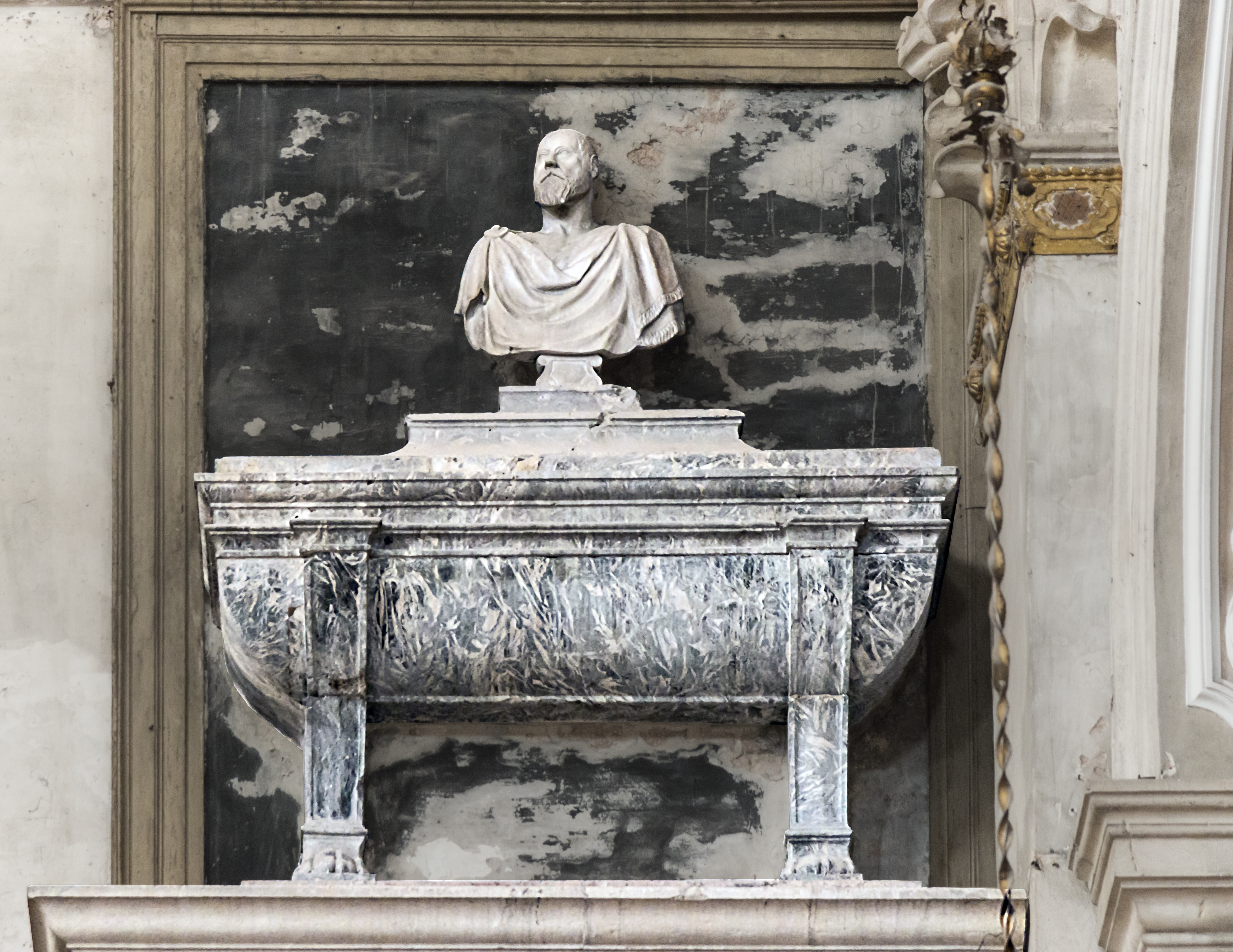
Monumento a Andrea Da Lezze
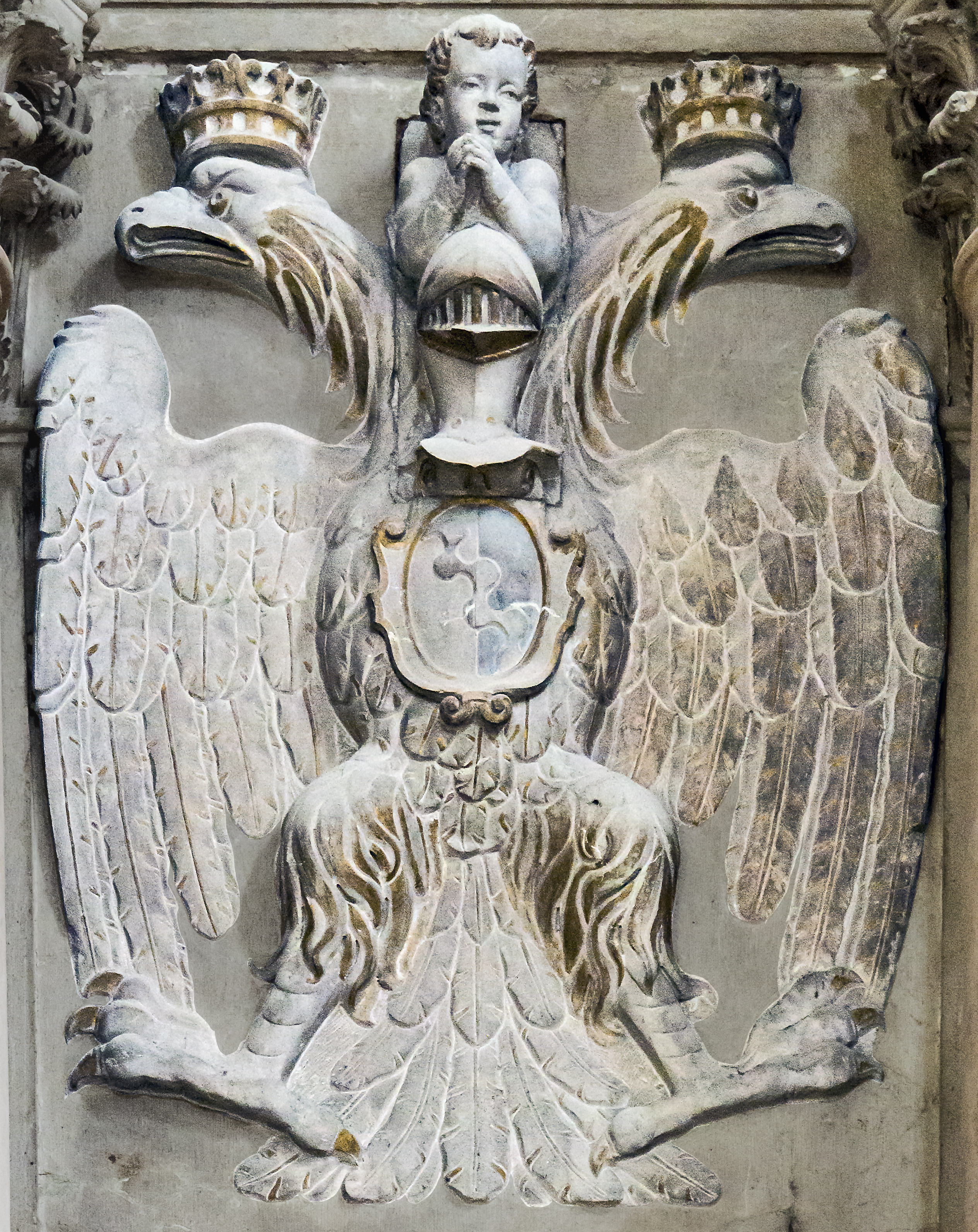
Costos de armas de Da Lezze

### Lado izquierdo de la nave
- Capilla de San Lorenzo (1.ª capilla).  La capilla es conocida por la tabla del retablo: El martirio de San Lorenzo, obra maestra de Tiziano (1588). La pintura pertenecía inicialmente a la antigua iglesia de Crosechieri. El altar fue utilizado por la schola dei passamaneri .
- Capilla de Nuestra Señora (2.ª capilla). Se encuentra en las antiguas murallas del mismo sitio: la "capilla de la Virgen" de la antigua iglesia de Crosechieri. Sobre el altar la estatua de la Virgen y el Niño (antes de 1604), único vestigio de la capilla anterior, es el escultor Andrea dall'Acquila.
- Púlpito.  Entre la segunda y la tercera capilla se encuentra la hermosa silla de Francesco Bonazza.
- Capilla del Sagrado Corazón (3.ª capilla).  La capilla perteneció a la schola de devozion de la Imacolata Concezio, como muestra la inscripción colocada en la base de las columnas. El asiento de la 'schola' siempre es visible en el campo frente a la iglesia. El cuadro del retablo: "Sagrado Corazón de Jesús" es una copia de Alessandro Revera (segunda mitad del siglo XIX) del original de Pompeo Batoni.

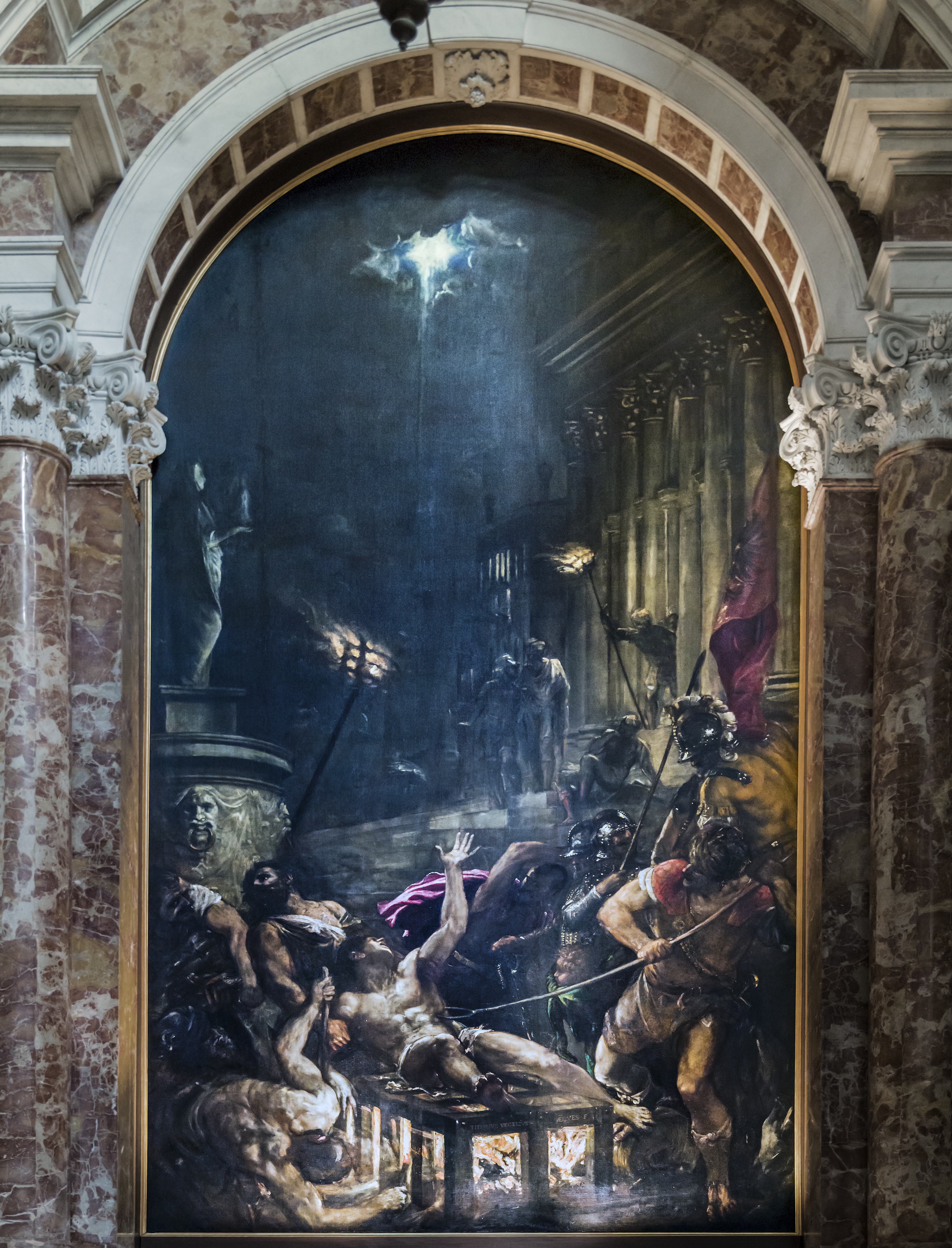
El martirio de San Lorenzo - Tiziano
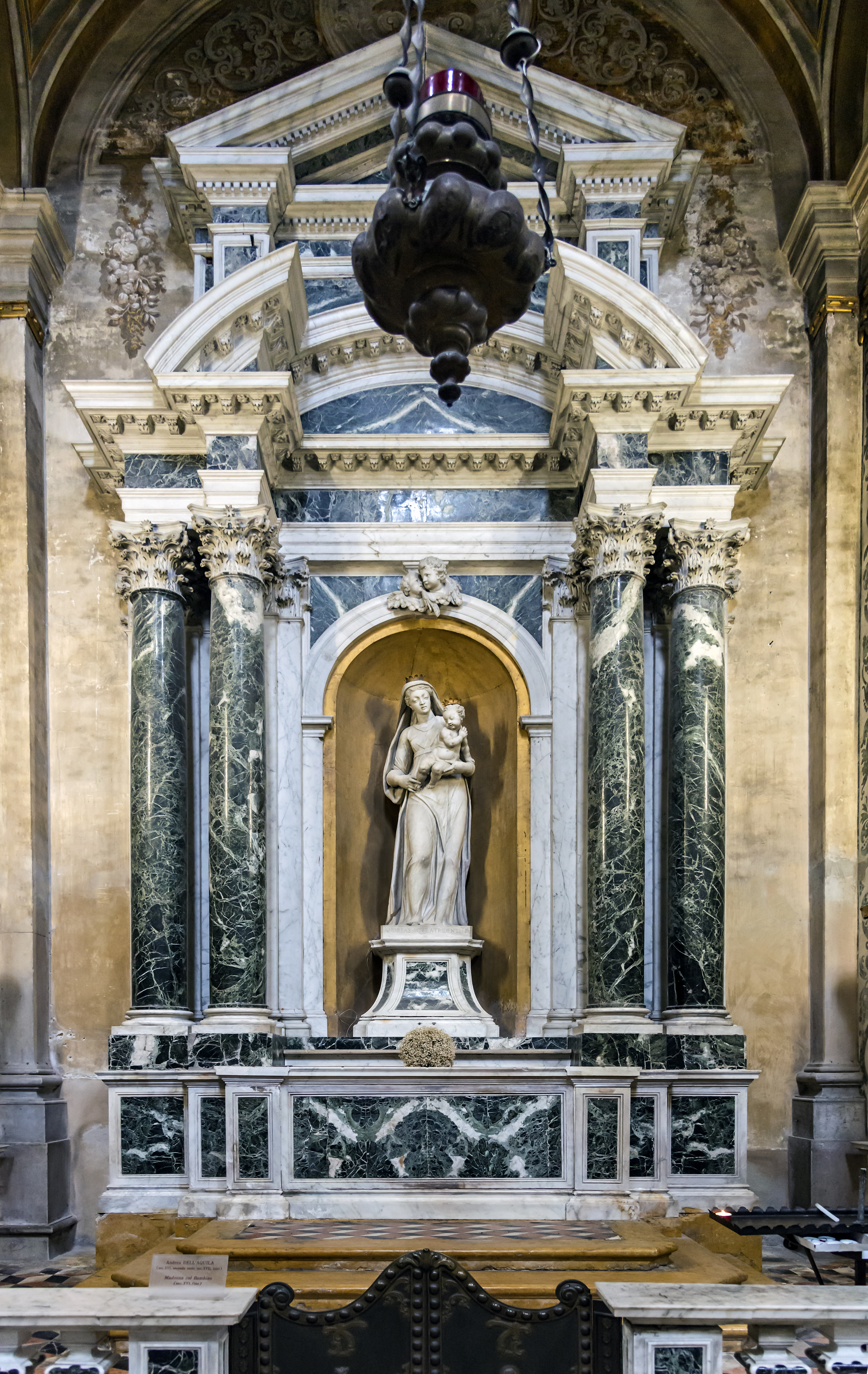
Capilla de Nuestra Señora
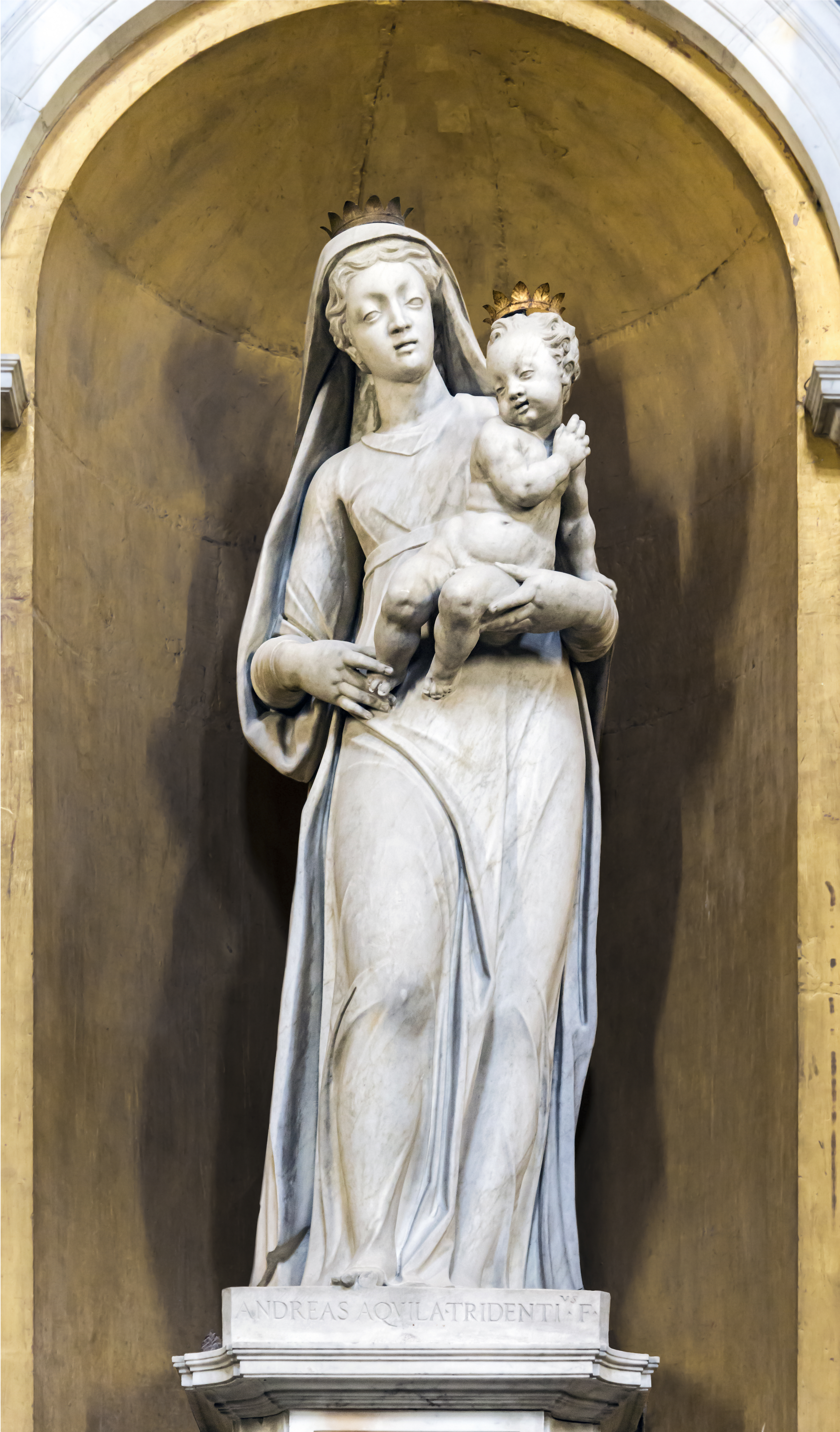
Virgen y niño de Andrea Dell'Aquila
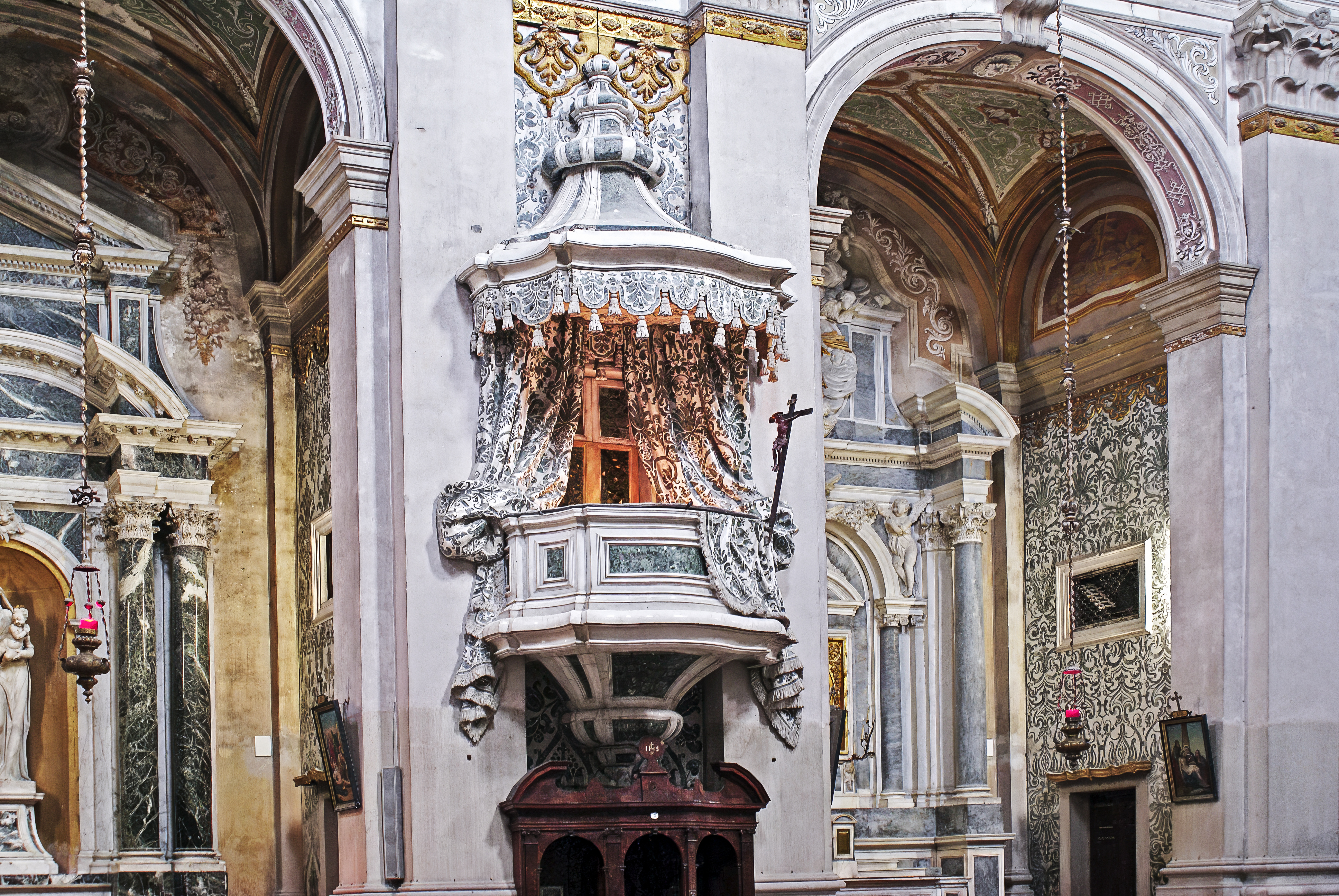
Púlpito
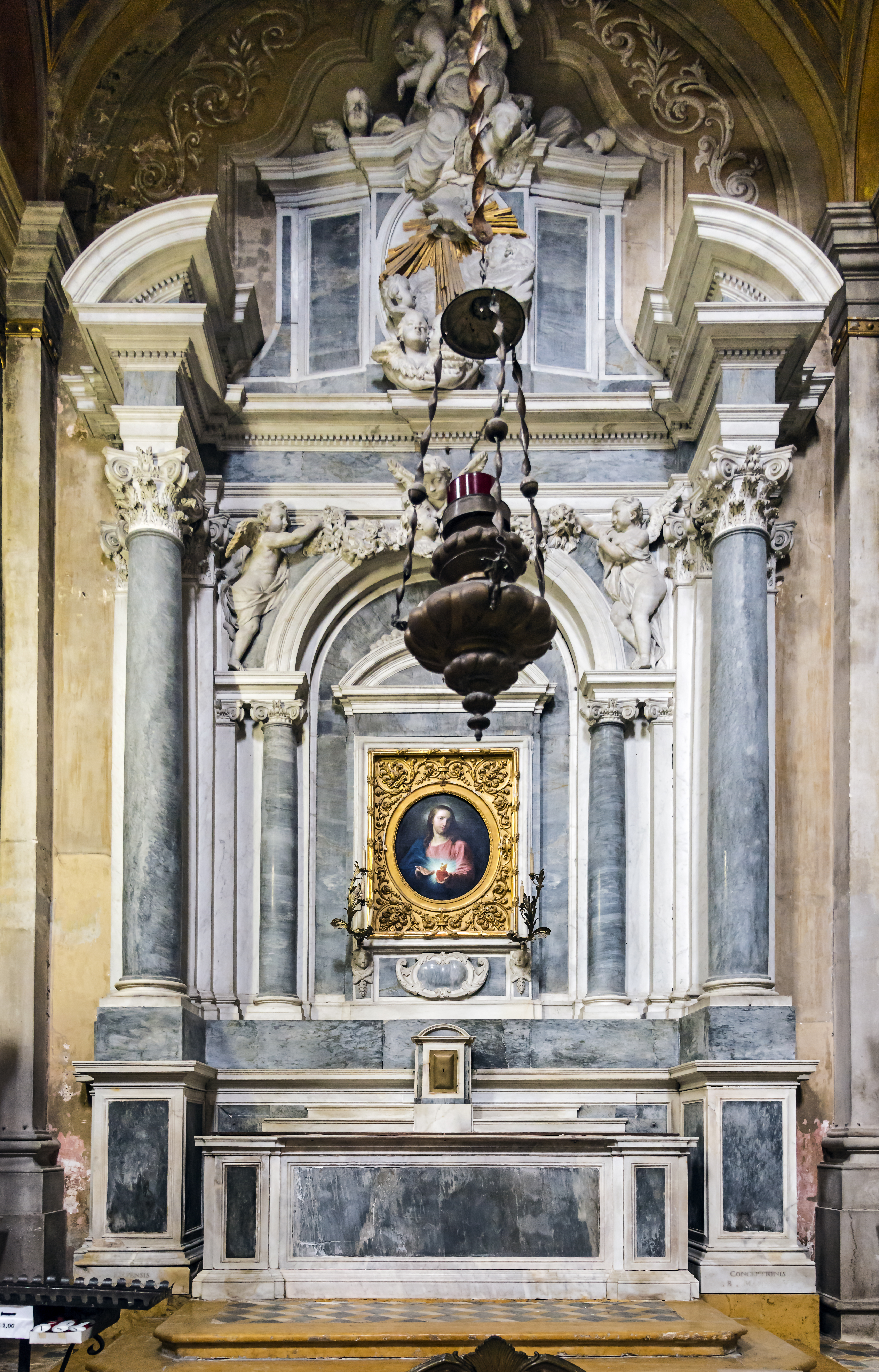
La Capilla del Sagrado Corazón
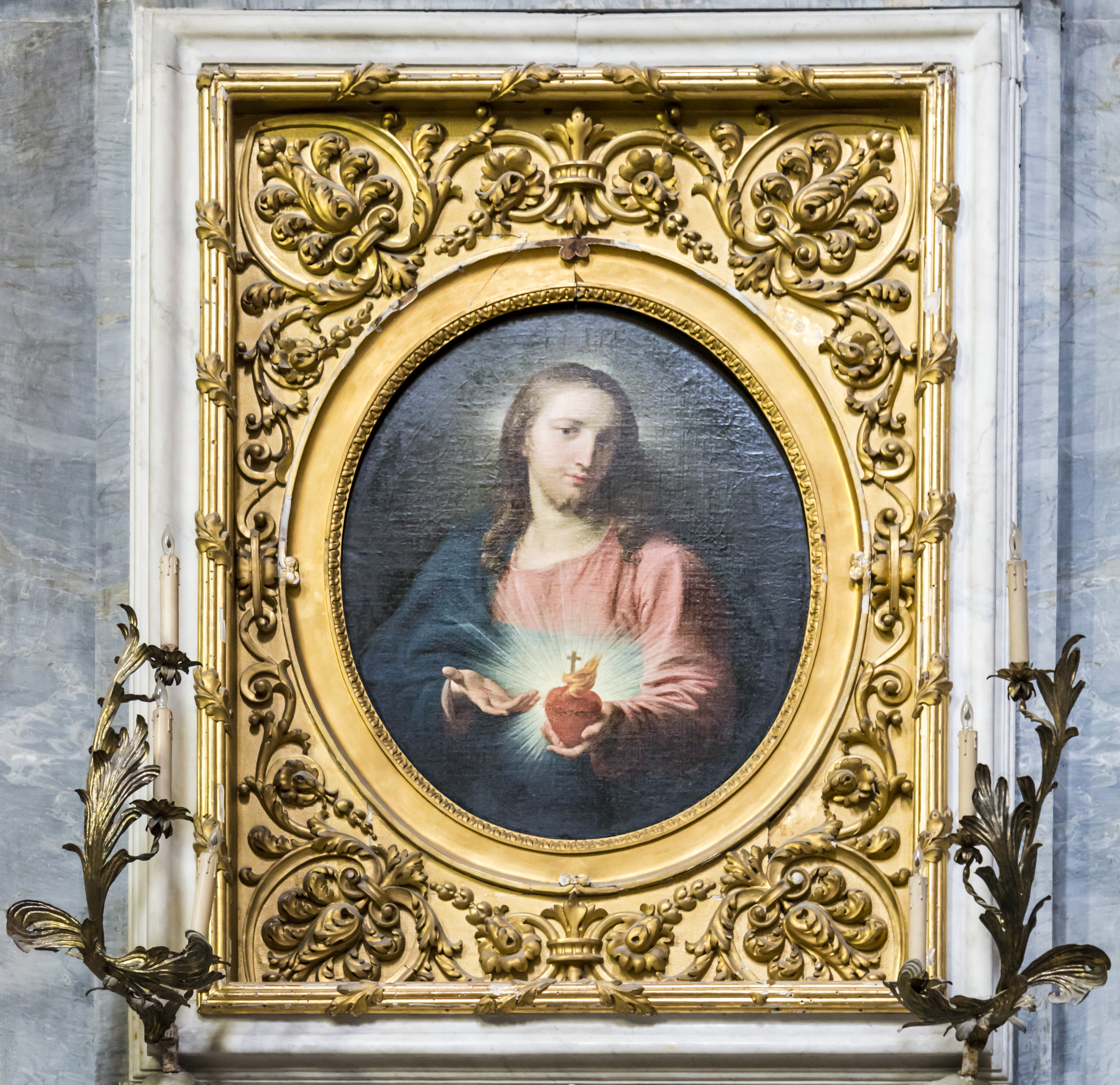
El Sagrado Corazón de Pompeo Batoni

### El crucero izquierdo
El órgano
Altar de la Asunción de María
Construido de 1723 a 1724 por Giuseppe Pozzo en nombre de Paolo Querini, procurador de San Marco. Inicialmente, el sitio estaba reservado al altar del jesuita Francesco Saverio, frente al altar del fundador Ignacio en el crucero derecho. Las esculturas del frontón son de Giuseppe Torretti, y representan el pudor, la virginidad y los querubines.
La pintura del retablo Asunción de María es una obra del Tintoretto, de 1555. Encargado originalmente a Veronese, procede de la destruida iglesia de los Crociferi, donde se encontraba en el altar mayor. En el cuadro, las armas de los Crosechieri están colocadas en el centro de la tumba de mármol.
El monumento funerario del dux Pasquale Cicogna
Enmarcando la puerta de la sacristía, se encuentra el monumento funerario del Dux Pasquale Cicogna (1585-1595), se debe a Girolamo Campaña y data de principios de 1600. El dux estaba particularmente cerca de Crosechieri, de la que fue el jefe de la munificencia de su hospital, y había expresado el deseo de ser enterrado en su iglesia. Las inscripciones del monumento recuerdan la guerra de Candia (Creta), la peste en Padua, la hambruna de la República. Conmemora un incidente de 1653, cuando salvó con sus manos el pan bendecido por el sacerdote, arrancado por una ráfaga de viento.

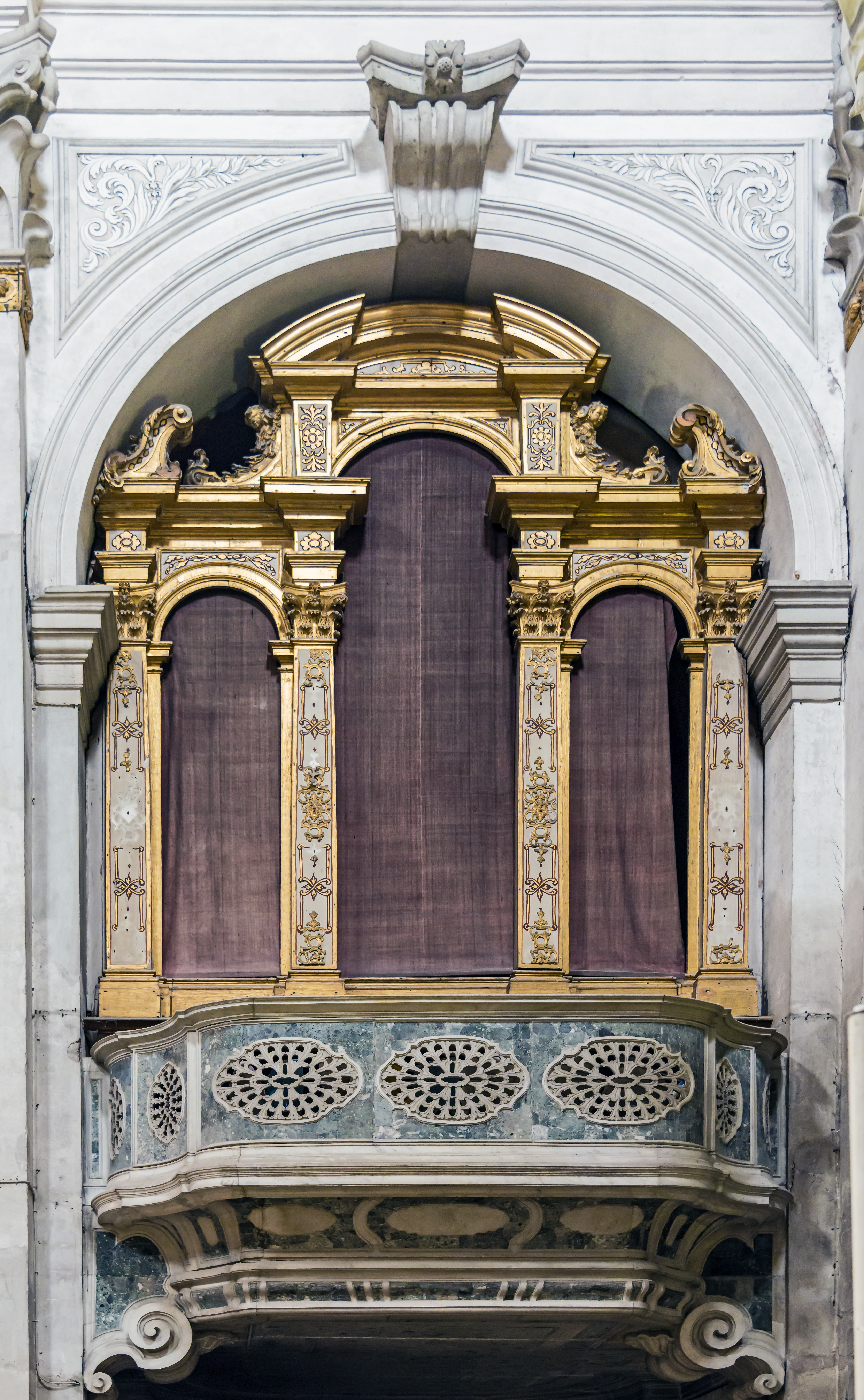
El órgano izquierdo
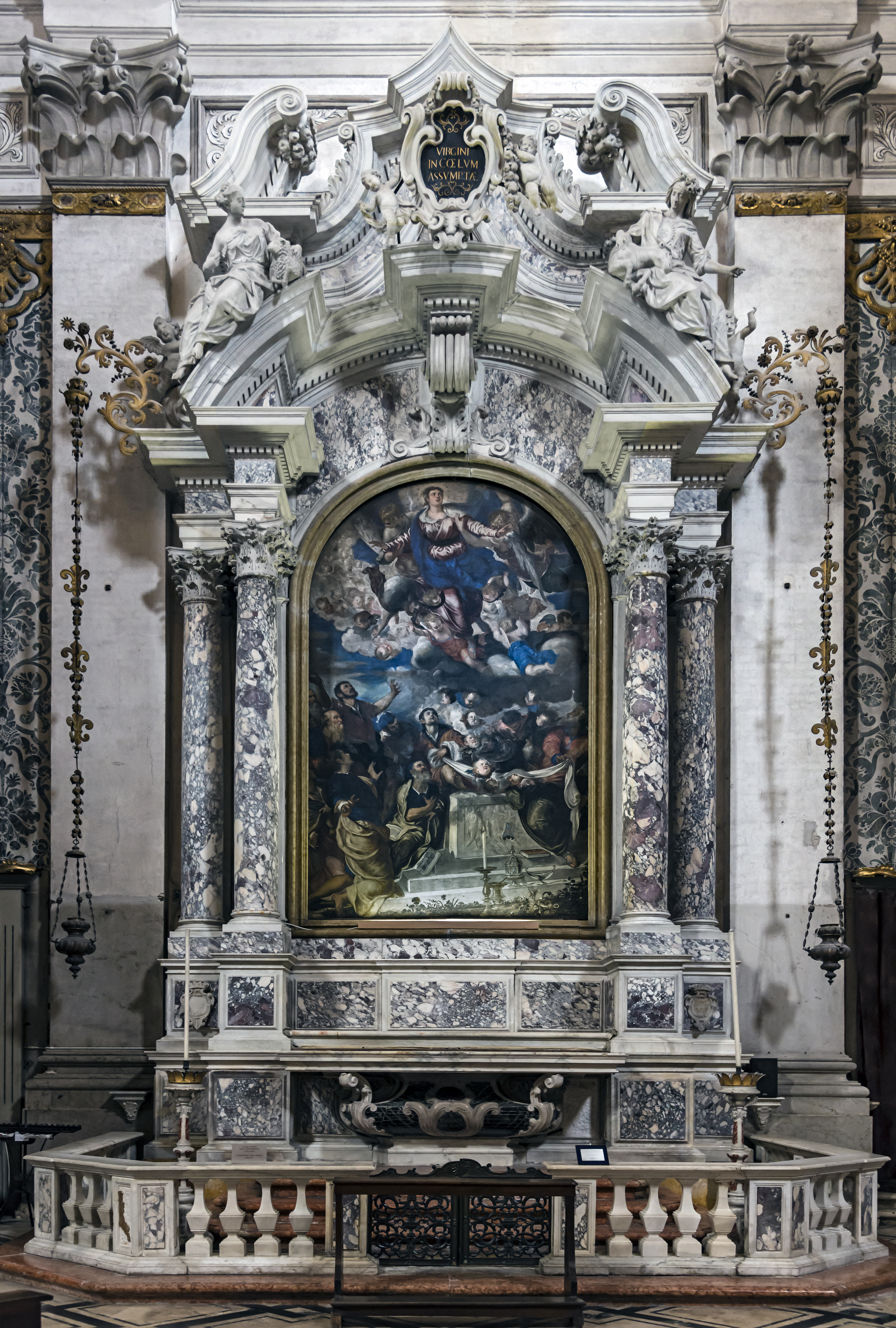
Altar de la Asunción de María
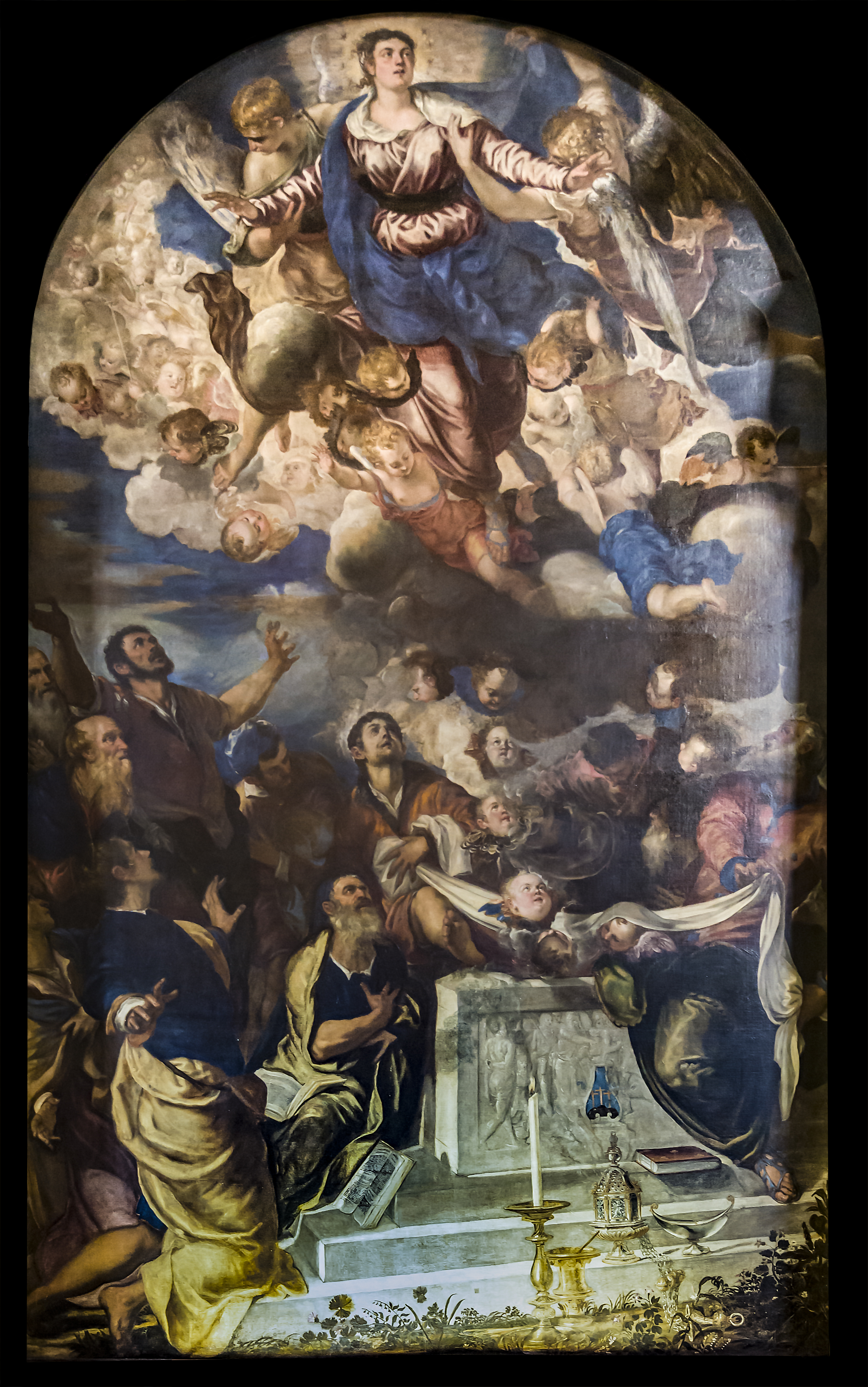
Asunción de María de Tintoretto
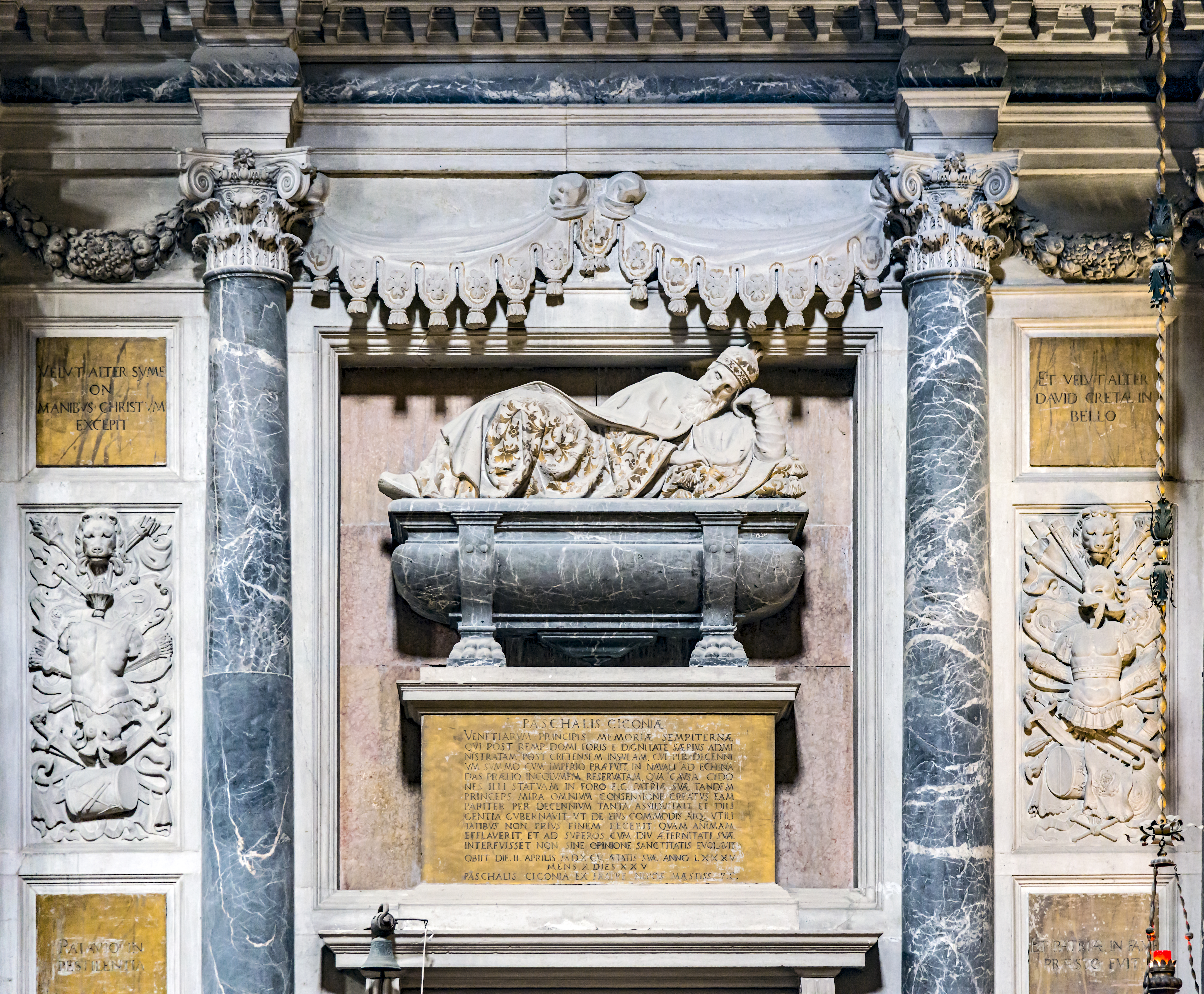
Monumento funéraire du dux Pasquale Cicogna

#### La sacristía
La sacristía alberga una veintena de cuadros de Palma el Joven.
- En el techo el cuadro central representa La caída del Maná ; cuadro de la derecha: David recibe del sacerdote Achimlech los panes ofrecidos en el santuario ; cuadro de la izquierda Elías alimentado por el ángel
- En las paredes

Muro de la puerta de entrada, en el centro, El martirio de San Juan Bautista entre San Lanfranco Beccari y San Liberio. Realizado en 1610,  pintado originalmente para el altar de la schola dei Varoteri pero reemplazado por San Lanfranco Beccari entre San Juan Bautista y San Liberio,  de Cima da Conegliano,  Museo Fitzwilliam,  Cambridge.
Lado izquierdo.  Retrato de santa Helena (madre de Constantino) y "Santa Helena encuentra la verdadera cruz"
Lado derecho. "El Emperador Heraclio lleva la cruz del Calvario".
Pared izquierda: retrato de cuerpo entero del Ciriaco de Jerusalén; Alejandro III confirma a la orden del Crucifijo y les da la regla: Pío II les da las cruces de plata; Retrato de Lanfranco Beccari.
Muro del altar:  a la derecha del altar: la serpiente de bronce, luego un retrato de cuerpo entero del tercer papa, Anacleto, ambos entre 1592 y 1593. 'El altar' 'El Papa San Cleto funda la Orden de los Crucifijos - El Obispo de San Cirilo de Jerusalén confirma la Orden (1620 1622).

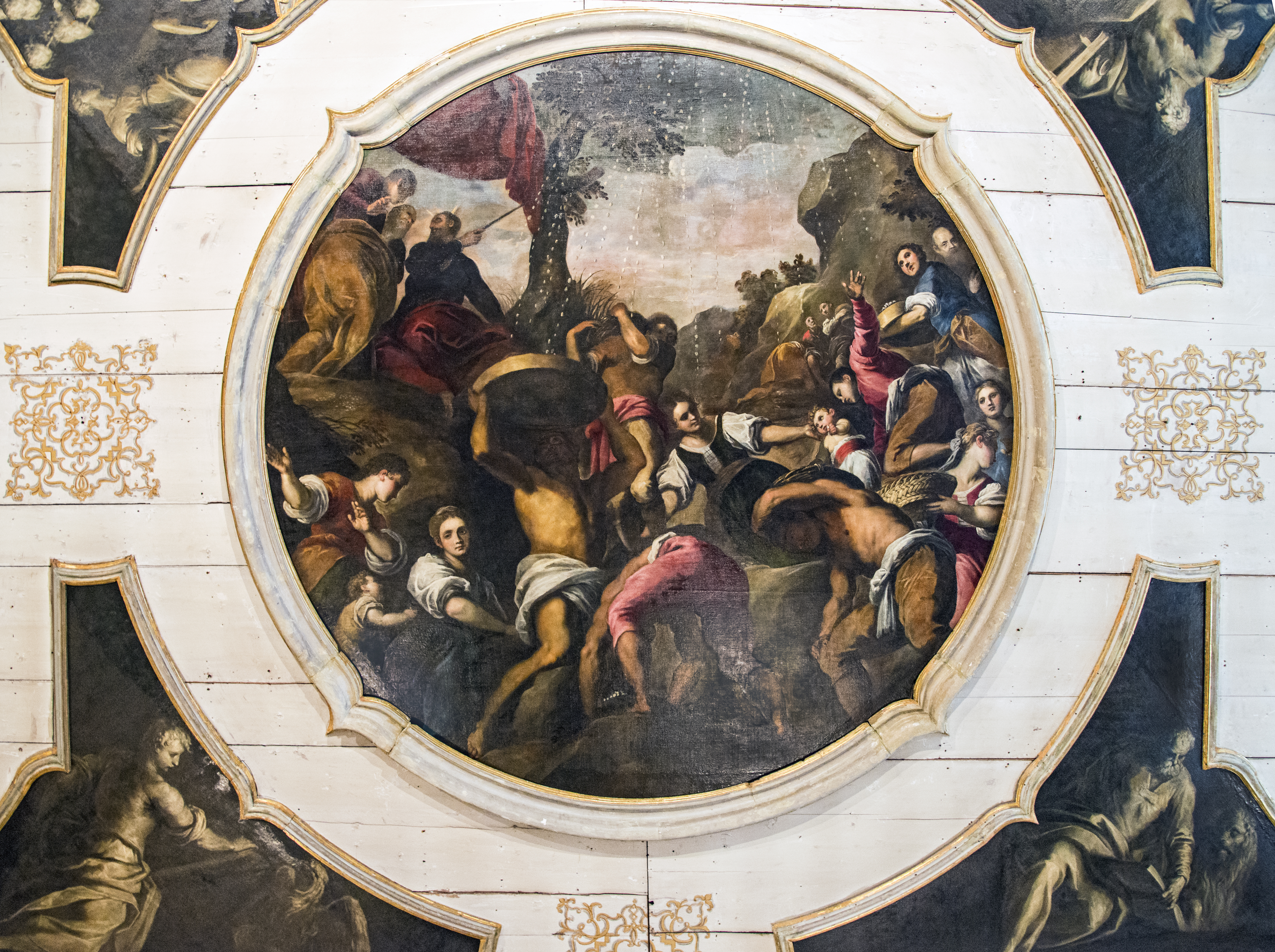
La caída del Manna Palma il Giovane
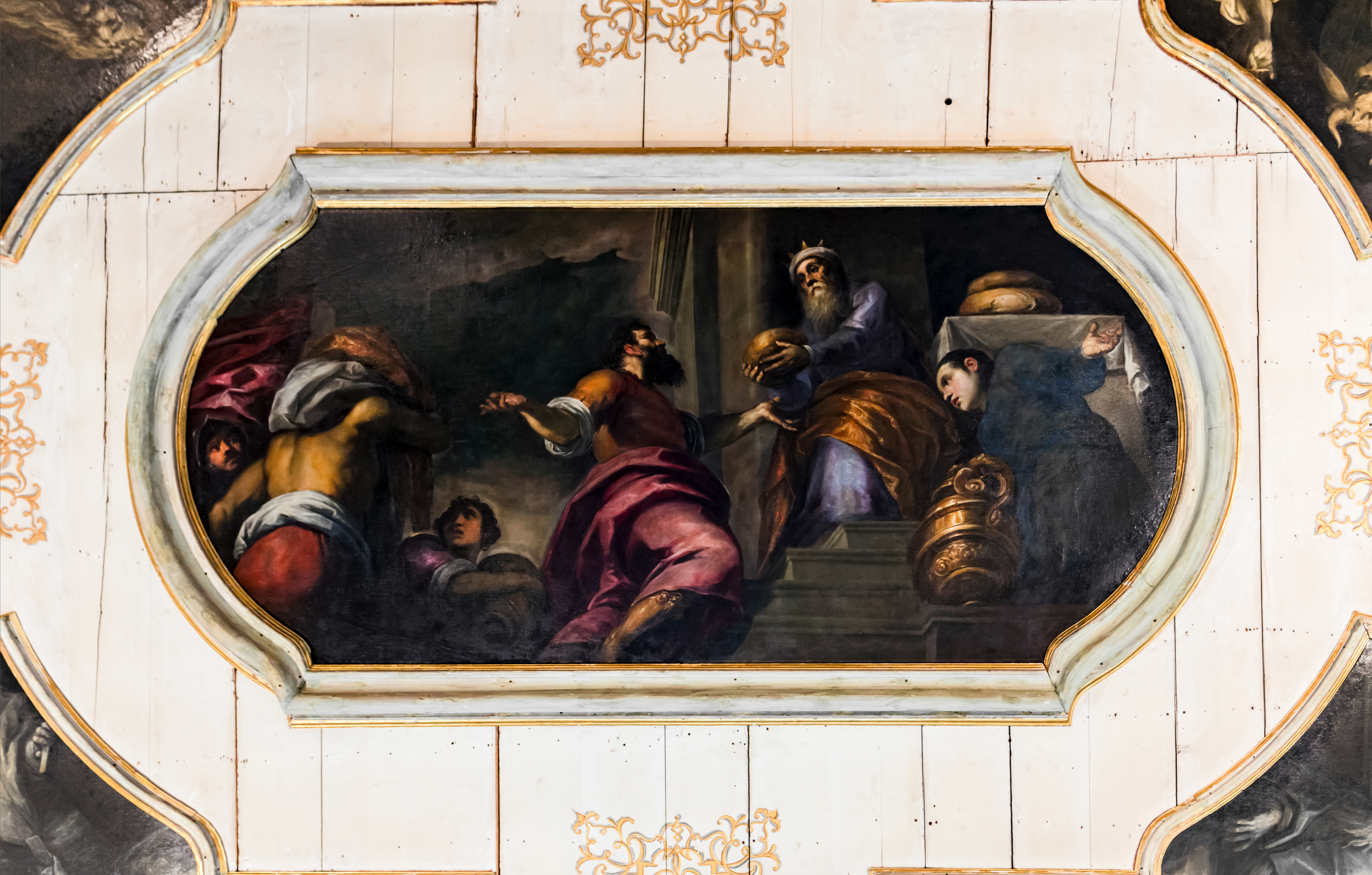
David recibe del sacerdote Ahimelec el pan ofrecido en el santuario.
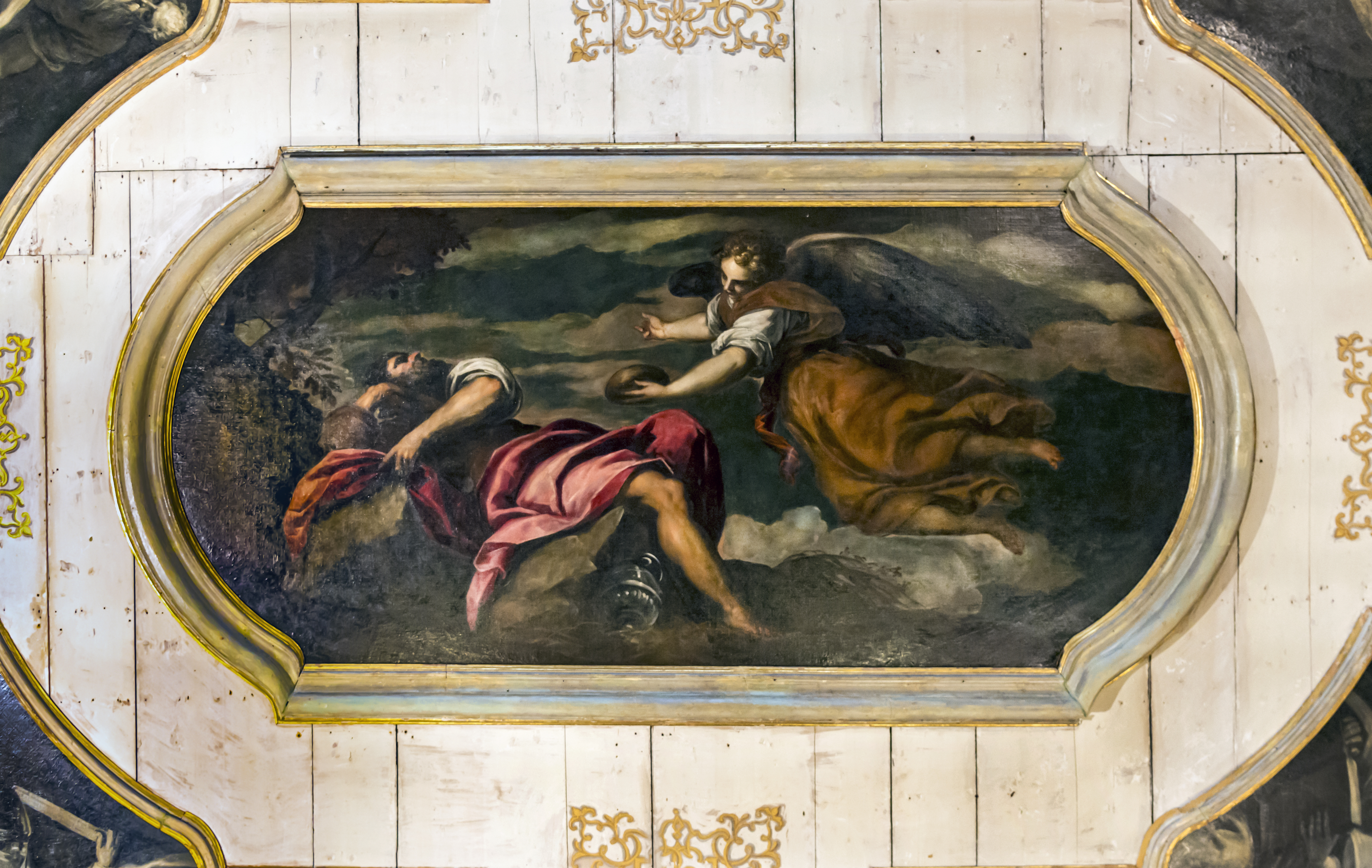
Elías alimentado por el ángel

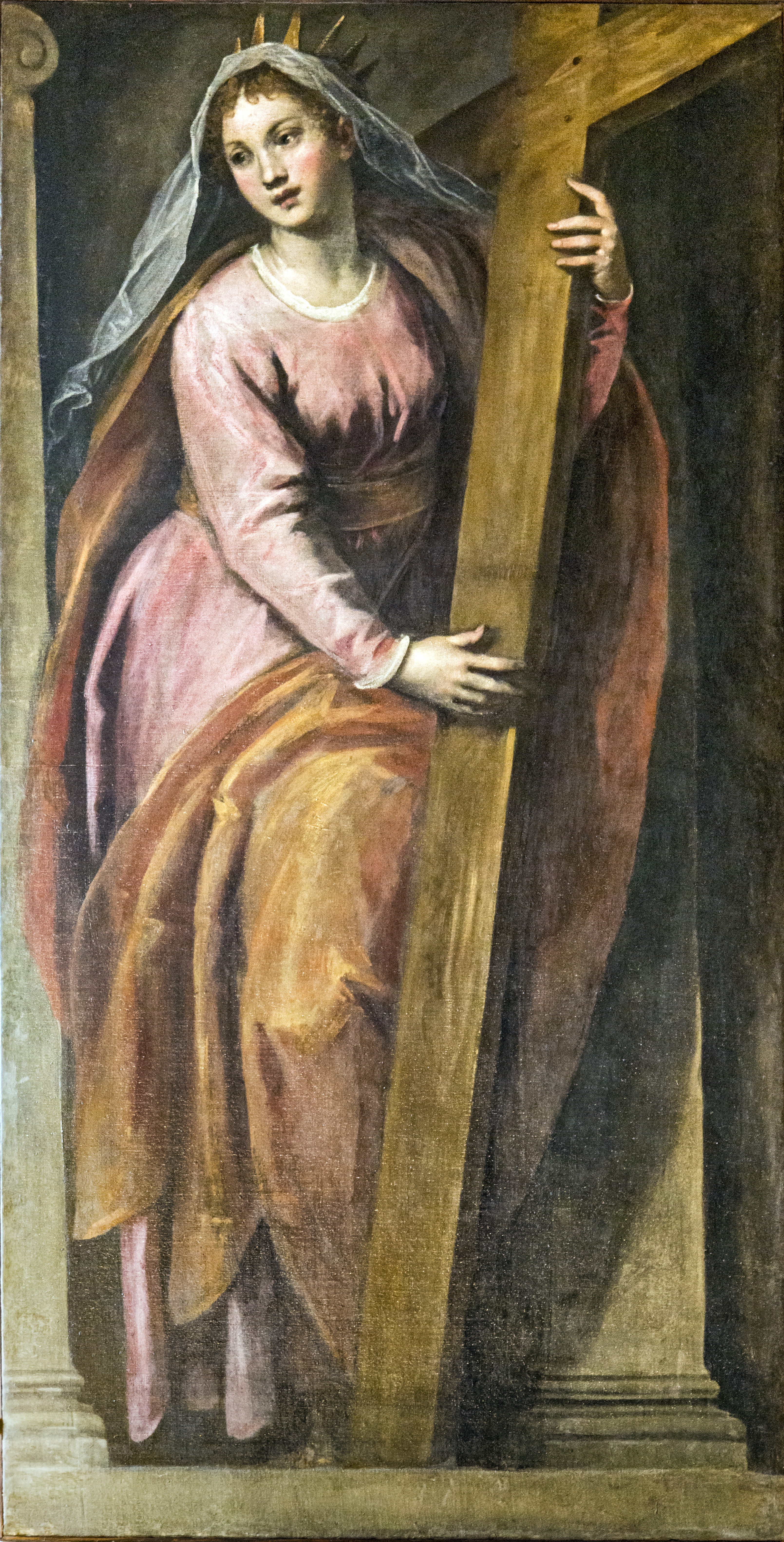
Santa elena
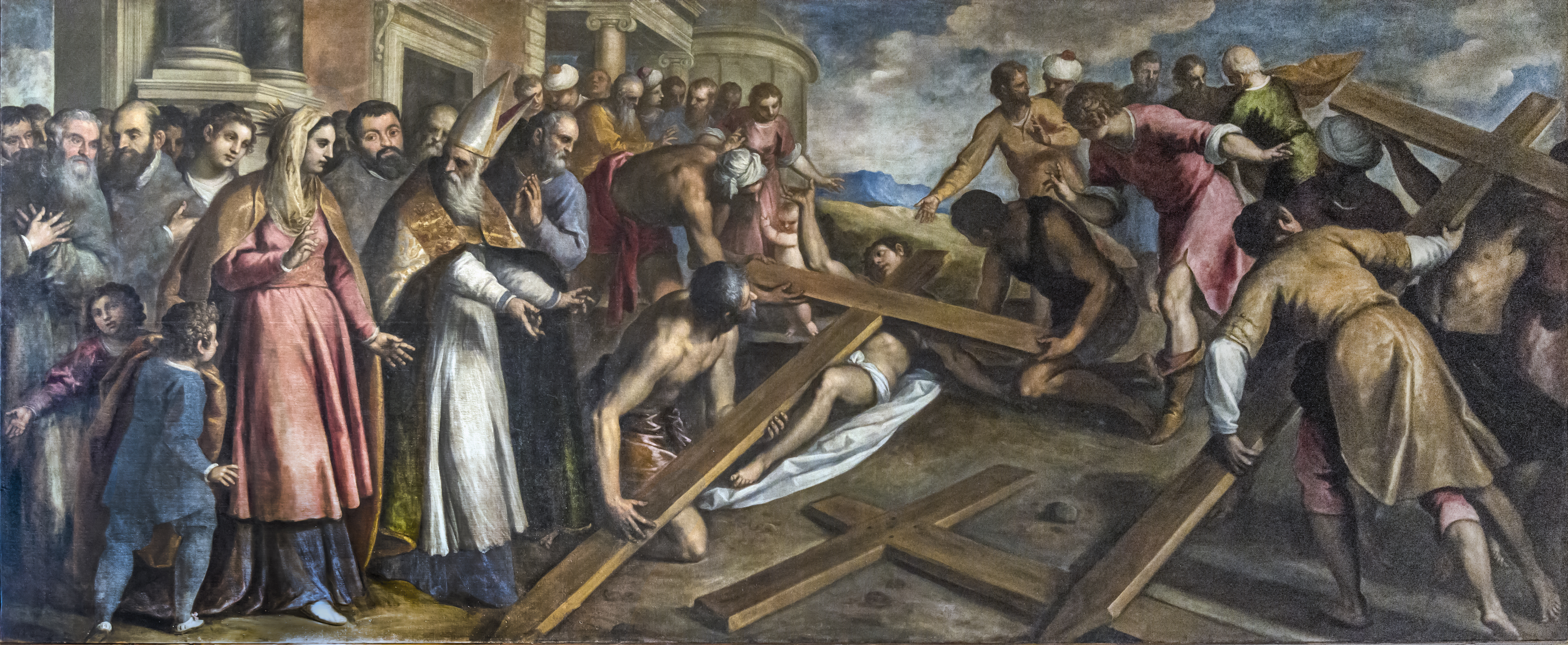
Santa Elena encuentra la verdadera cruz
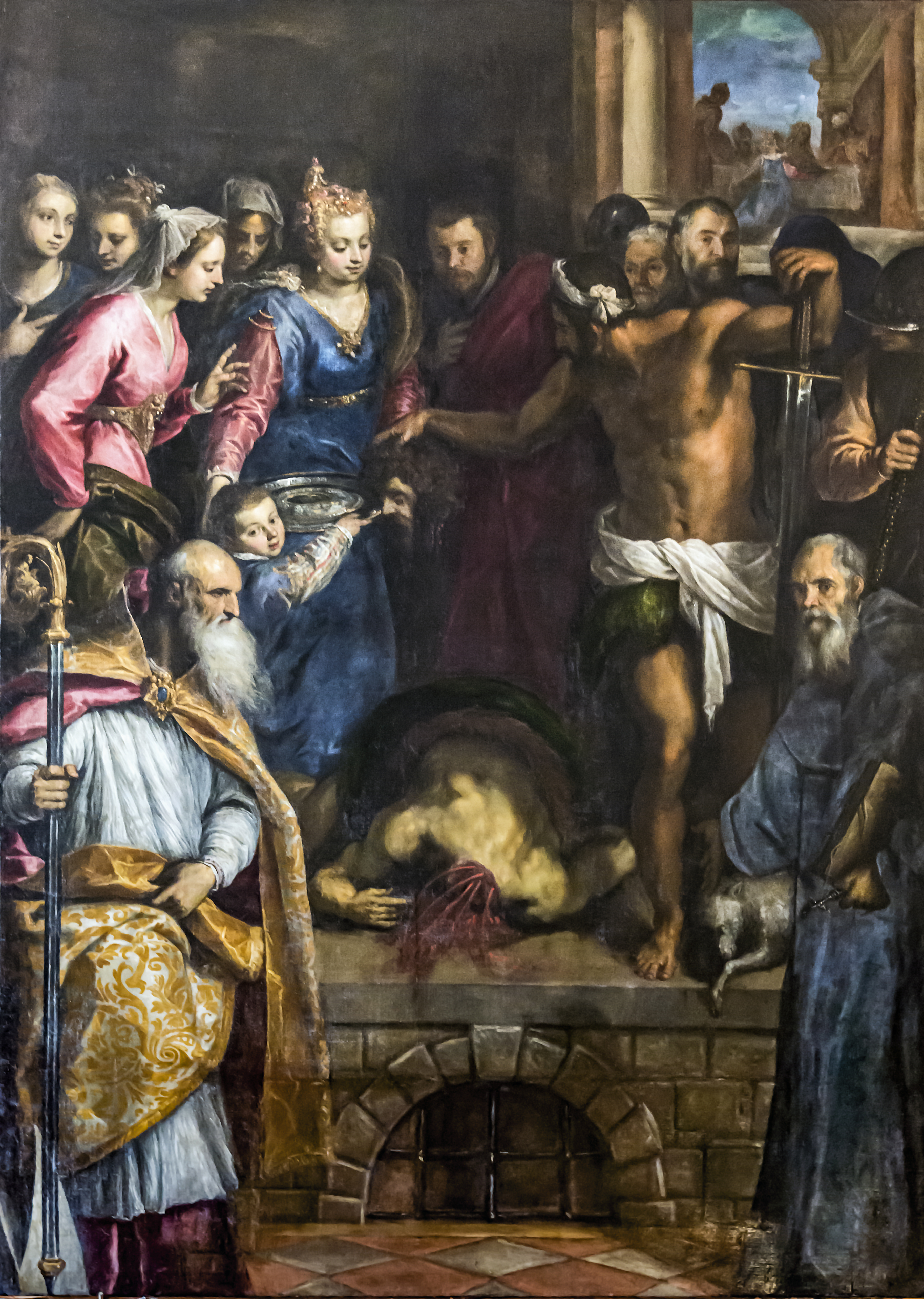
Martirio de Juan Bautista con San Lanfranc Beccari y San Liberio
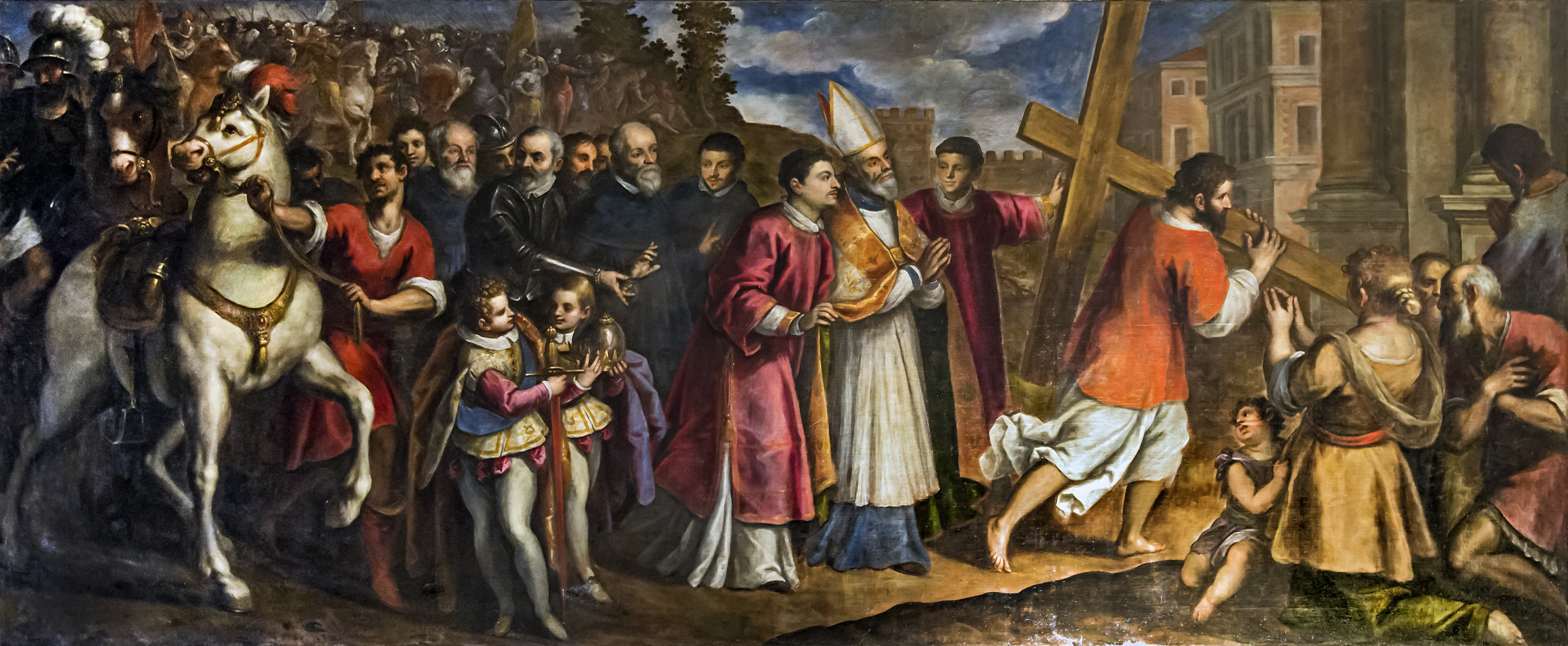
El emperador Heraclio lleva la cruz del Calvario.

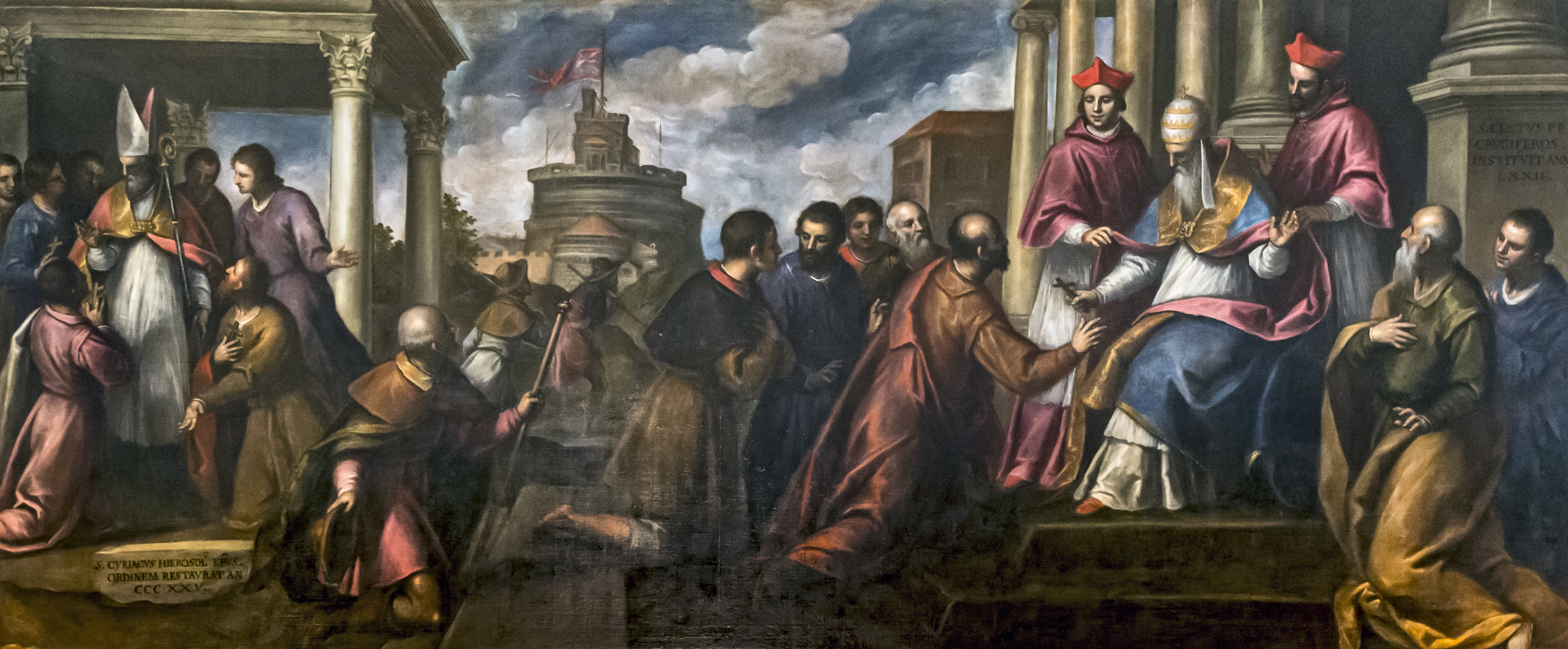
El Papa San Cleto funda la Orden de los Crucifijos
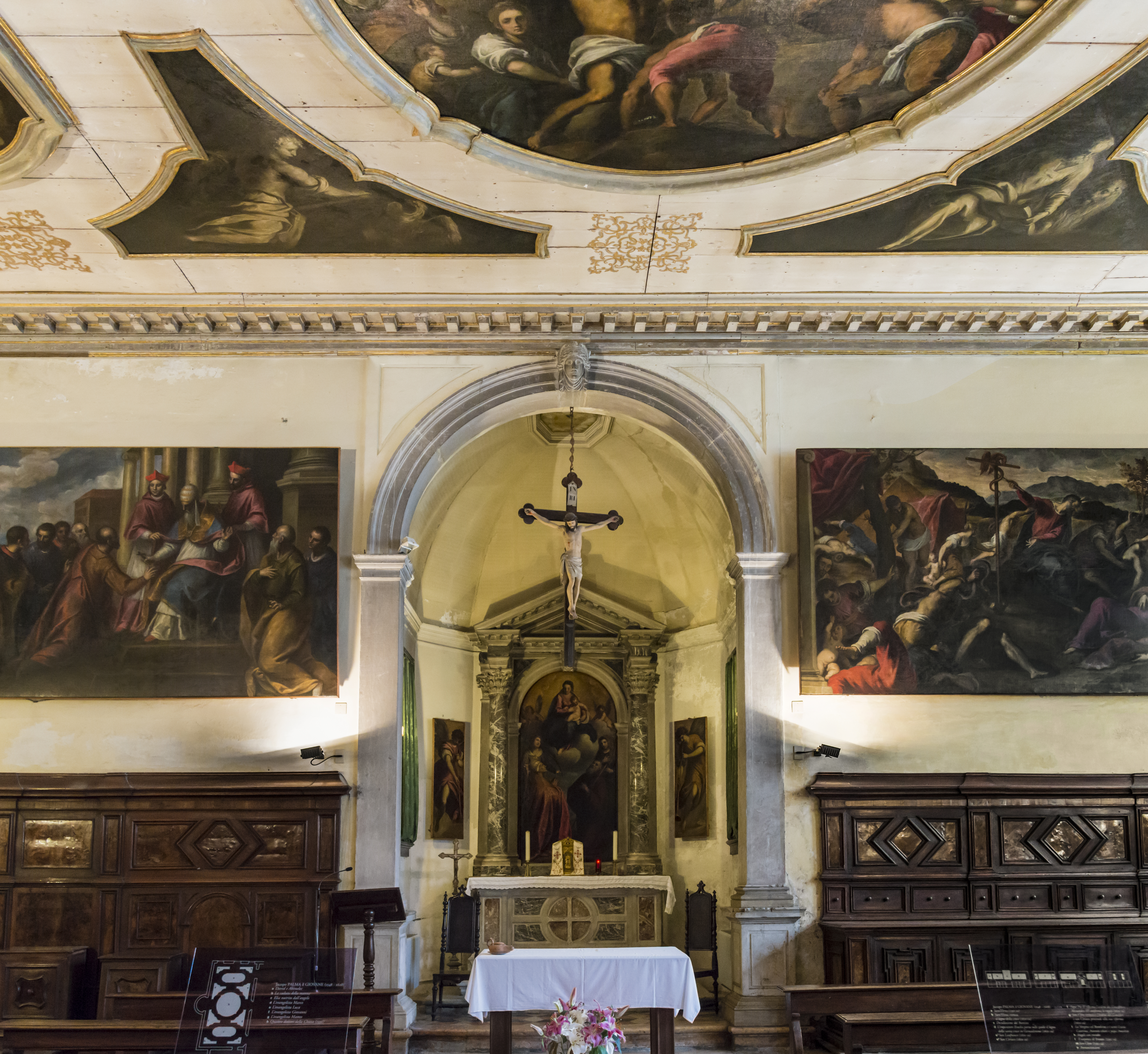
Sacristía.
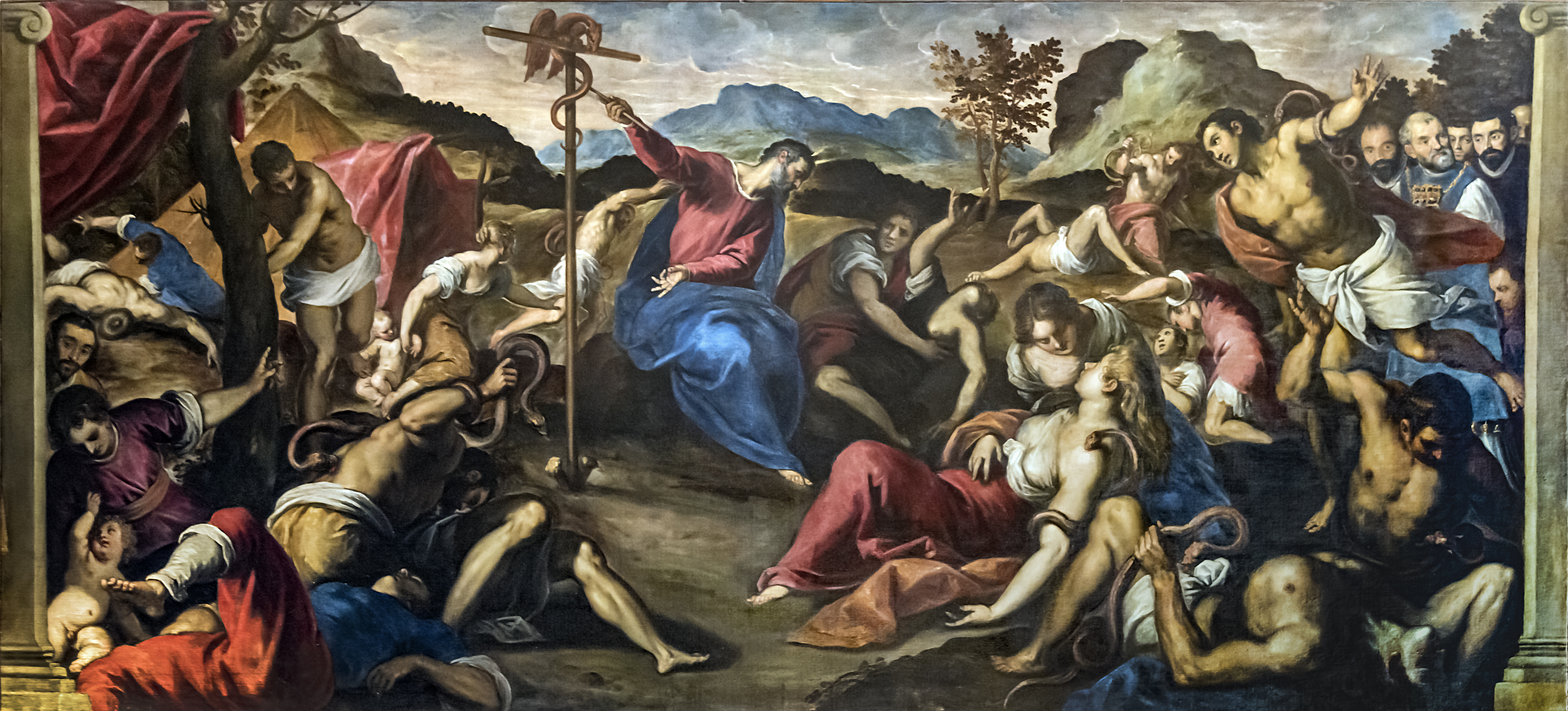
La serpiente de bronce (1592-1593)
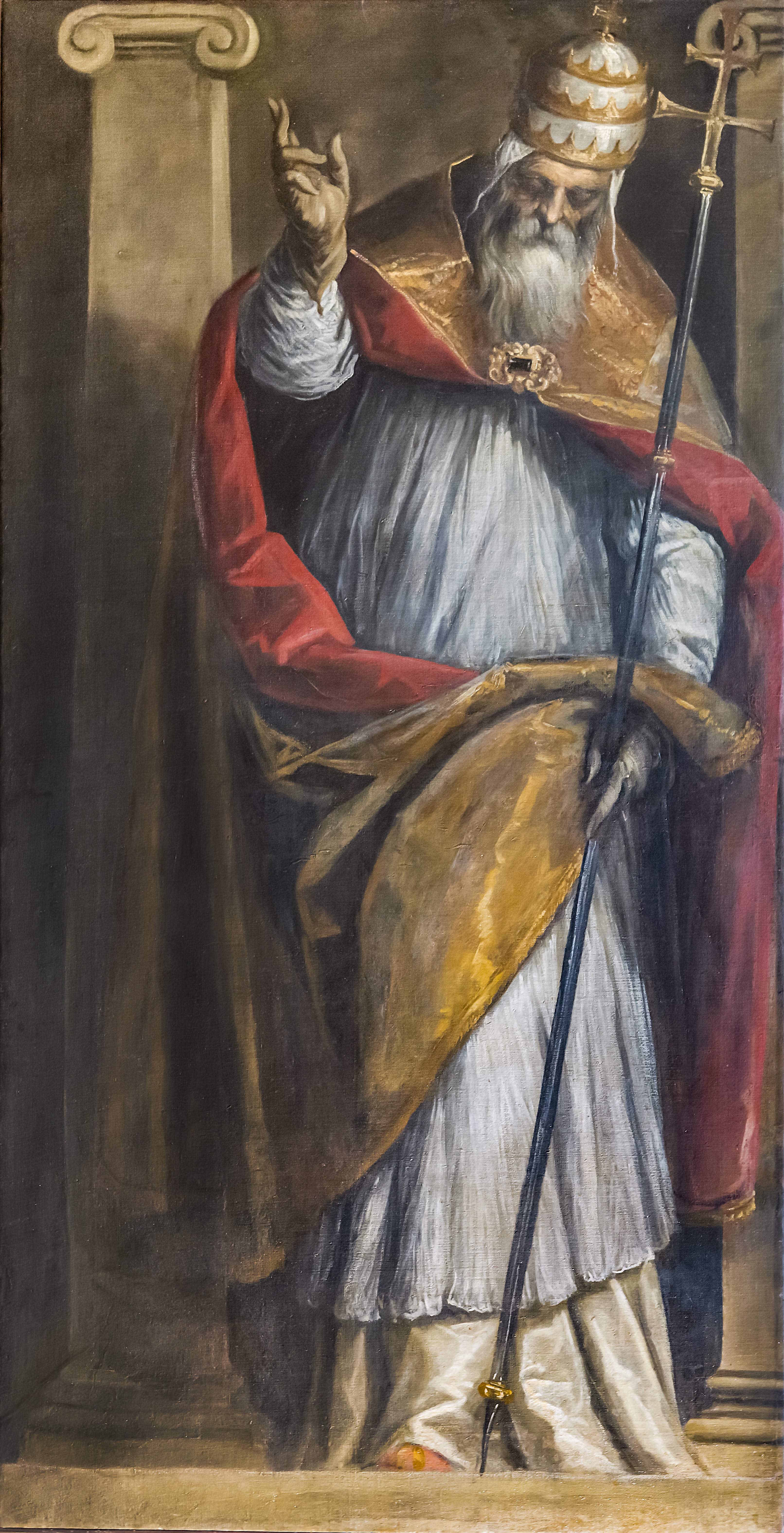
Papa San Cleto '(1592-1593)

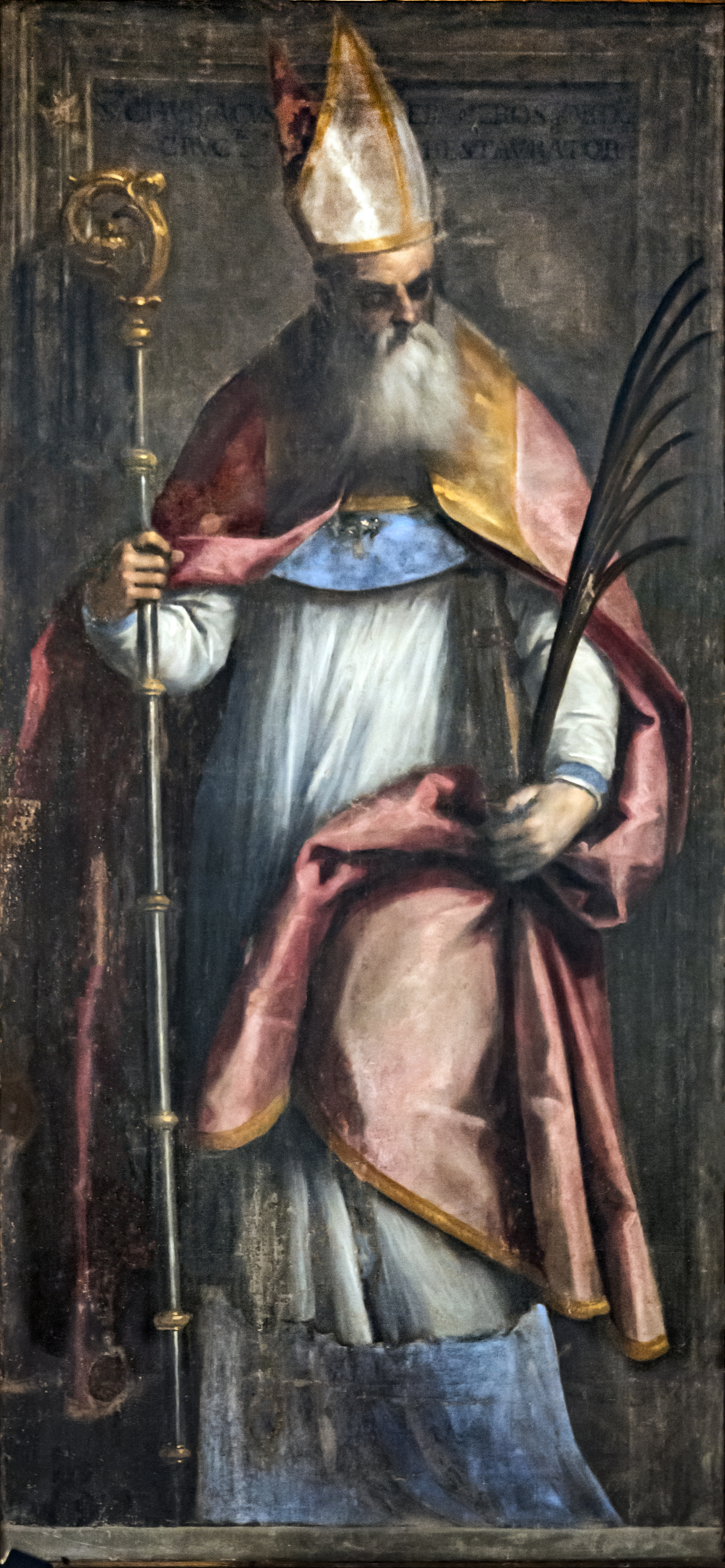
Judas Cyriacus
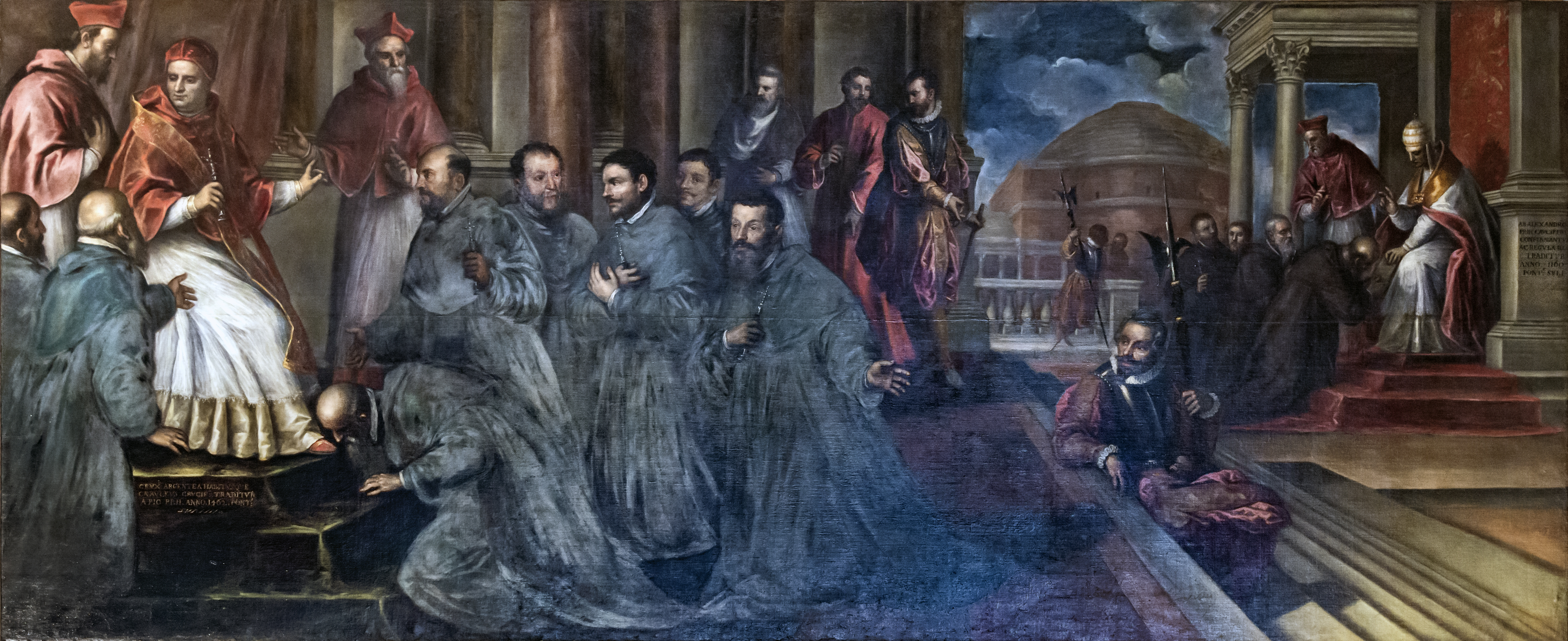
Alejandro III confirma a la orden del Crucifijo y les da la regla: Pío II les dará la cruz de plata y la túnica azul.
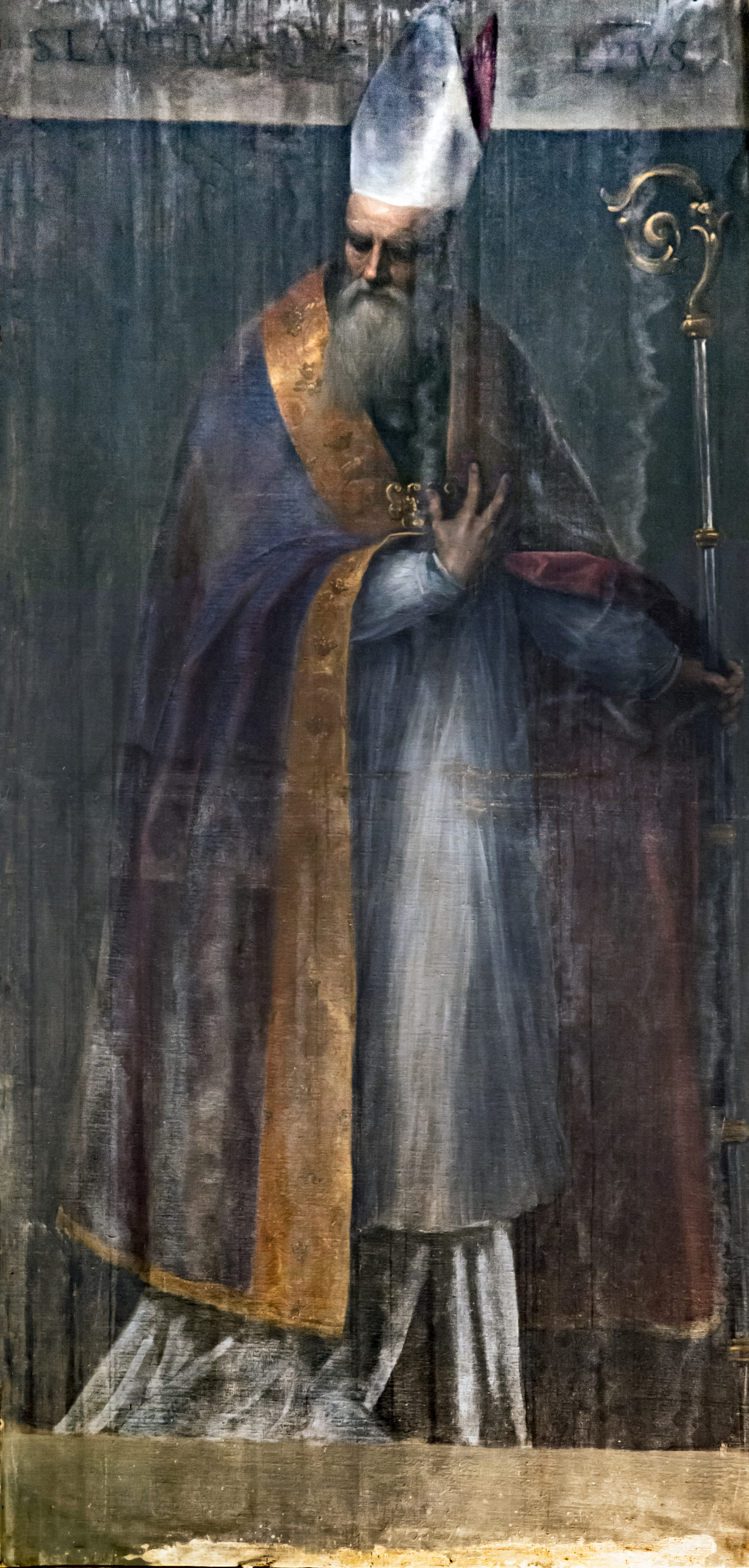
Lanfranco Beccari

En el techo hay un fresco de Louis Dorigny, El triunfo del nombre de Jesús, [1732]. En las cuatro esquinas que adornan las pilastras, las estatuas de mármol de los arcángeles Miguel, Gabriel, Rafael y Sariel de Giuseppe Torretti.

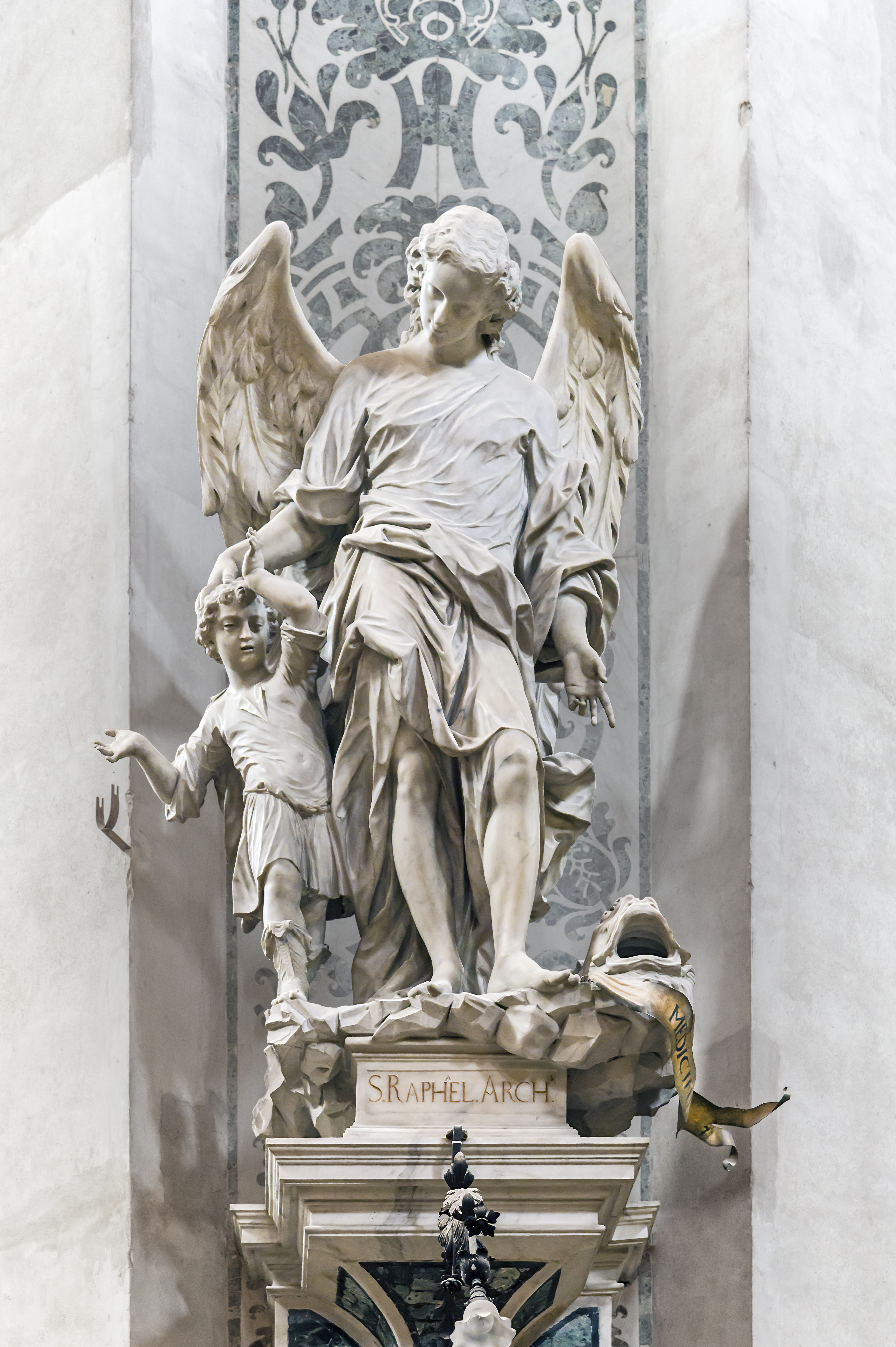
Arcángel Rafael
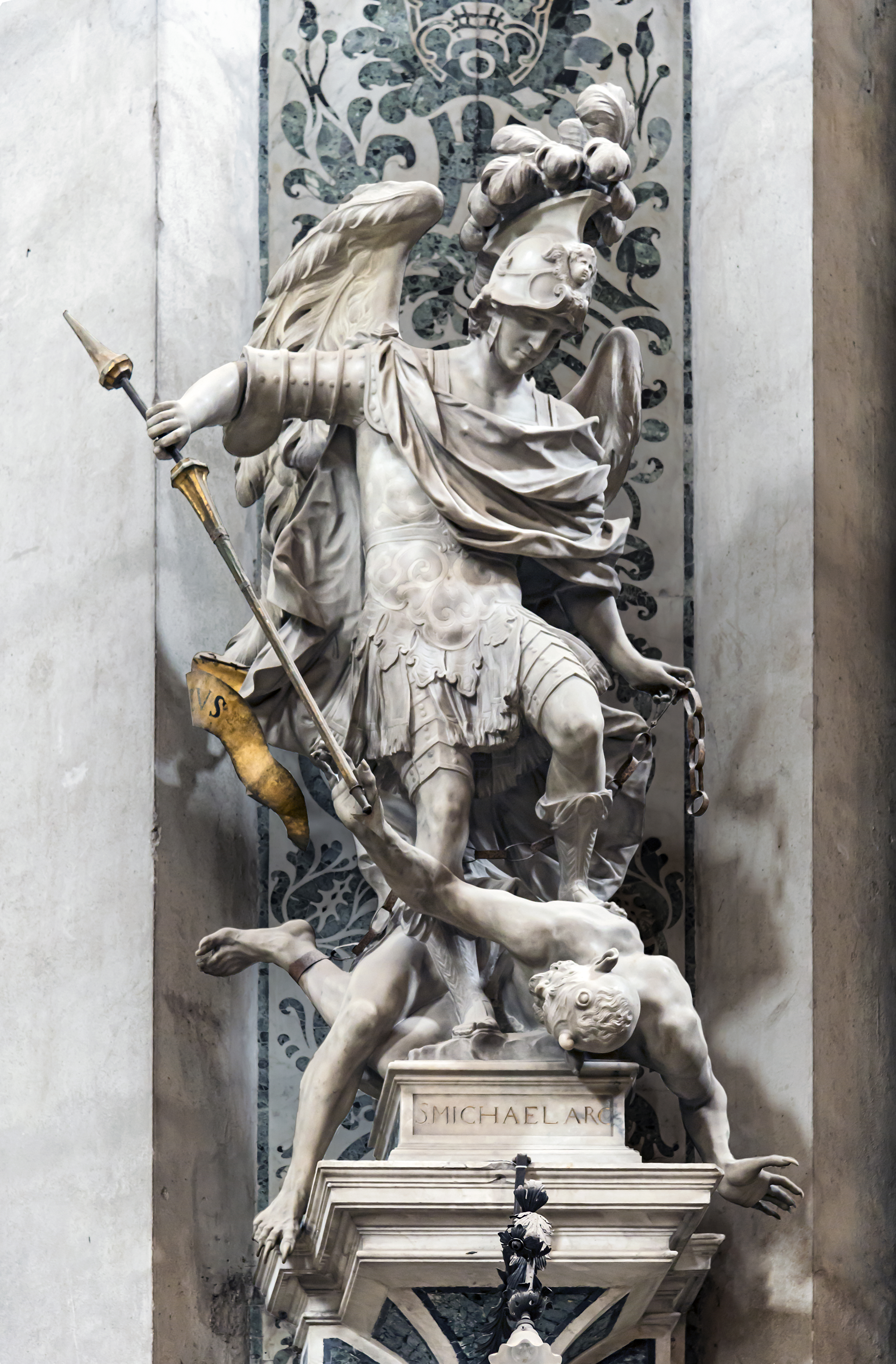
Arcángel Miguel
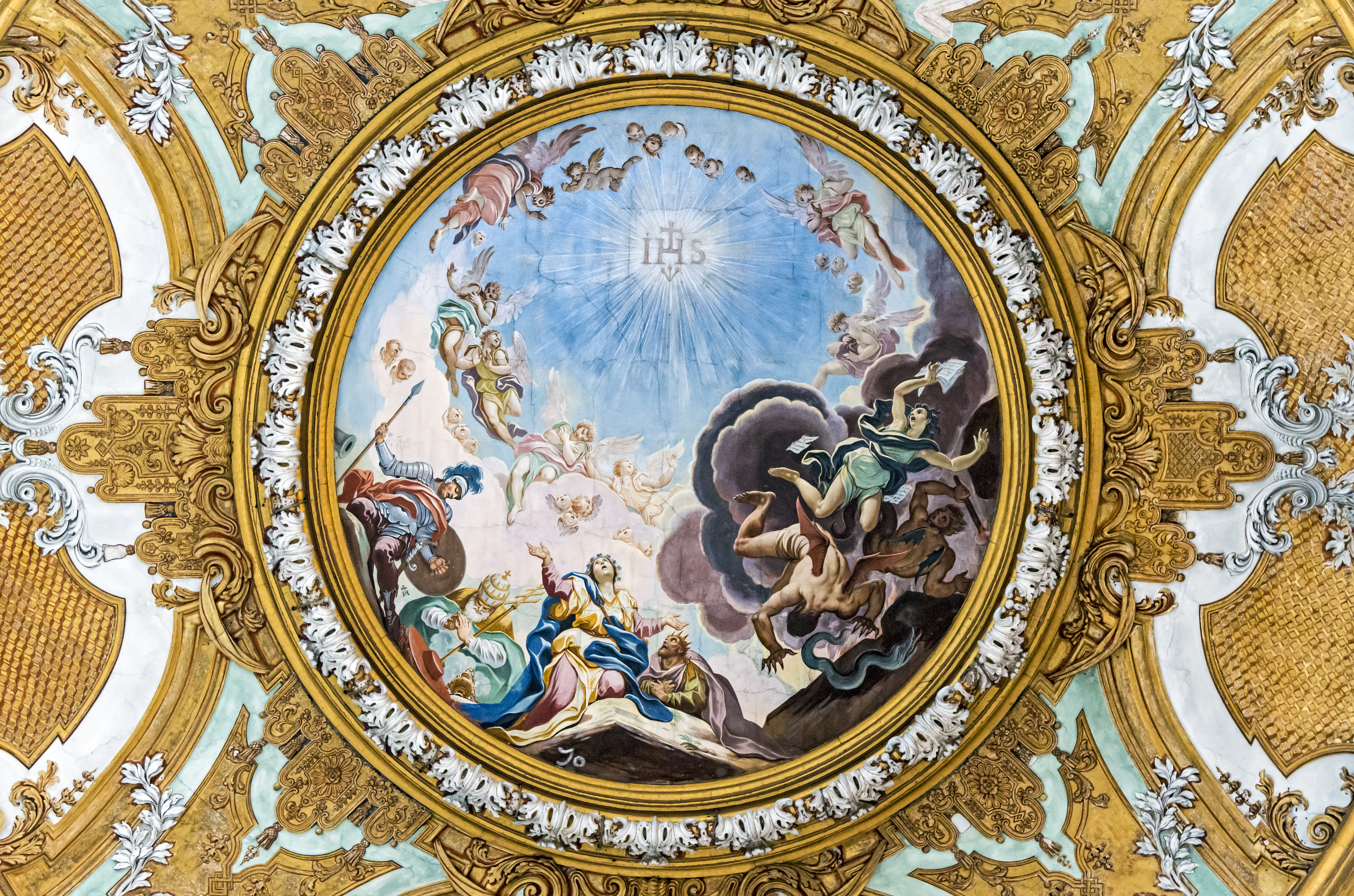
El triunfo del nombre de Jesús de Louis Dorigny
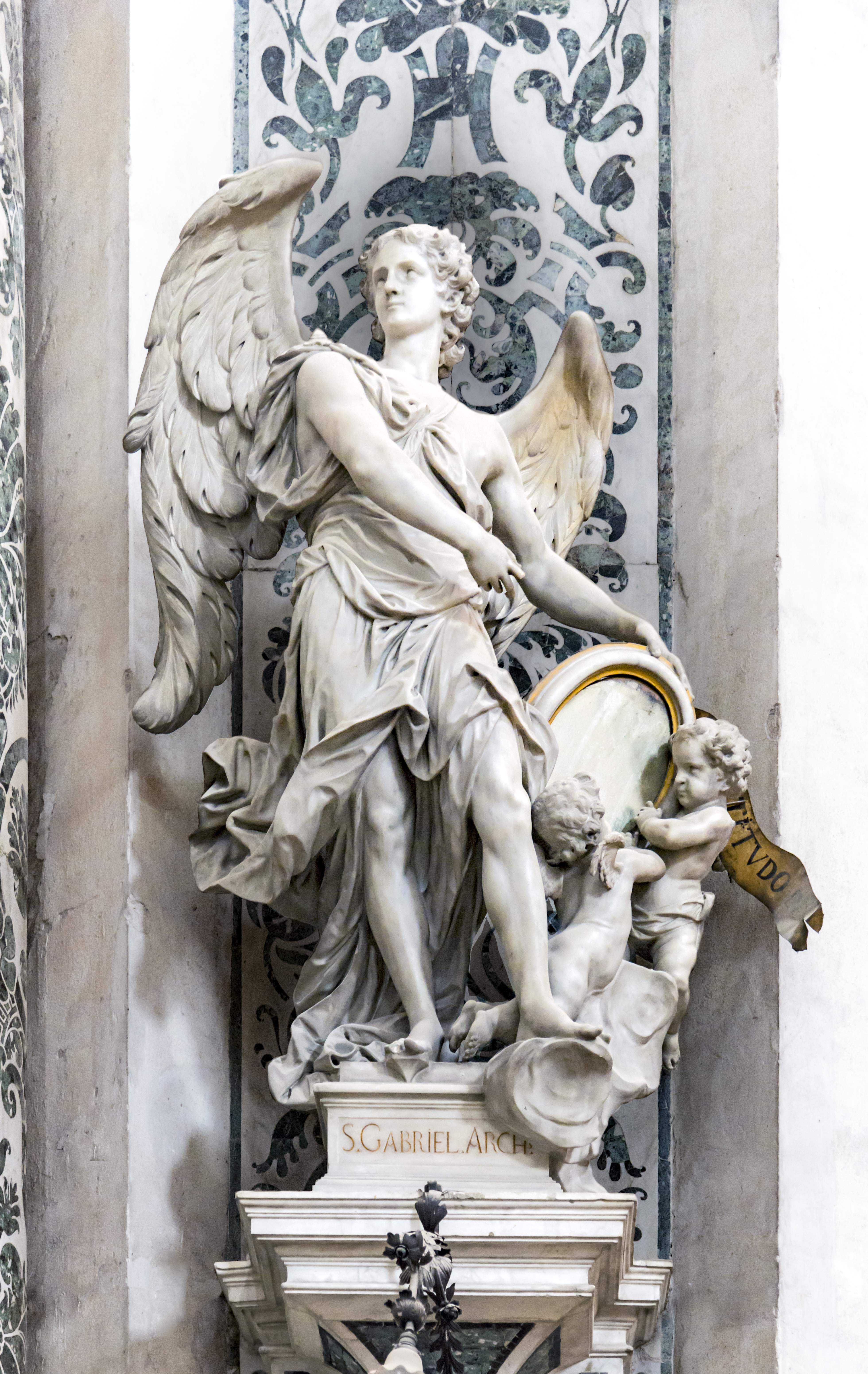
Arcángel Gabriel
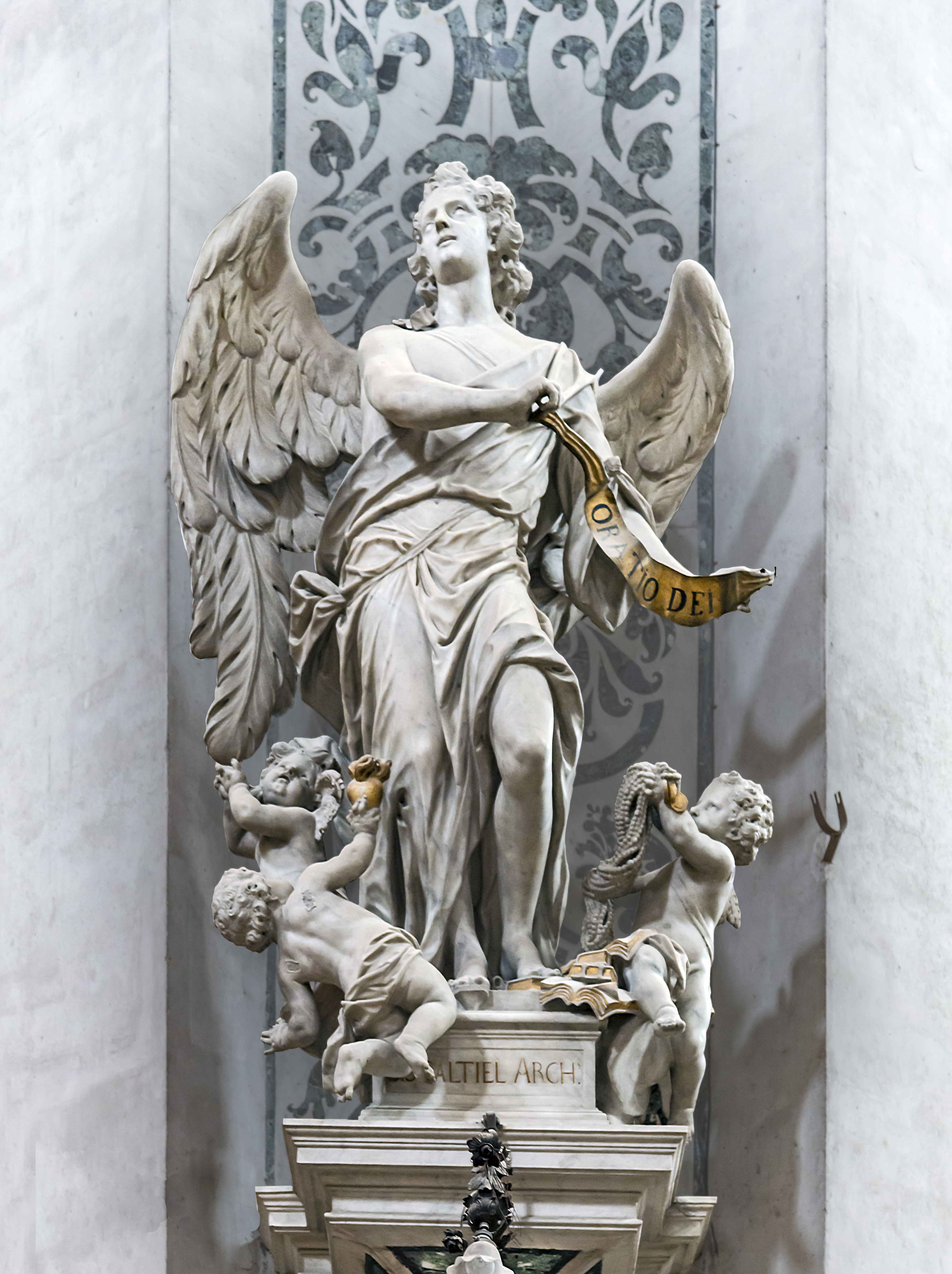
Arcángel Sariel

### Crucero derecho
- capilla de Ignacio de Loyola. Erigida a expensas del procurador Vettor Grimani. En el centro se encuentra el retablo, la estatua de san Ignacio,  fundador de la Compañía de Jesús, que muestra las Constituciones de la Compañía En las alas del frontón a cada lado de la gran estatua Fe y Caridad. En la parte frontal del altar hay bajorrelieves que muestran, de izquierda a derecha: san Ignacio dando unas ropas a un pobre; Ignacio en Manresa; la visión de la Storta.

- Órgano del crucero derecho. Es el único funcional, su homólogo contralateral es artificial.

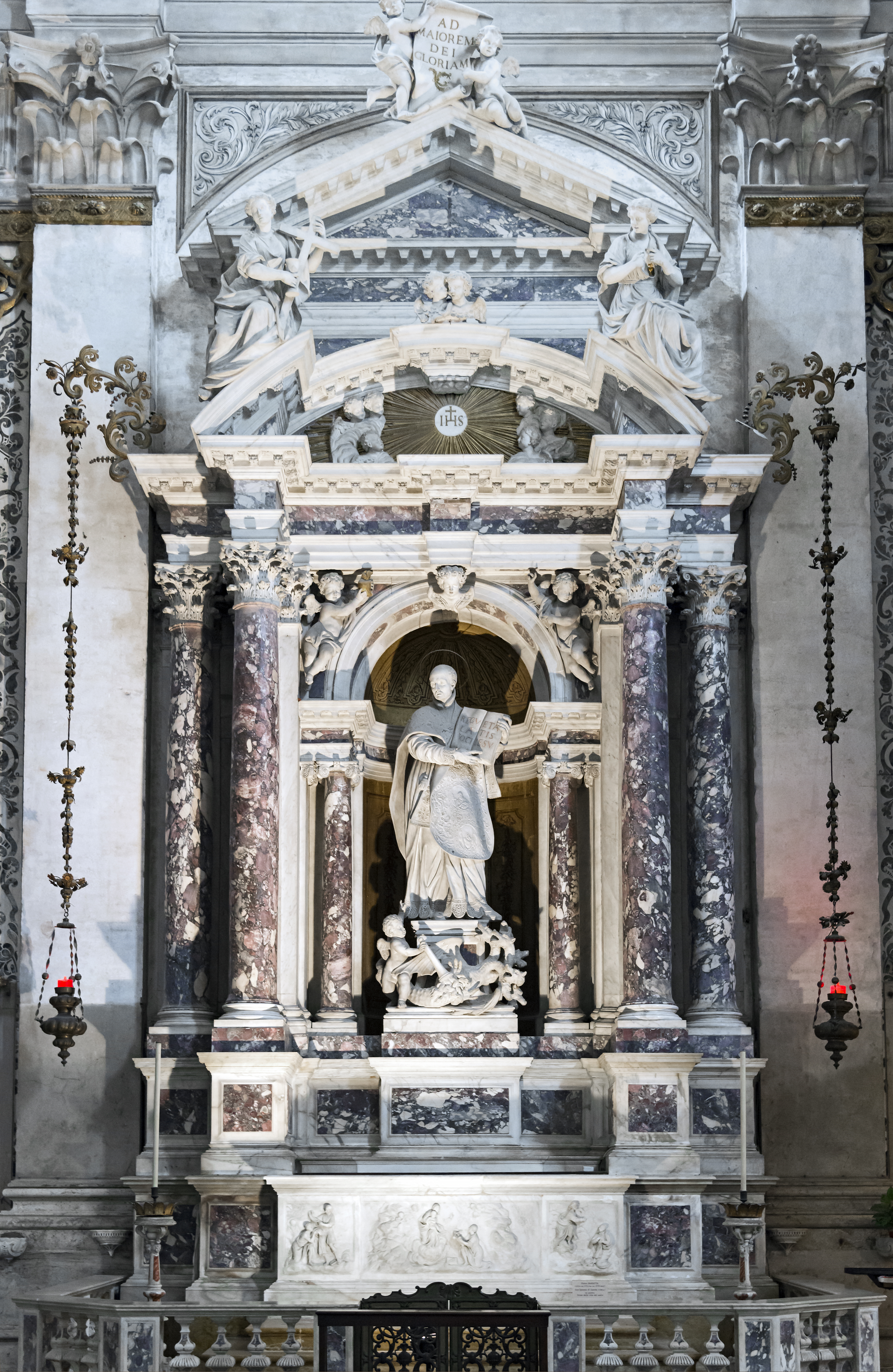
Capilla de Ignacio de Loyola
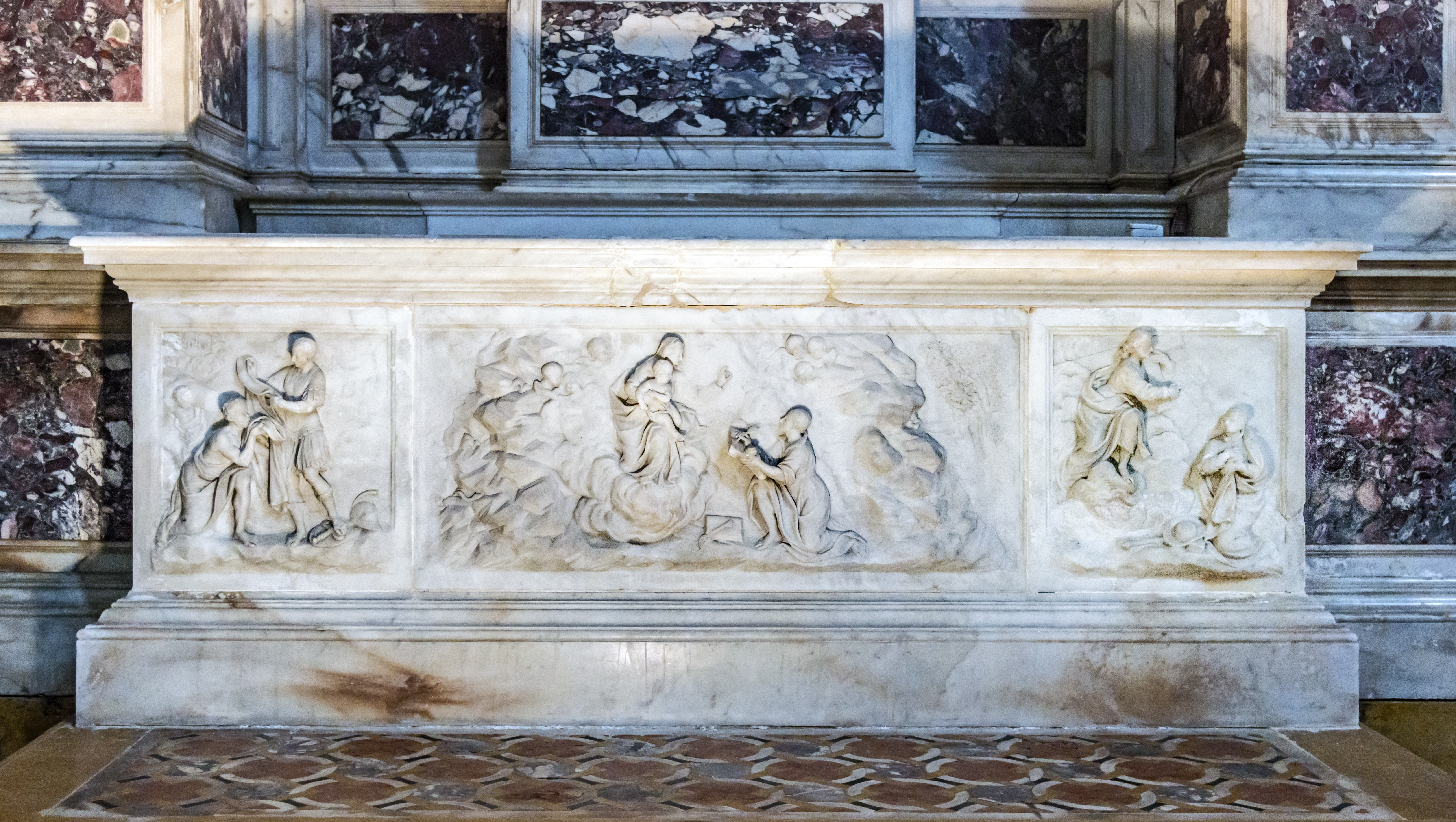
Altar de San Ignacio
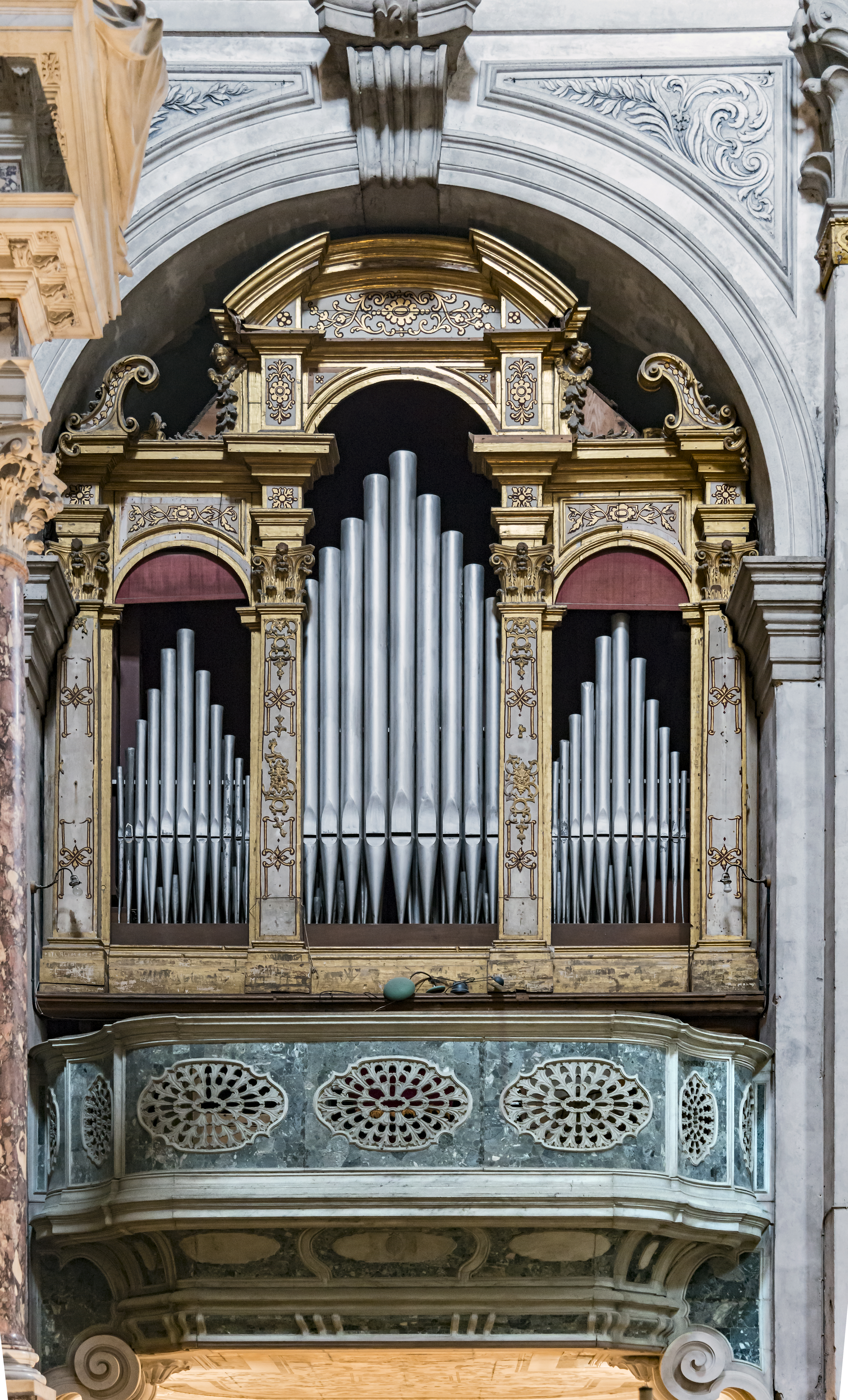
El órgano

### Coro
La capilla del ábside de la izquierda está dedicada a San José.
La mesa del retablo representa la muerte de José por Domenico Clavarino.
Altar mayor
El altar está dedicado a la Santísima Trinidad, consta de un gran toldo con cúpula de escamas blancas y verdes, que descansa sobre diez columnas torcidas de mármol verde. Sobre el suntuoso tabernáculo con incrustaciones de lapislázuli se coloca un grupo de mármol formado por el Padre eterno y Cristo sentado sobre el globo terráqueo y las palabras "sufficit sola fide" (la fe es todo lo que necesitas) . Desde una abertura bajo la cúpula del baldaquino, aparecen en el fondo, los rayos del Espíritu Santo rodeados de espíritus celestiales.  A los lados del altar: sobre un pedestal, los arcángeles Barachiel y Uriel. El arcángel Barachiel ("Bendición de Dios") está colocado a la derecha del tabernáculo, y según la tradición ilumina el camino de Israel. A la izquierda, el arcángel Uriel ("Luz de Dios") se coloca en la puerta del Edén, y la espada flamígera se sustituye por una lámpara eucarística.  En la bóveda, un fresco: Ángeles músicos en la gloria, de Louis Dorigny 1732.
La capilla absidal de la derecha está dedicada a San Francisco Javier.
La mesa del retablo muestra "el misionero San Francisco Javier que predica en Oriente" de Pietro Liberi. El retablo se completa con un rico grupo de los ángeles en mármol. Fue erigido como ofrenda votiva por el Story Giovanni Paolo Giovanelli .
En la pared derecha: El monumento funerario del general Orazio Farnese erigido a pedido del Senado en 1675, en memoria de la heroica conducta del capitán en la batalla de los Dardanelos en 1654.

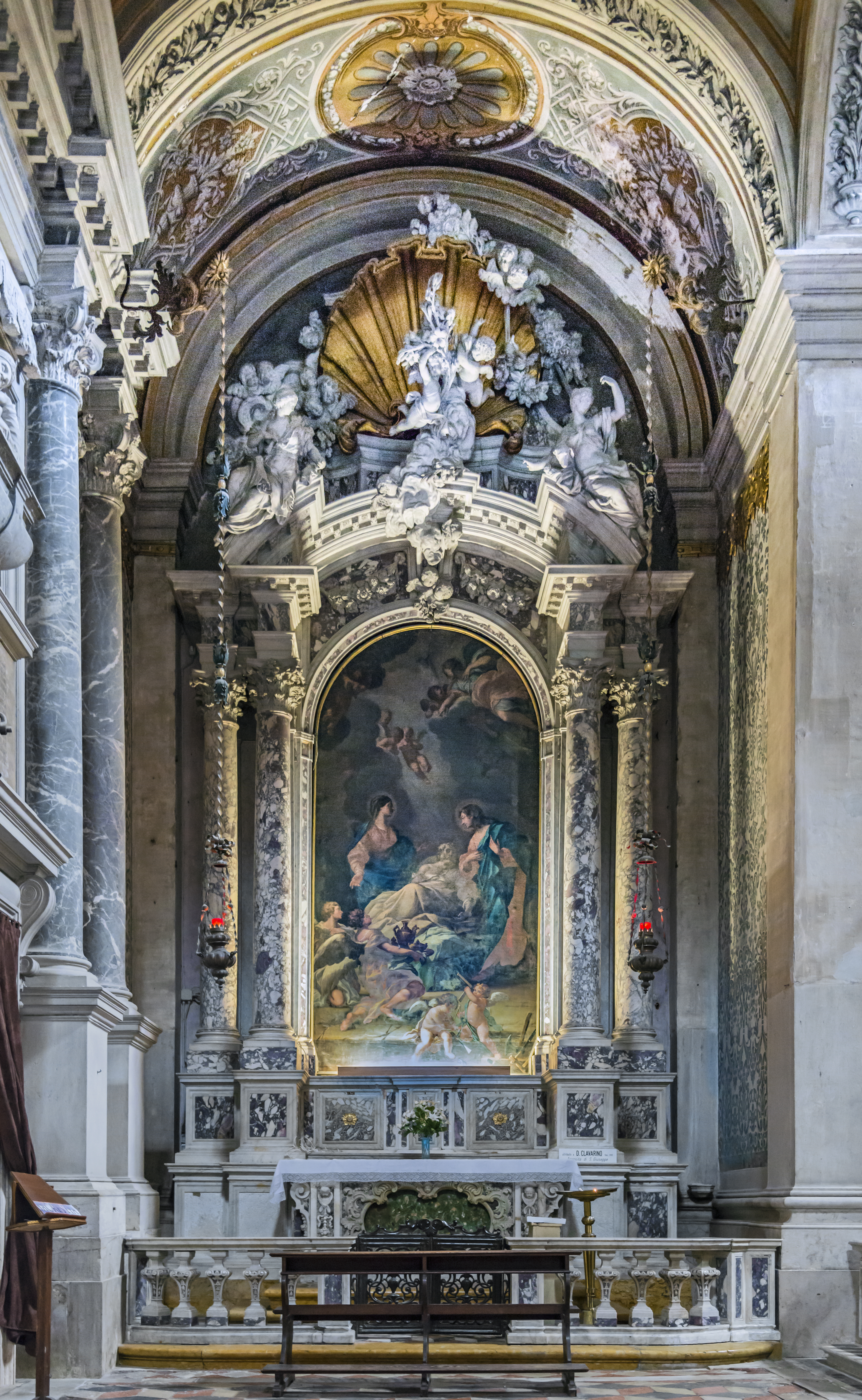
Capilla de San José
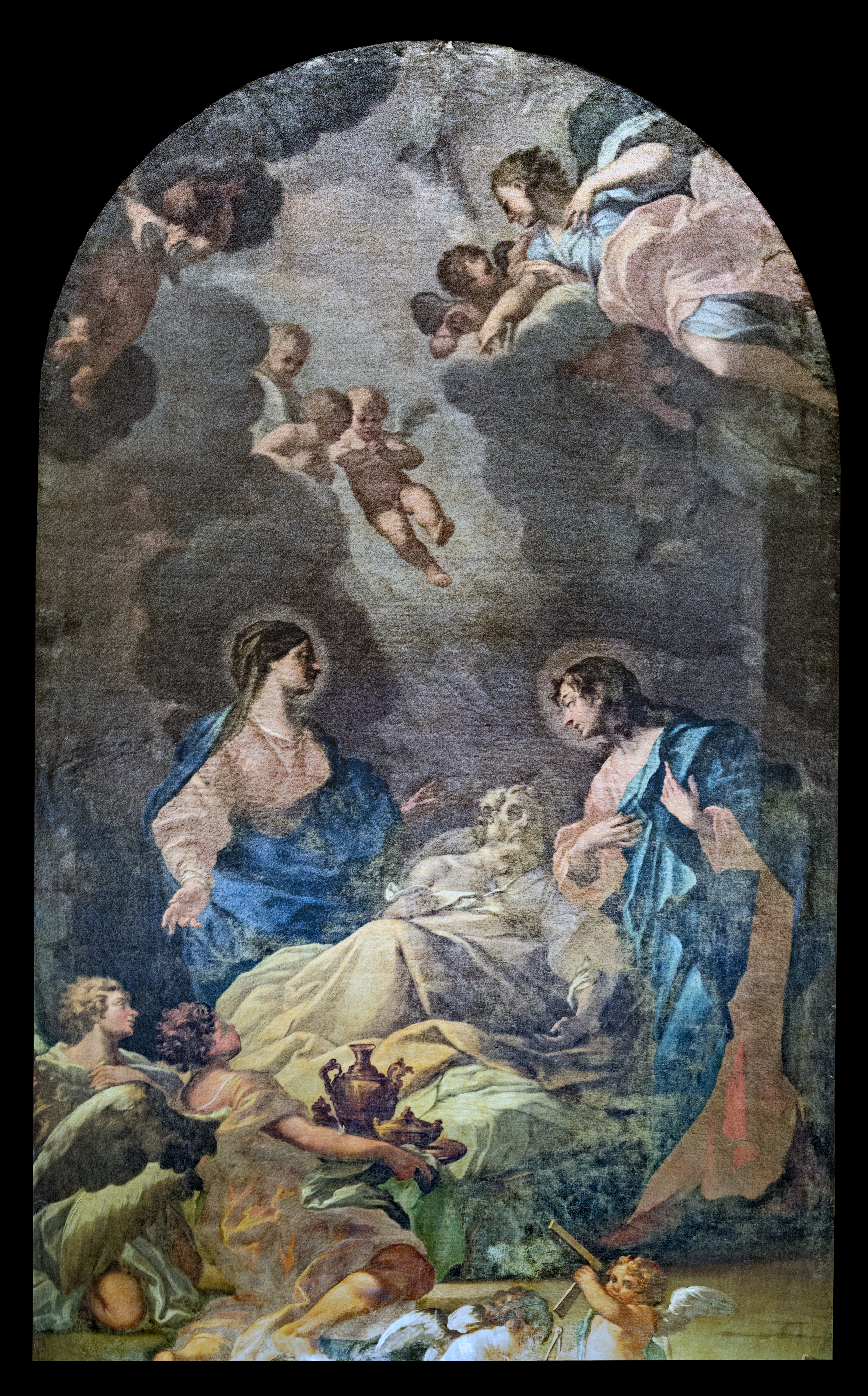
Muerte de José por Domenico Clavarino.
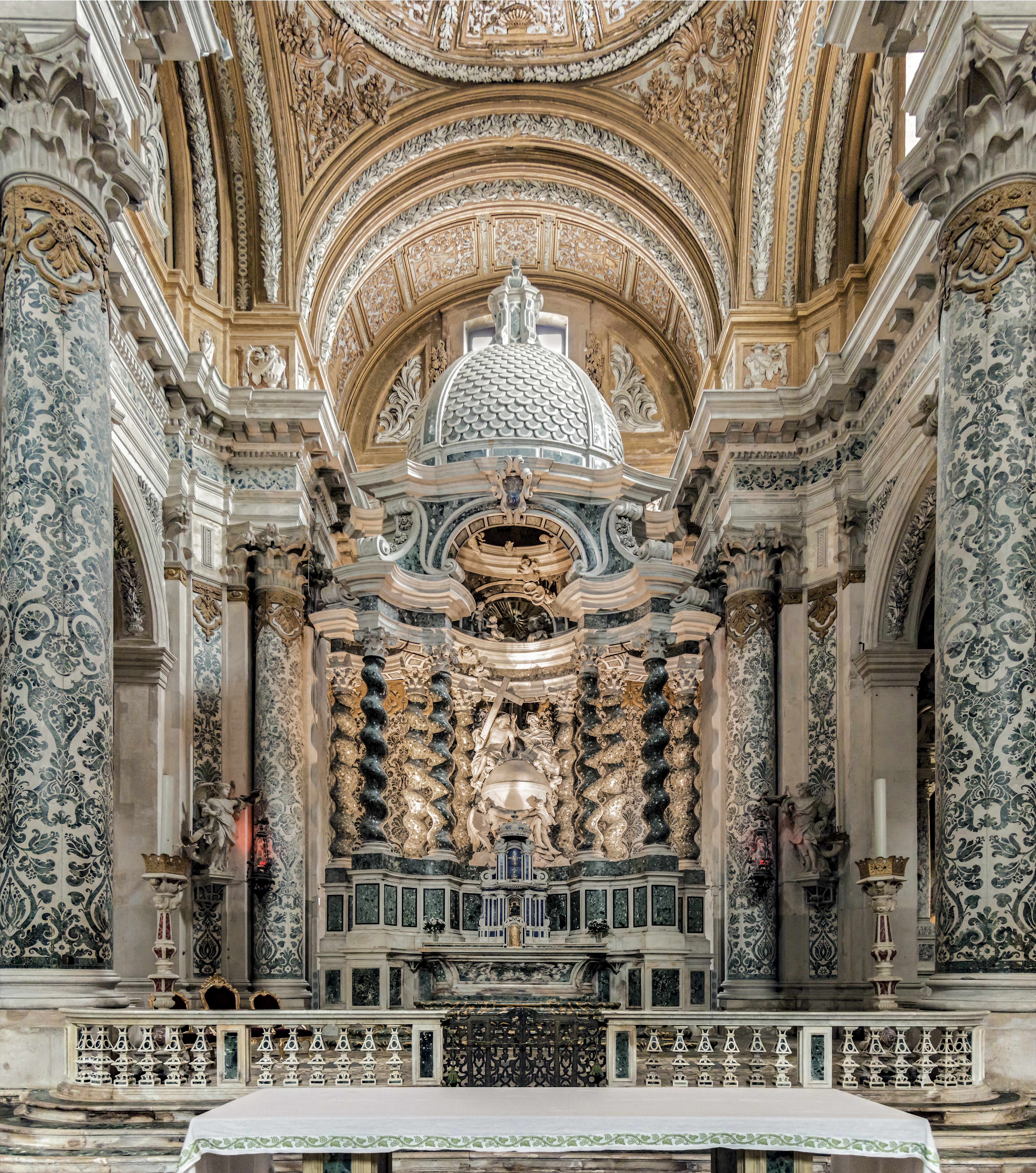
Altar mayor
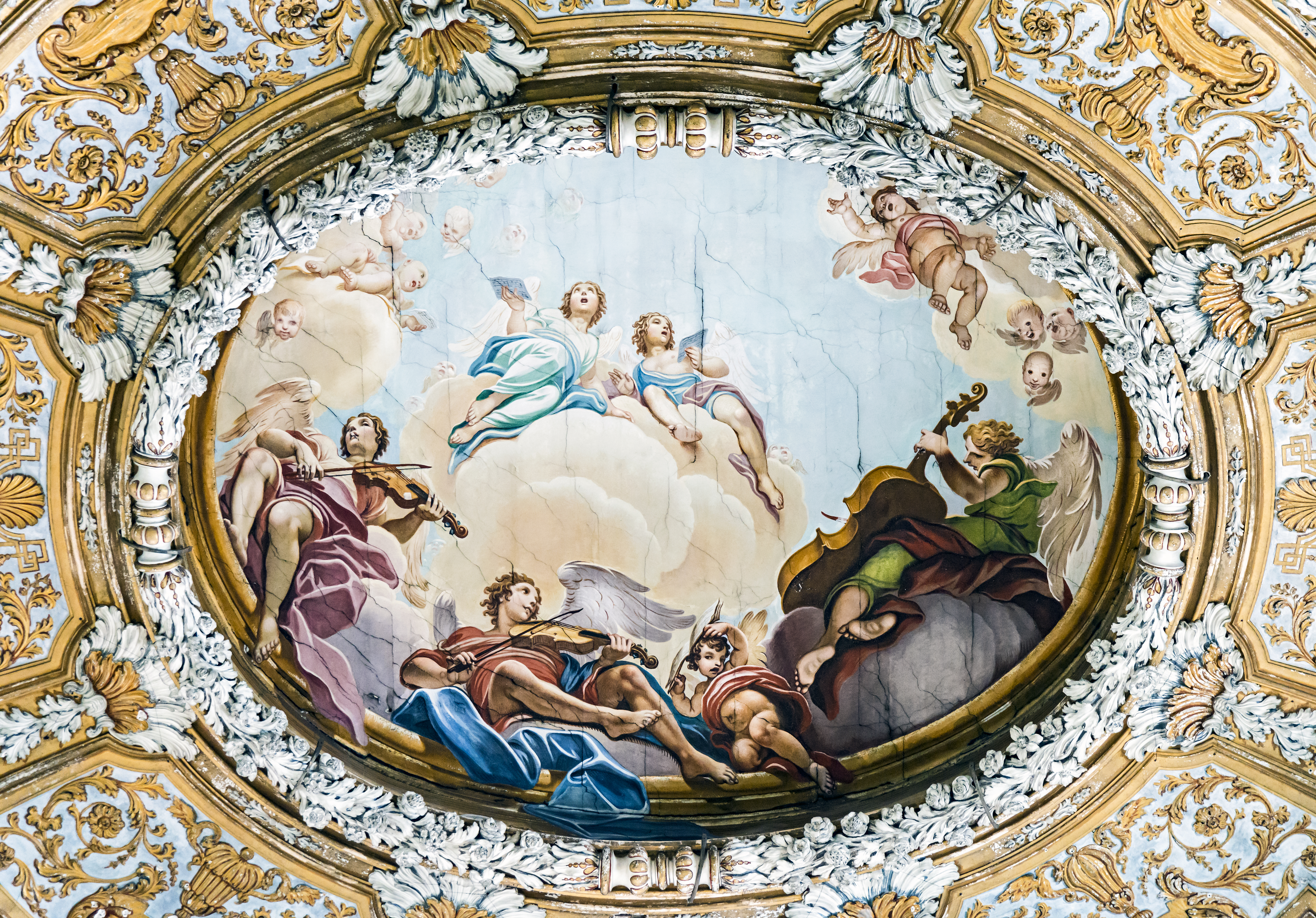
Ángeles músicos en la gloria de Louis Dorigny
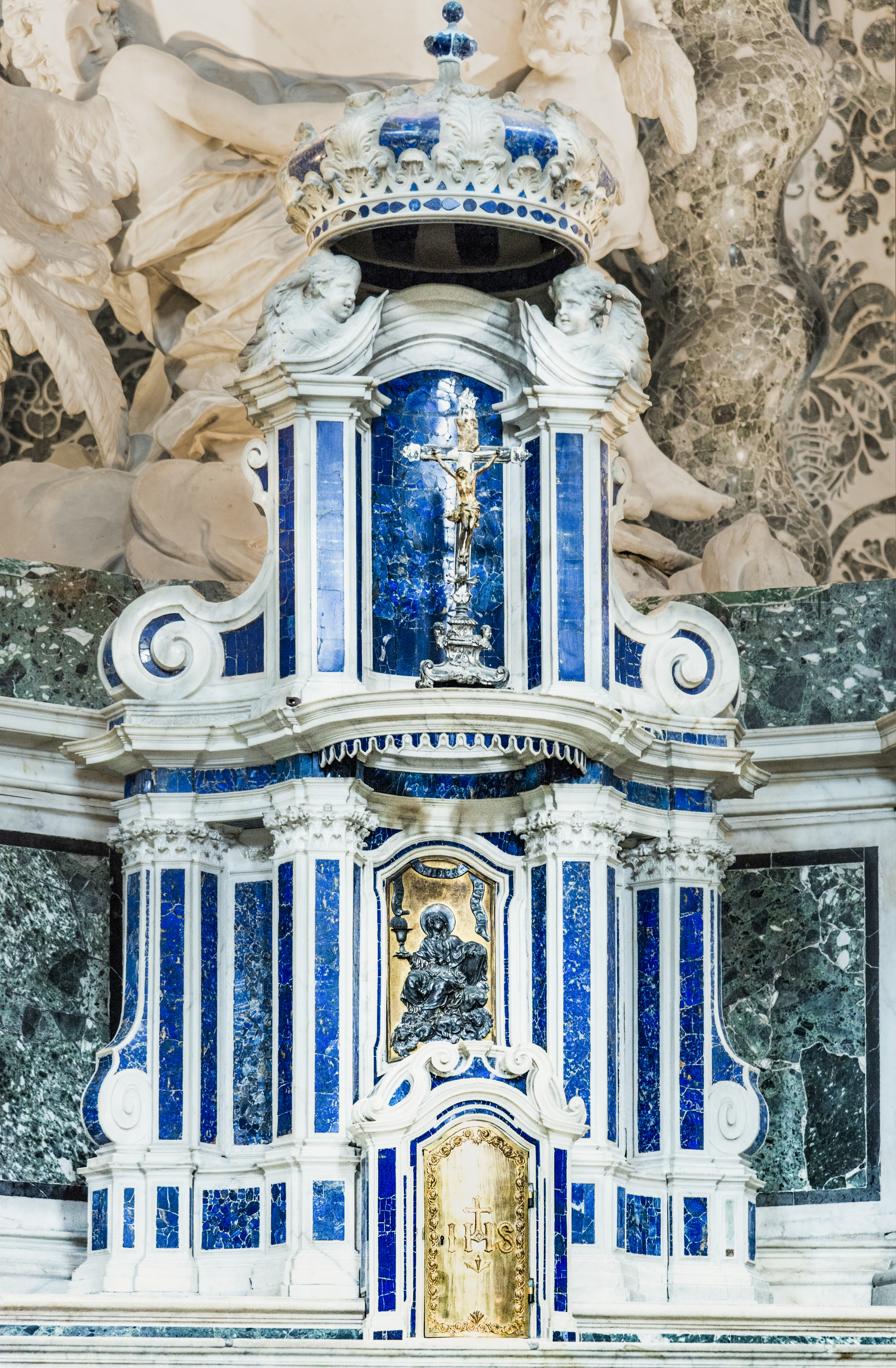
Tabernáculo de Giuseppe Pozzo
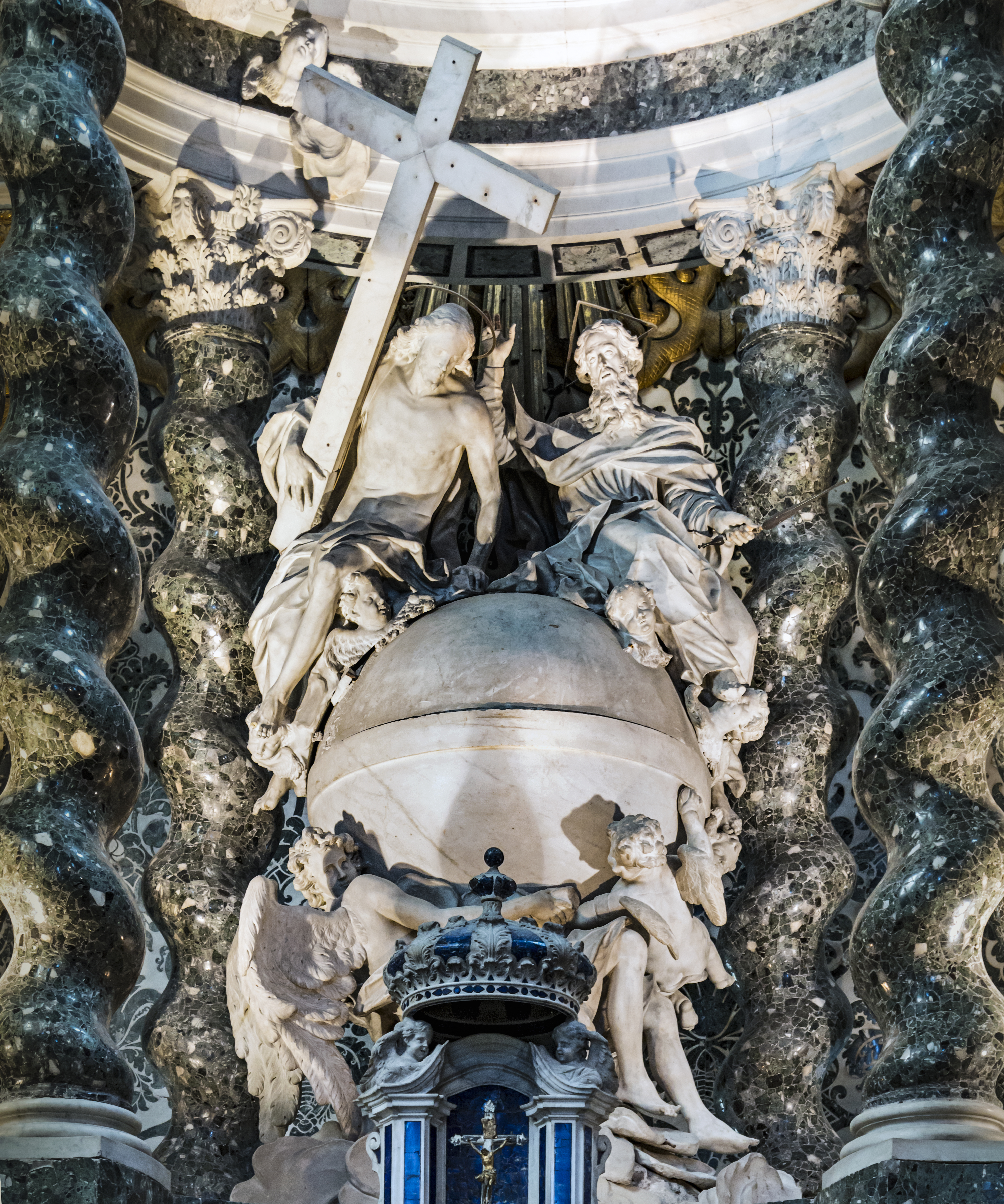
sufficit sola fide de Giuseppe Torretti
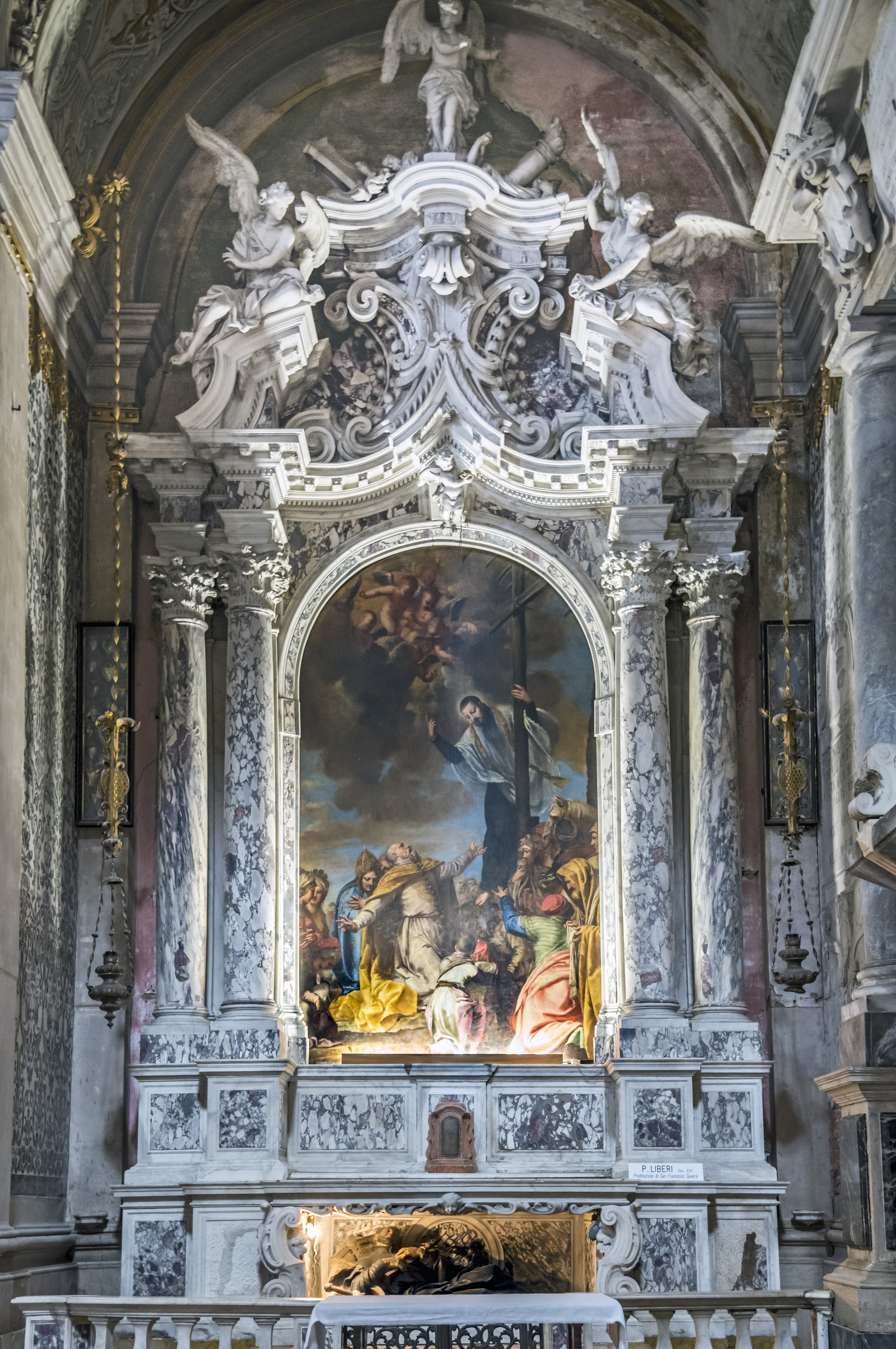
capilla a San Francisco Javier
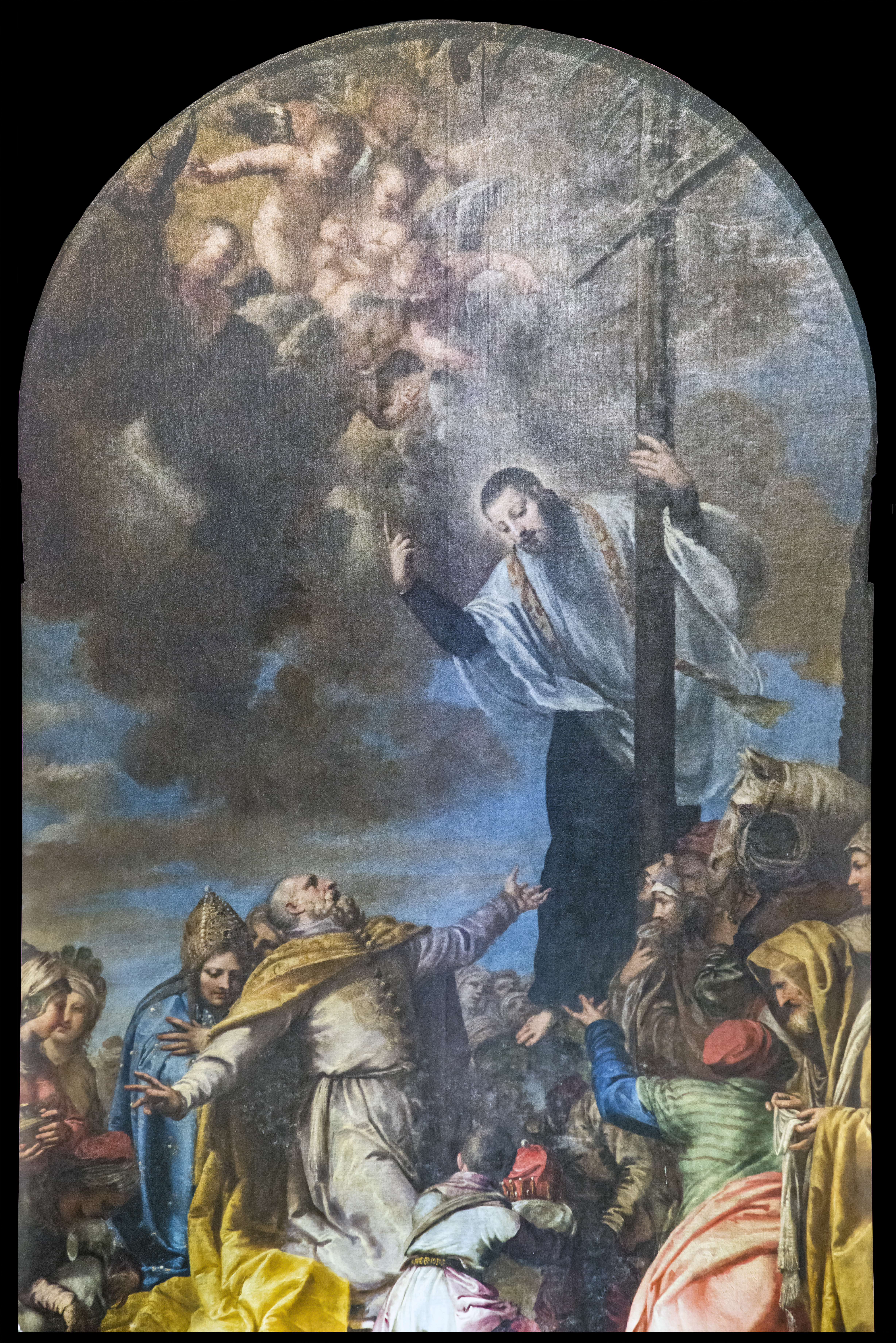
San Francisco Javier que predica en Oriente
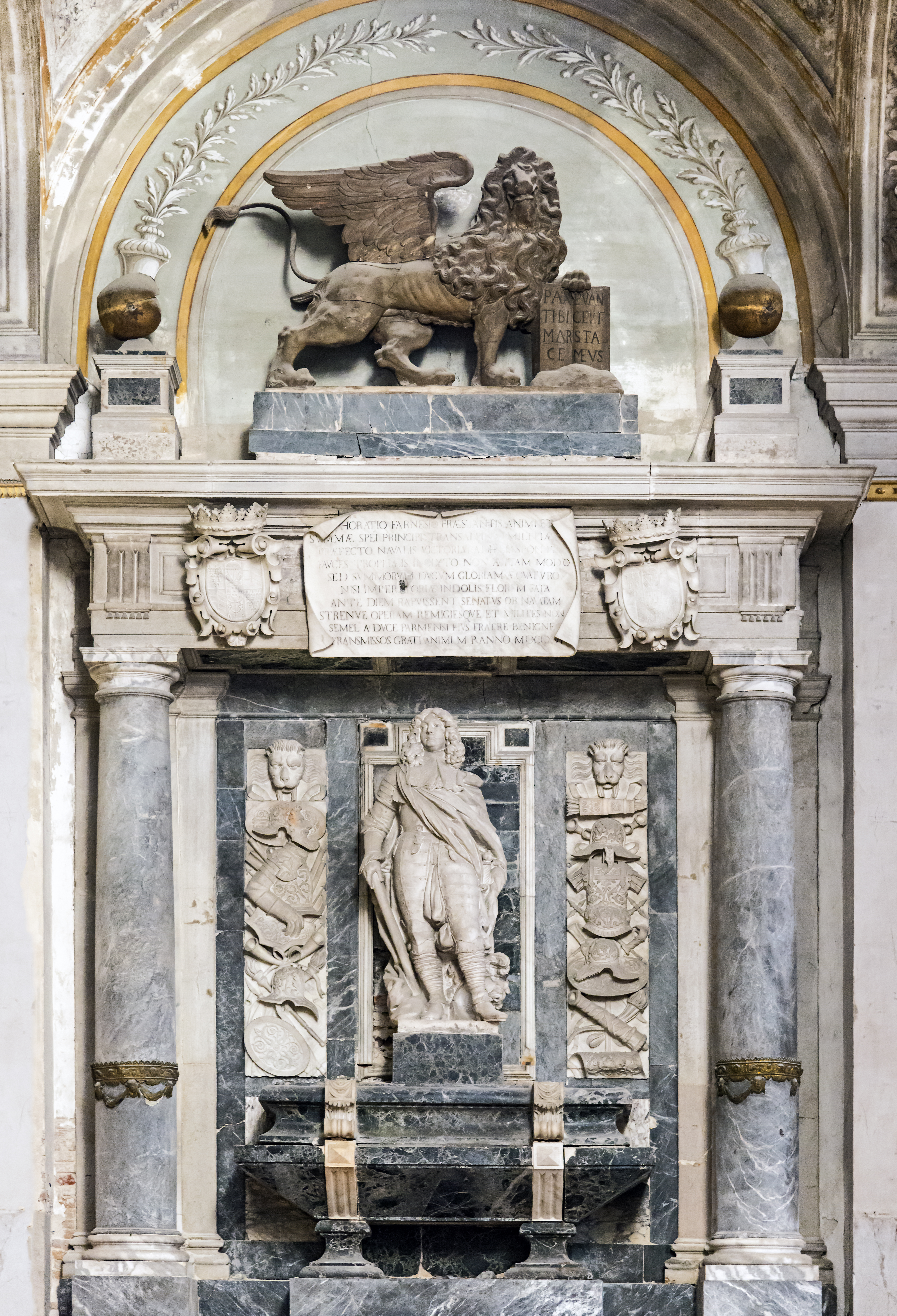
Monumento a Orazio Farnses

### Lado derecho de la nave
- Capilla de los tres jesuitas  (3.ª capilla). El cuadro de Antonio Balestra muestra el Espíritu Santo, la Virgen, San Marcos y los jesuitas: los santos Stanislas Kostka, Luis Gonzaga y Francisco Borgia. Las coronas alrededor de los tres santos simbolizan su rechazo al poder terrenal. Las alegorías talladas sobre el altar representan la humildad, sentado con el cordero de rodillas; Caridad y en medio de la imagen del alma justa y bienaventurada.
- Capilla de Santa Bárbara (2.ª capilla).  En el altar la estatua de Santa Bárbara de Giovanni Maria Morlaiter. La capilla era la de la schola dei sartori, que ya tenía una capilla en la antigua iglesia de Crosechieri. Las tijeras, símbolos de la escuela, están grabadas en la balaustrada y el retorno de los dinteles.
- Capilla del Ángel de la Guarda (1.ª capilla).  Atribuido a la schola dei testori de pani de seda ( o samiteri ) (Tejedores de pesados y preciosos tejidos decorativos de seda e hilos de oro). La pintura del retablo "Angelo Custode ed angeli che trasportano anima" de Palma il Giovanne (hacia 1619).

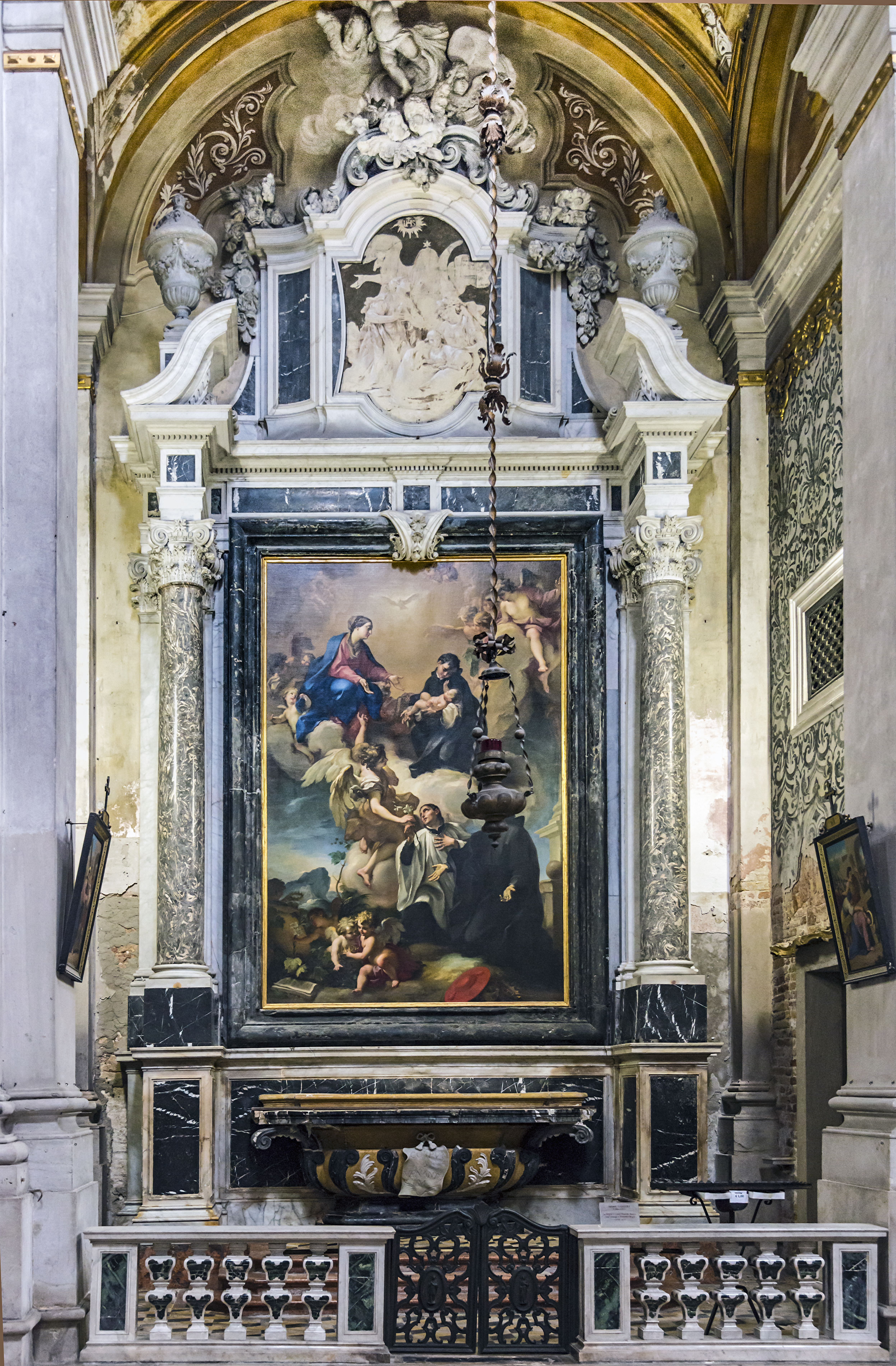
La capilla de los tres jesuitas
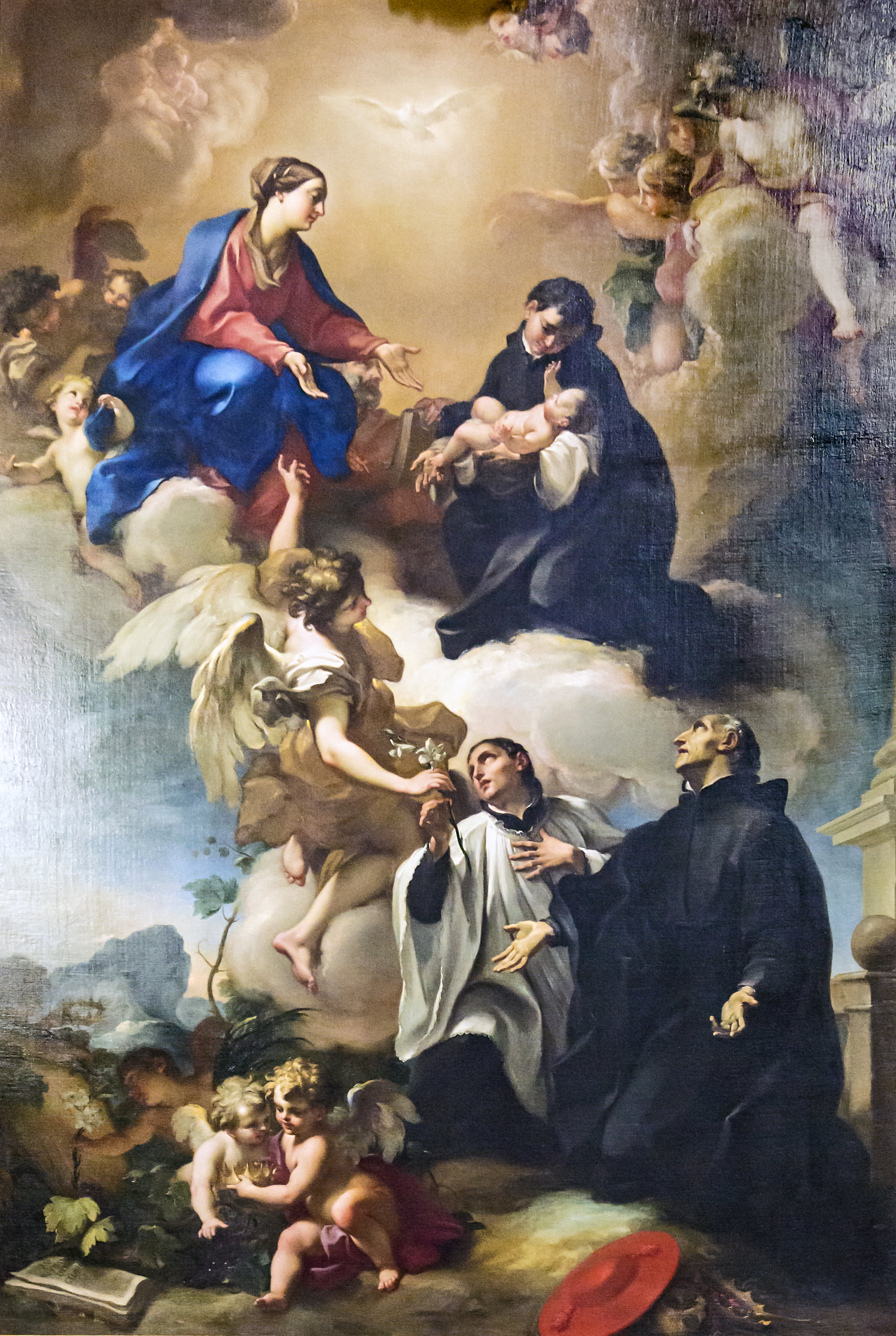
Vergine ei santi Stanislao Kostka, Luigi Gonzaga e Francesco Borgia de Antonio Balestra
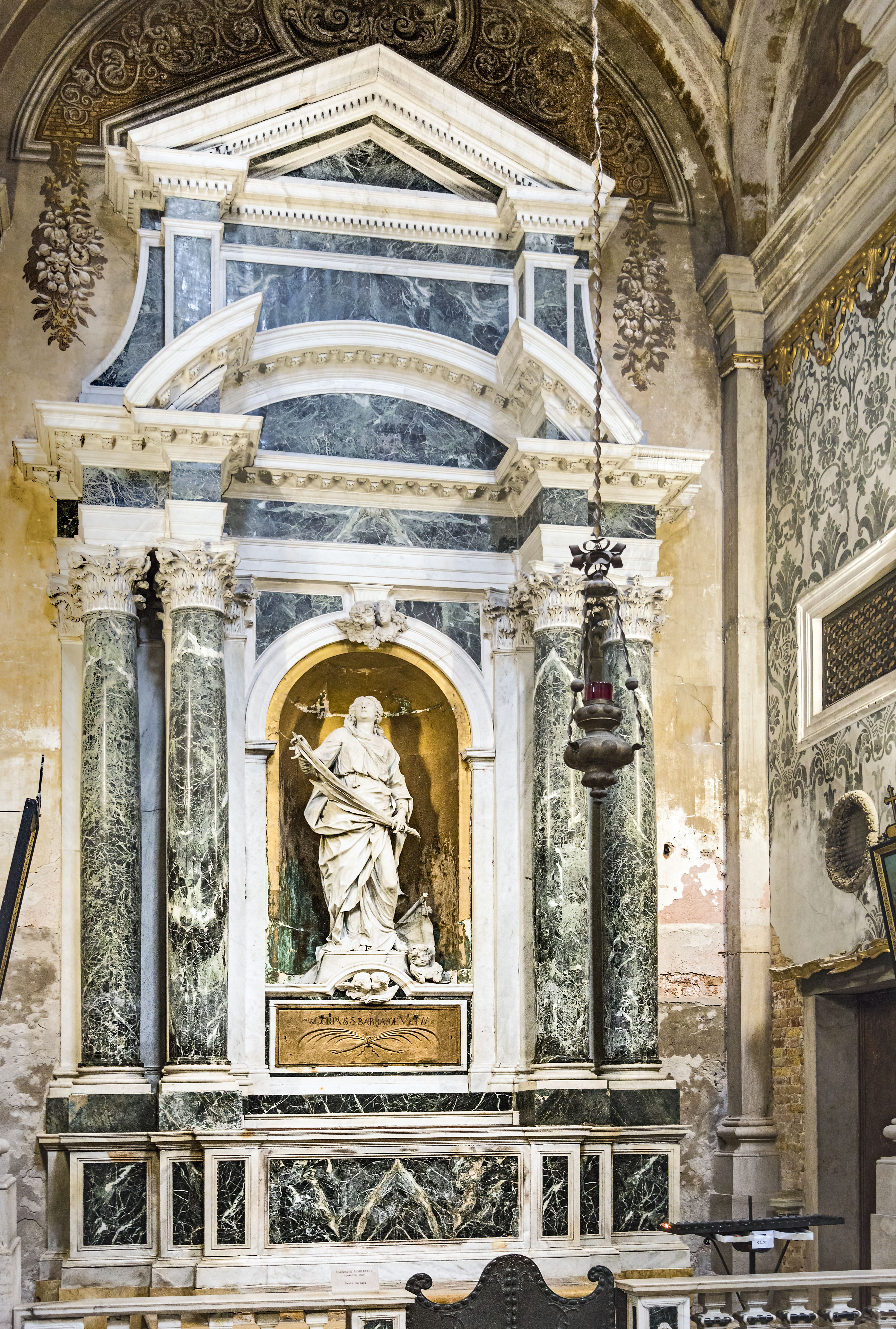
La Capilla de Santa Bárbara
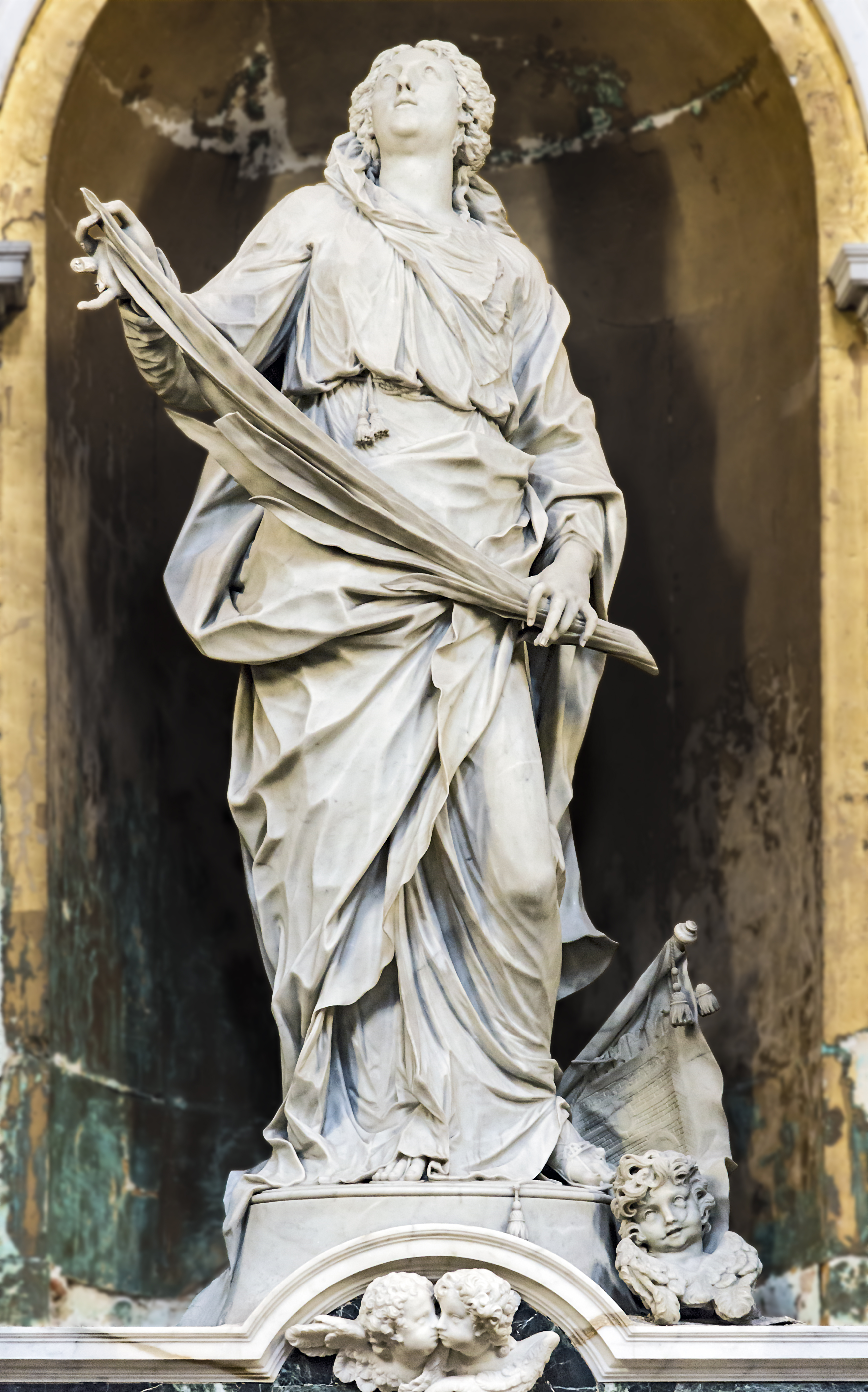
Santa Bárbara de Giovanni Maria Morlaiter
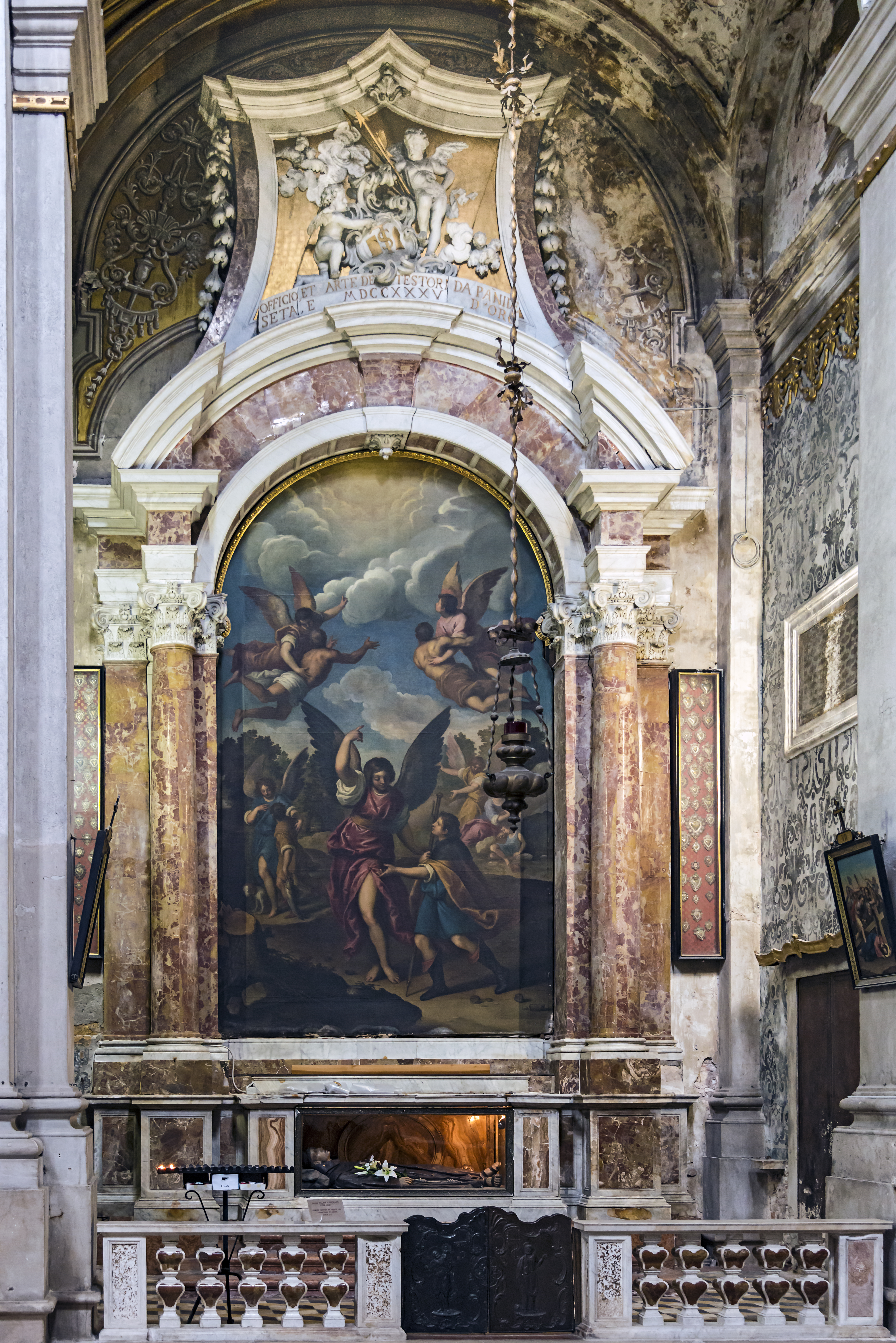
La Capilla del Ángel de la Guarda